# Backsteingotik

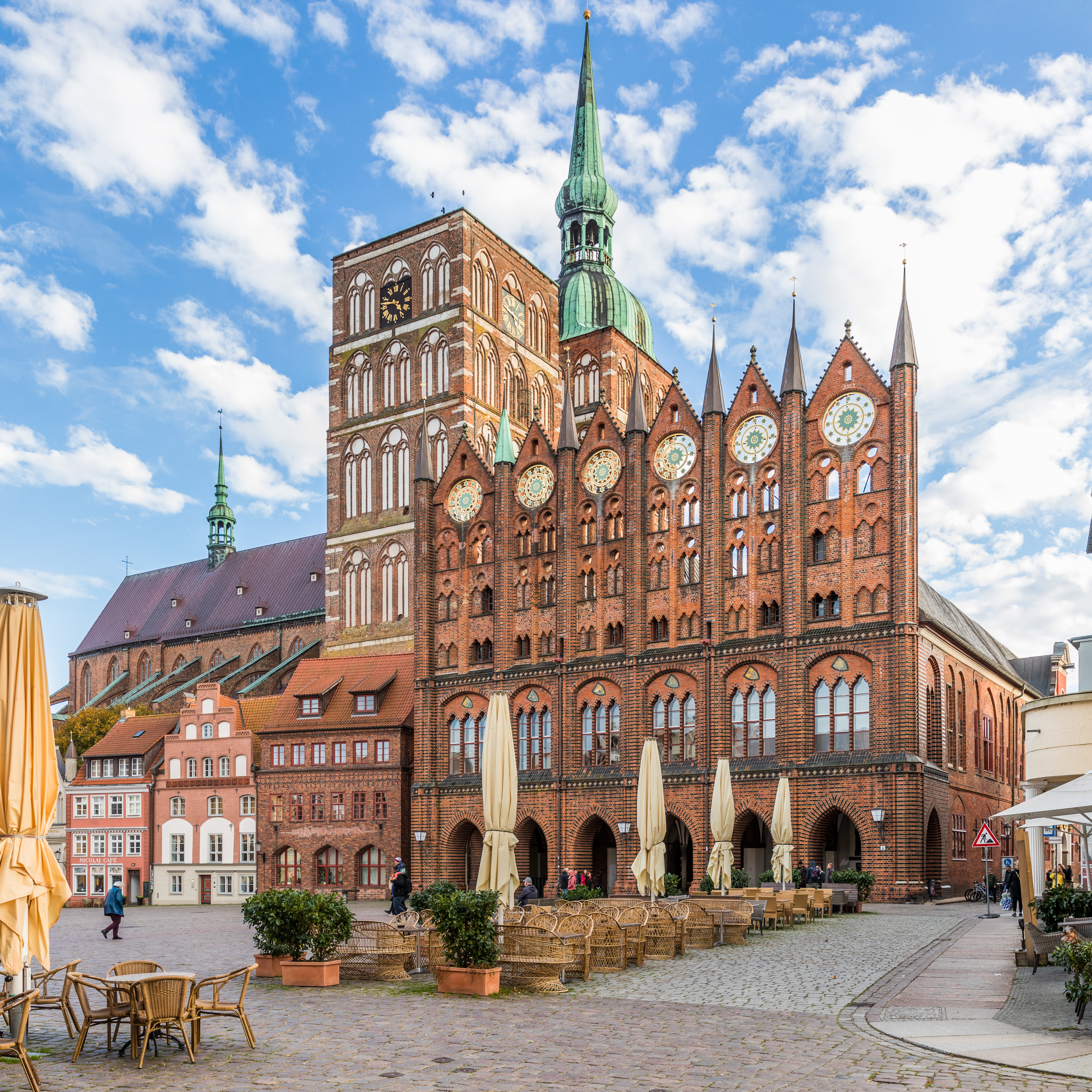
Stralsund: Rathaus und Nikolaikirche

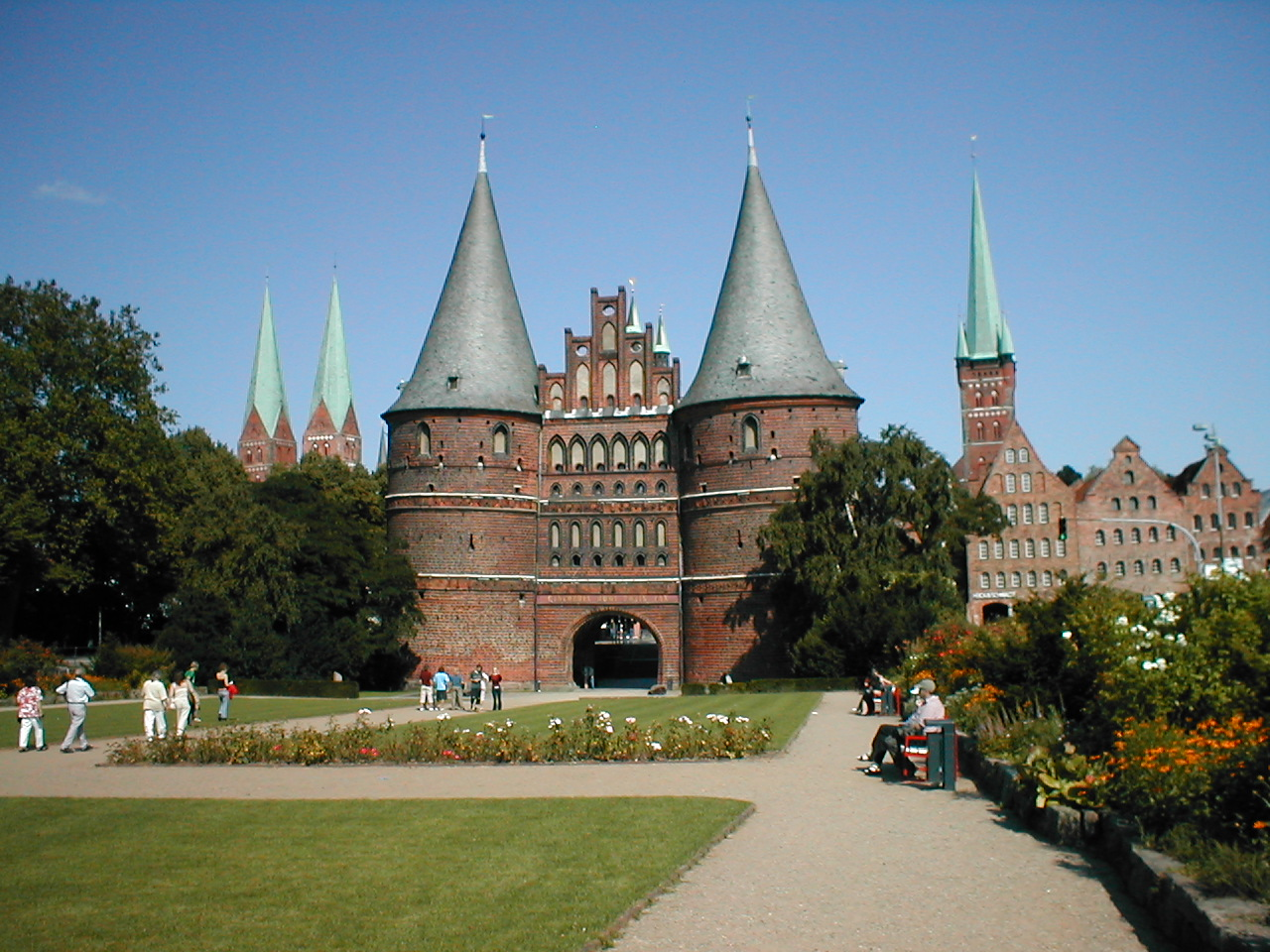
Lübeck – „Königin der Hanse“ und „Mutter der Backsteingotik“

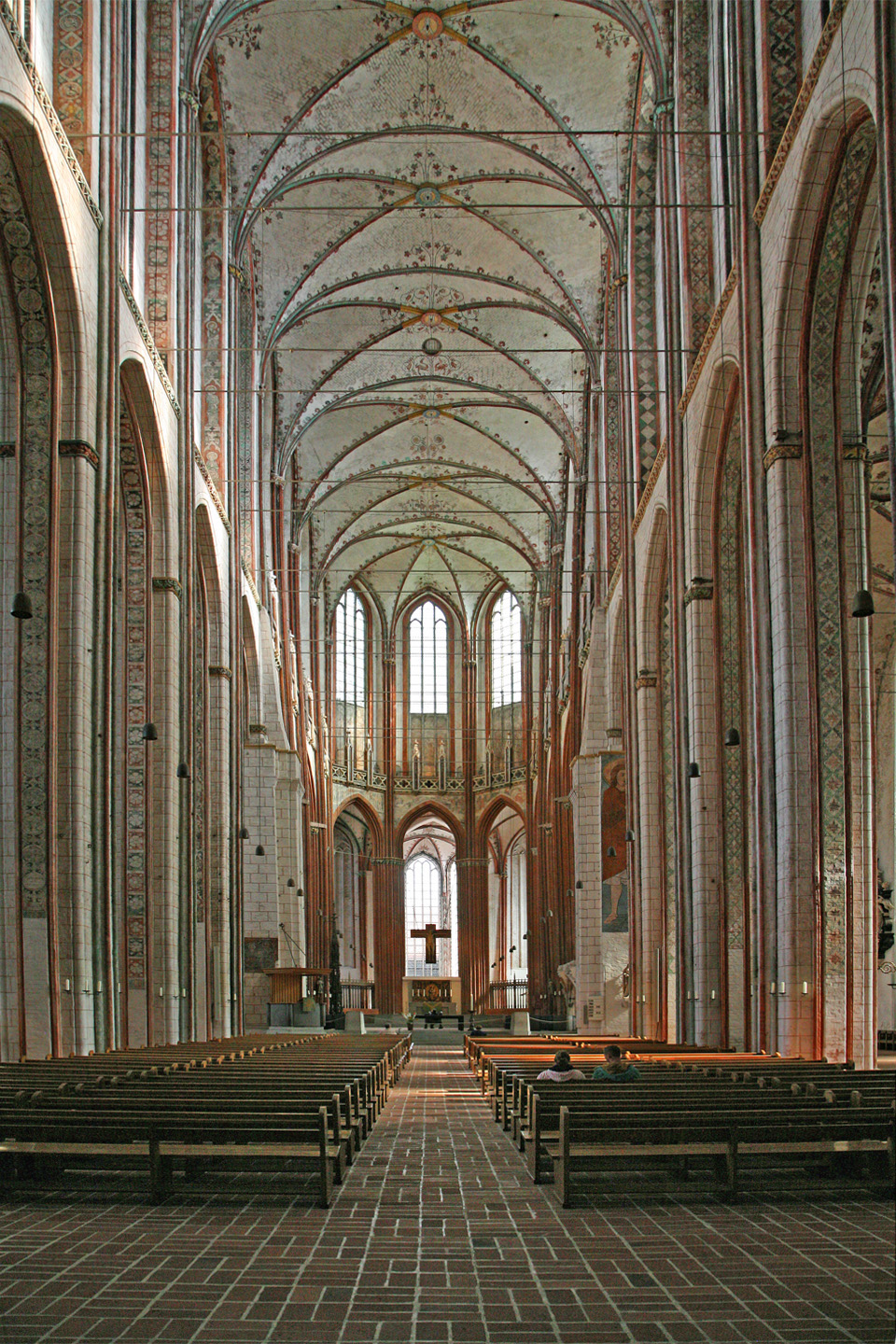
Marienkirche Lübeck

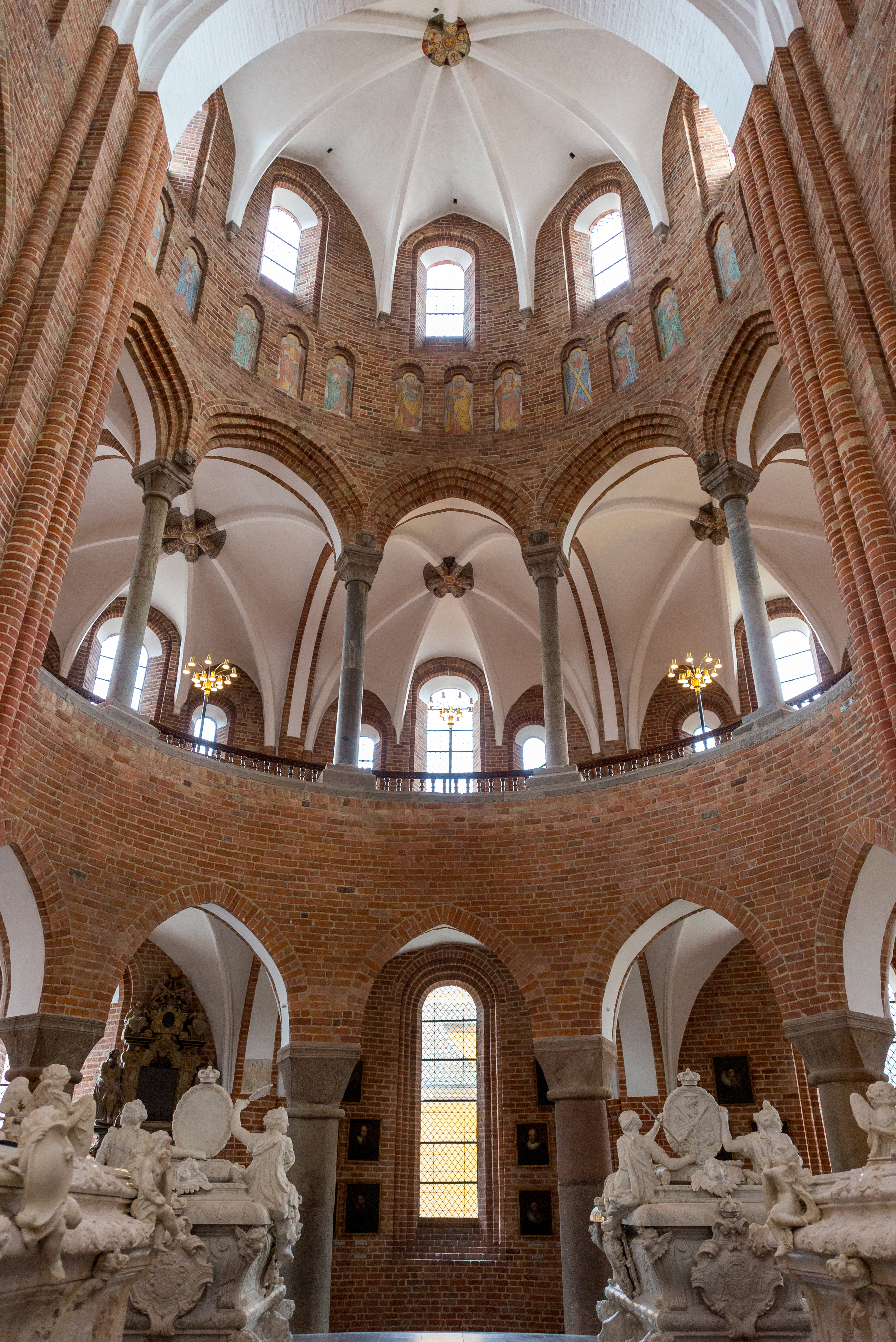
Beginn der Backsteingotik (Übergangsstil) in Dänemark: Chor der Roskilde Domkirke

Die Backsteingotik (englisch Brick Gothic, polnisch Gotyk ceglany) umfasst gotische Bauwerke, die aus oder mit sichtbarem Backstein errichtet wurden. Sie ist vor allem in Norddeutschland, dem Ostseeraum und den Niederlanden verbreitet. Ihr Verbreitungsgebiet erstreckt sich im Westen bis an die Straße von Dover und im Südosten bis nach Kleinpolen. Der auch oft verwendete Begriff Norddeutsche Backsteingotik erfasst daher nur einen Teil der gesamten Backsteingotik. Gotische Backsteinarchitektur in Italien und Südfrankreich wird in der Regel allein den dortigen Regionalstilen zugerechnet.
Die mittelalterliche Verwendung von Backstein als Baustoff setzte nördlich der Alpen im 12. Jahrhundert ein. Die ältesten Bauten gehören deshalb noch der so genannten Backsteinromanik an. Im 16. Jahrhundert ging die Backsteingotik in die Backsteinrenaissance über. Die geografische Verbreitung des Bauens aus Backstein und mit sichtbarem Backstein unterlag vom Beginn des Hochmittelalters bis in die frühe Neuzeit aber durchaus Veränderungen. So gab es in Teilen des Münsterlandes zwischen Pionierbauten der Romanik und dem starken Backsteineinsatz in Renaissance und Barock eine zeitliche Lücke.
Viele von der Backsteingotik geprägte Altstädte und Einzelbauten wurden in die Liste des UNESCO-Welterbes aufgenommen.

## „Backsteingotik“ und „Norddeutsche Backsteingotik“
Der Begriff Backsteingotik unterscheidet sich von den meisten anderen Baustilen dadurch, dass hier ein Stil über den Baustoff definiert worden ist. Hinzu kommt die verbreitete, aber nicht dem Architekturbestand entsprechende Vorstellung einer Beschränkung auf Norddeutschland und die Länder um die Ostsee. Georg Dehio, der mit seinem in erster Auflage 1918 fertiggestellten und 1919 erschienenen Werk Geschichte der deutschen Kunst wesentlich zu den Vorstellungen über die Backsteingotik beigetragen hat, definierte in diesem Werk Stile grundsätzlich als Ausdruck nationaler Charaktere, nachdem er vor dem Ersten Weltkrieg angefeindet worden war, weil er internationale Kunsteinflüsse und nicht zuletzt den französischen Ursprung der Gotik betont hatte.
Bis Mitte des 20. Jahrhunderts wurde vor allem von der „Norddeutschen Backsteingotik“ und – Backsteinbauten der Romanik und Renaissance einschließend – vom „Norddeutschen Backsteinbau“ gesprochen. Diese Bezeichnungen sind für Betrachtungen angemessen, die westlicher und südlicher gelegene Werke der Backsteingotik ausklammern. Da aufgrund der Grenzverschiebung nach dem Zweiten Weltkrieg annähernd die Hälfte der damit bezeichneten Bauwerke heute in Polen steht, wird das Adjektiv „norddeutsch“ häufig weggelassen. Angesichts des Umfangs und der teilweise großen Ähnlichkeit der übrigen Backsteingotik als Ausdruck der mittelalterlichen Kulturbeziehungen gewinnt ein unvollständiges Bild, wer die Norddeutsche Backsteingotik isoliert betrachtet.

## Grundzüge

### Geografie
Der Raum der nördlichen gotischen Backsteinarchitektur erstreckt sich westwärts bis an die Straße von Dover (Niederlande, belgisches und französisches Flandern, deutsches Niederrheingebiet). Grundsätzlich findet man hier dieselbe Formensprache wie im Ostseeraum. Einige Beispiele gibt es sogar in England, allerdings fast ausschließlich Landsitze aus der Tudorzeit.
Am entgegengesetzten Ende lag Galizien. Nachdem das Fürstentum Halytsch-Wolodymyr zum Königreich Polen gekommen war, baute man hier römisch-katholische Kirchen (poln.: koscioł / ukr.: kostel) in Stein oder eben Backstein, solche für orthodoxen Ritus (cerkiew/cerkwa) weiterhin überwiegend aus Holz.

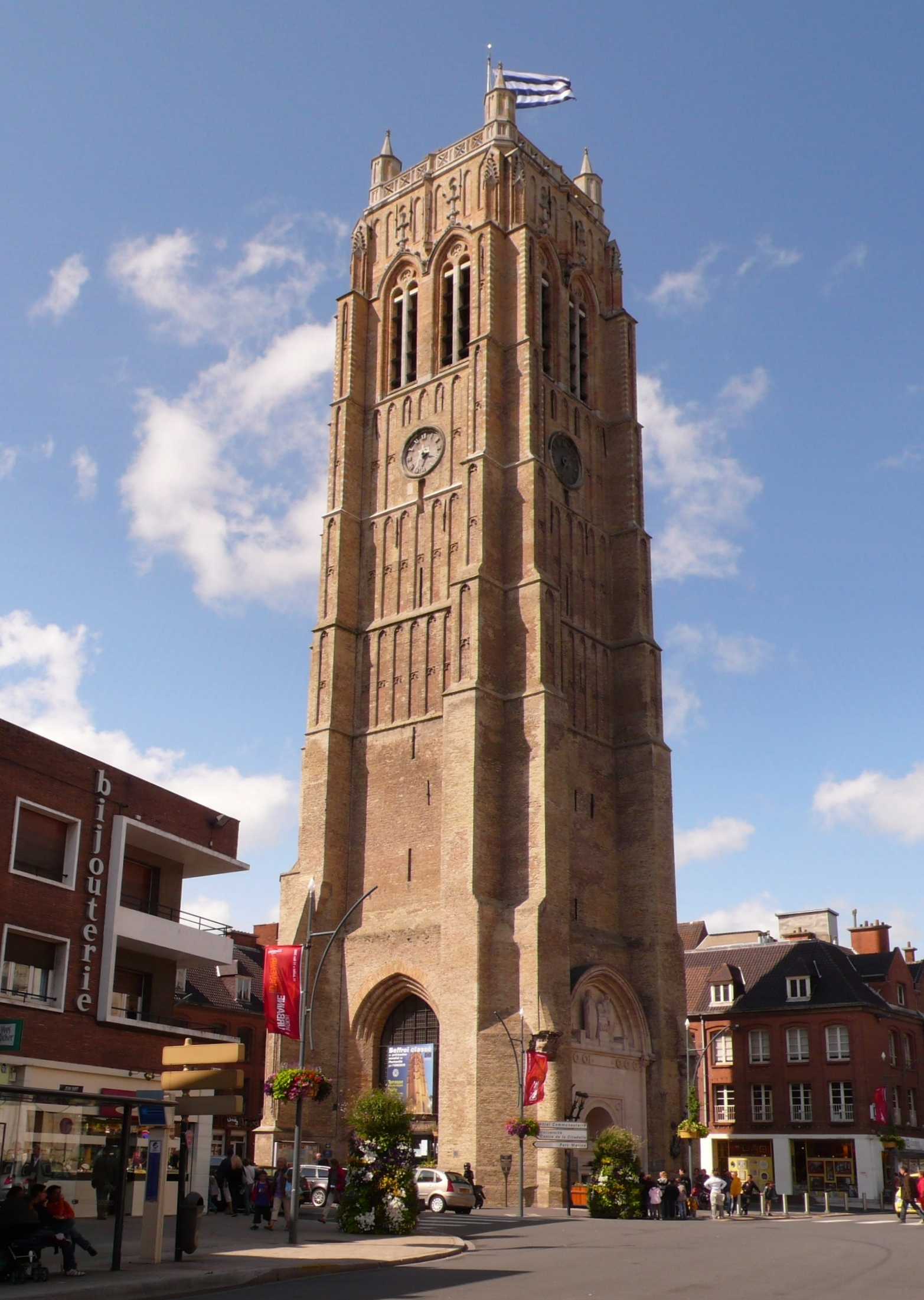
Belfried von Dünkirchen, Departement Nord, Frankreich
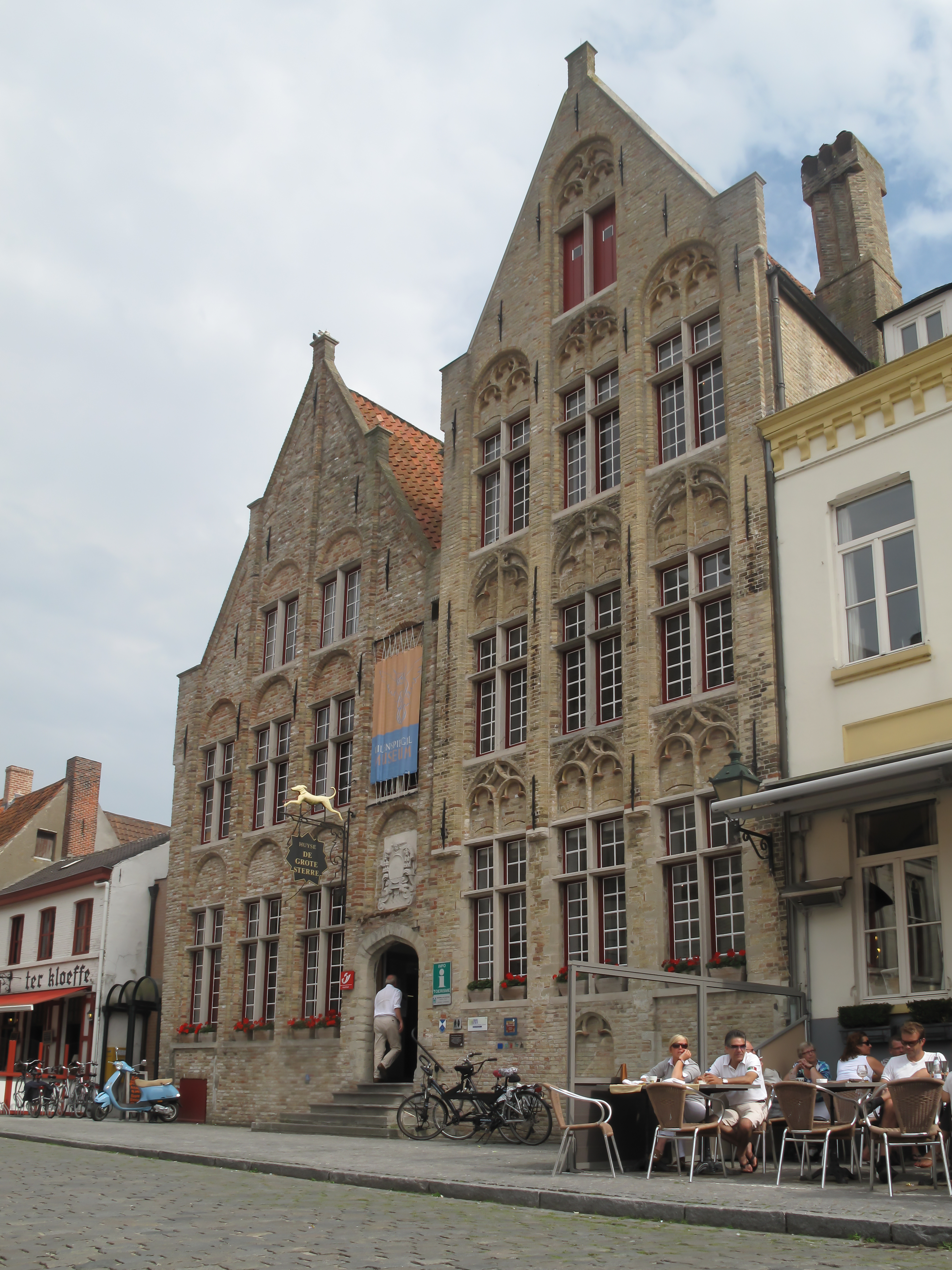
Sandsteinfassungen und Ziegelmaßwerk in Damme bei Brügge, Westflandern
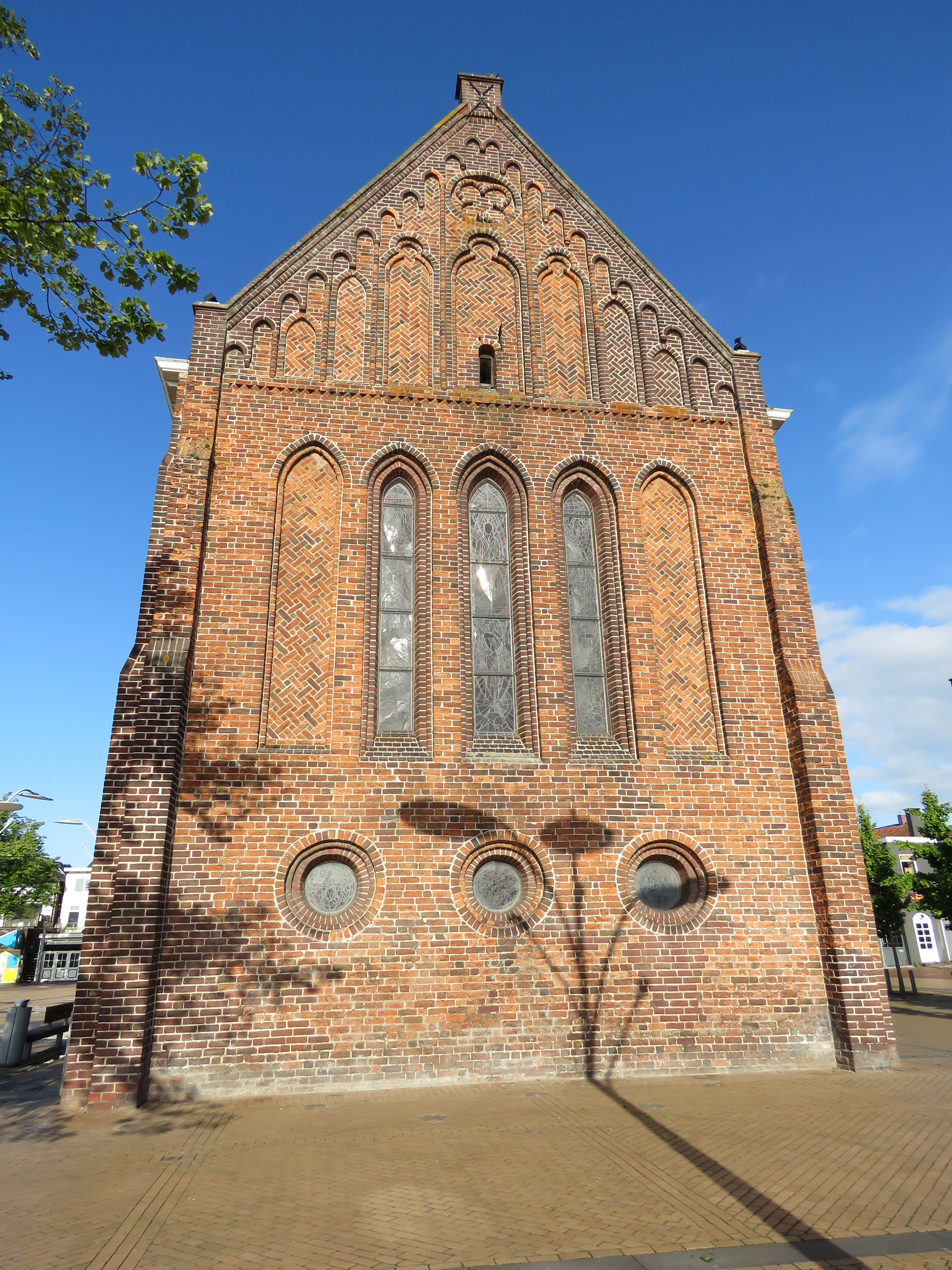
Blendengiebel nicht nur an der Ostsee: Marktpleinkerk in Winschoten, nordöstliche Niederlande
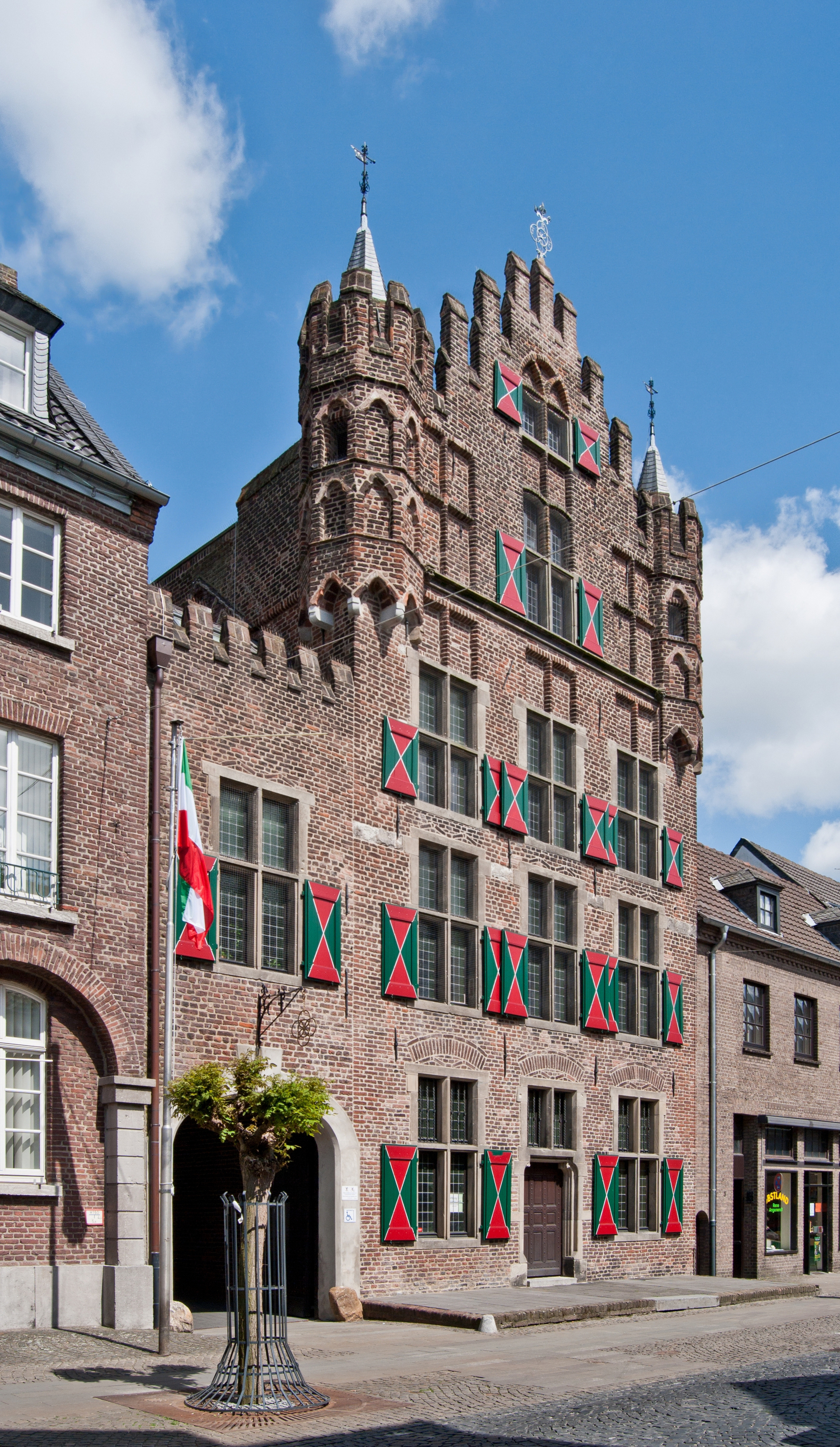
Haus zu den fünf Ringen in Goch, Niederrhein, Zierrat aus Sandstein und aus Backstein
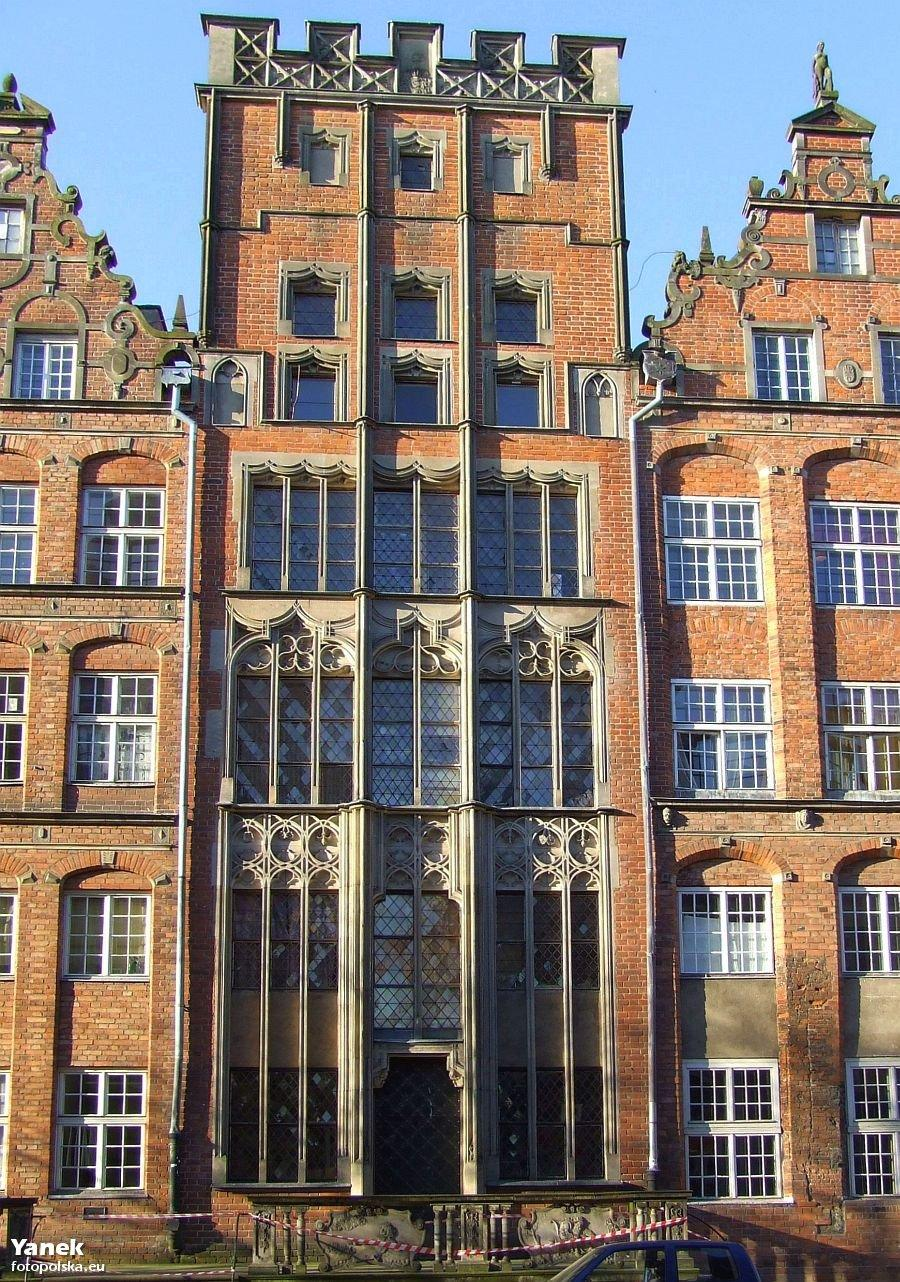
Schlieffhaus in Danzig, Backsteingotik mit viel Werkstein – aus Venedig
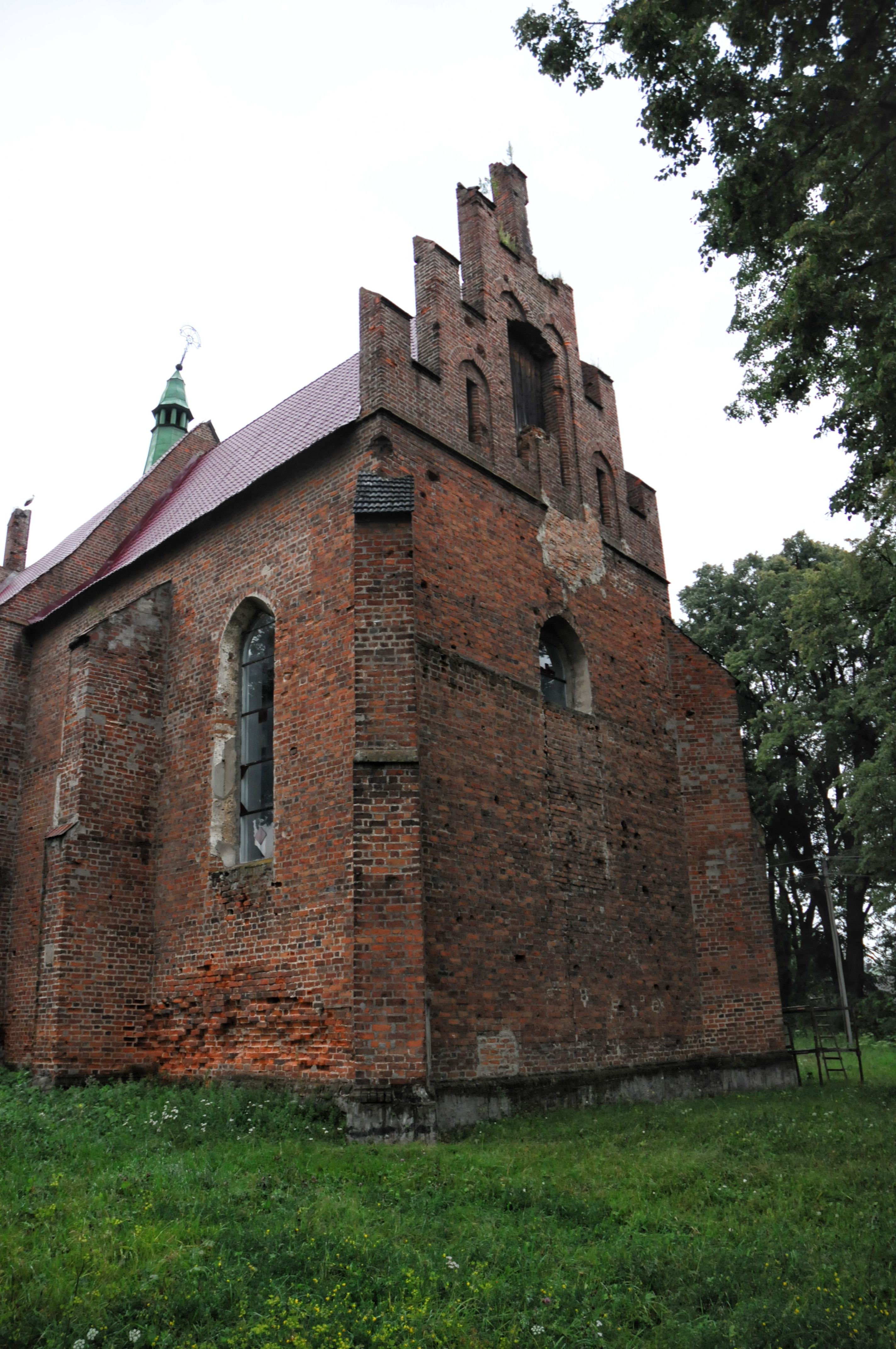
St.-Martin-Kirche Skeliwka, ehem. Felsztyn, (Ukraine); katholisch in Galizien

### Bauherren
Die Staufer ließen in Süddeutschland und im Pleißetal Backsteinbauten an Orten errichten, an denen durchaus Bruchstein verfügbar war. Mit der aus Italien importierten Bauweise demonstrierten sie ihre Weltläufigkeit. Bauhistoriker wie Claudia Trummer verweisen darauf, dass die Qualität der Ziegel bei diesen frühen Bauten höher und gleichmäßiger war als bei vielen späteren. Auch Heinrich der Löwe, der großen Anteil an der Einführung des Backsteinbaus in Norddeutschland hatte, war 1154/1155 zusammen mit Kaiser Friedrich Barbarossa in Italien gewesen. Für die Zeit nach der Entmachtung der Welfen hebt der Historiker Ernst Badstübner hervor, dass in der Markgrafschaft Brandenburg zunächst vor allem an den Orten in Backstein gebaut wurde, an denen die askanischen Markgrafen als Bauherren oder Stifter beteiligt waren, während Bauten anderer Trägerschaft dort noch lange vorwiegend aus Feldstein errichtet wurden.
Mönchsorden, sowohl solche mit zivilisatorischer Zielrichtung wie Zisterzienser und Prämonstratenser als auch Bettelorden wie die Dominikaner, errichteten in natursteinarmen Gebieten Klöster aus Backstein, anderswo solche aus Naturstein. Der Bauforscher Jens Christian Holst weist darauf hin, dass die Bevorzugung von Backstein oder Naturstein im Kirchenbau teilweise mittelalterliche Bistumsgrenzen nachzeichnet.
Mit der Zeit aber wurde Backstein vor allem zum bevorzugten Baustoff der aufstrebenden Städte. Wo in Franken und südlich der Donau heute verputzte Giebel nur noch durch ihre Struktur anzeigen, dass sich unter dem Putz Backsteinmauerwerk befindet, gab es im Spätmittelalter nachgewiesenermaßen auch viel Sichtmauerwerk und Zierrat aus gebrannten Ziegeln.

### Stilelemente

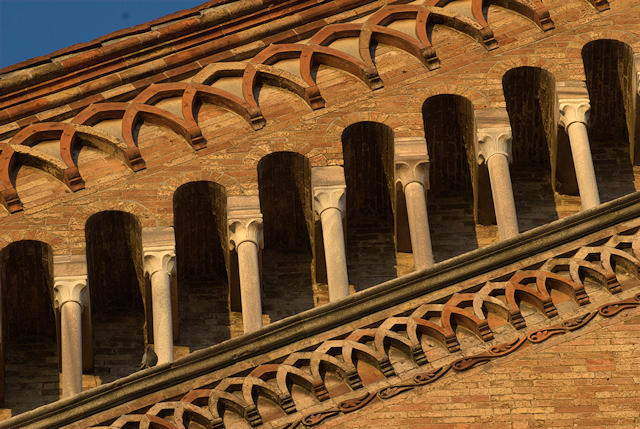
Natursteinsäulen, Formsteinfriese und Terracottaelemente am Dom von Cremona, Lombardei

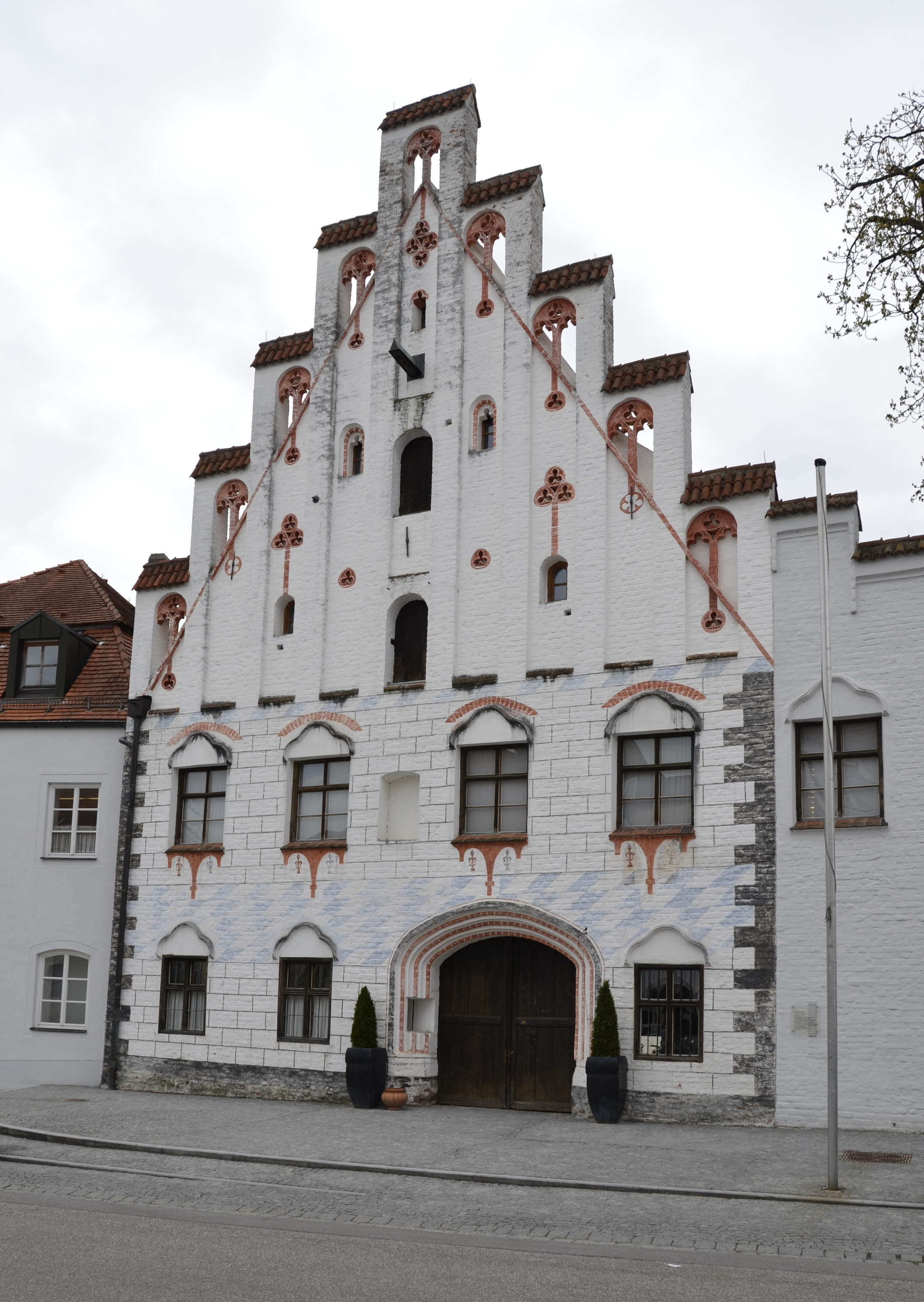
Herzogsburg in Dingolfing (Niederbayern), geschlämmter Backstein, Luftfenster mit Maßwerk aus Formsteinen

Typische Elemente der Backsteingotik wie Maßwerk und Friese aus Formsteinen findet man auch in manchen Gebäuden des nordwestlichen gotischen Backsteinbaus. Beispiele von Backsteinornamenten finden sich in der Italienischen Gotik, in Einzelfällen sogar an überwiegend aus Werkstein errichteten Gebäuden. Zusätzlich zu den aus dem Ostseebereich bekannten Schmuckformen finden sich an manchen Backsteinbauten der italienischen Gotik Terracottafriese.
Während im norddeutschen Binnenland und in Großpolen Werkstein tatsächlich kaum verfügbar war, konnten Städte mit Seehandel sich leicht welchen verschaffen. So hat die Lübecker Marienkirche, allgemein als Musterbeispiel der Norddeutschen Backsteingotik angesehen, zwei Portale aus Sandstein. In den Kanten der Türme sind Natursteinquader in einer Weise verbaut, die sonst für Niederlande und Niederrhein typisch ist, und die schlanken Pfeiler der Briefkapelle sind aus Bornholmer Granit. In den gotischen Backsteintürmen der Wismarer Kirchen und von St. Nikolai in Stralsund wurde Naturstein zwar nicht zu plastisch gestalteten Bauteilen verarbeitet, aber für farblichen Kontrast eingesetzt. Vergleichbar damit wurde der Turm der Marienkirche in Stargard (Hinterpommern) mit einer Stargarder Blende versehen. Bei der Danziger Marienkirche sind alle fünf Seitenportale und ein paar einfache aber lange Simse aus Werkstein.
Anderseits hat Heinrich Brunsberg an der Katharinenkirche in Brandenburg an der Havel und anderen Bauten gezeigt, dass fast alle der preziösen Formen der Werksteingotik durchaus auch aus gebranntem Ton herzustellen waren.

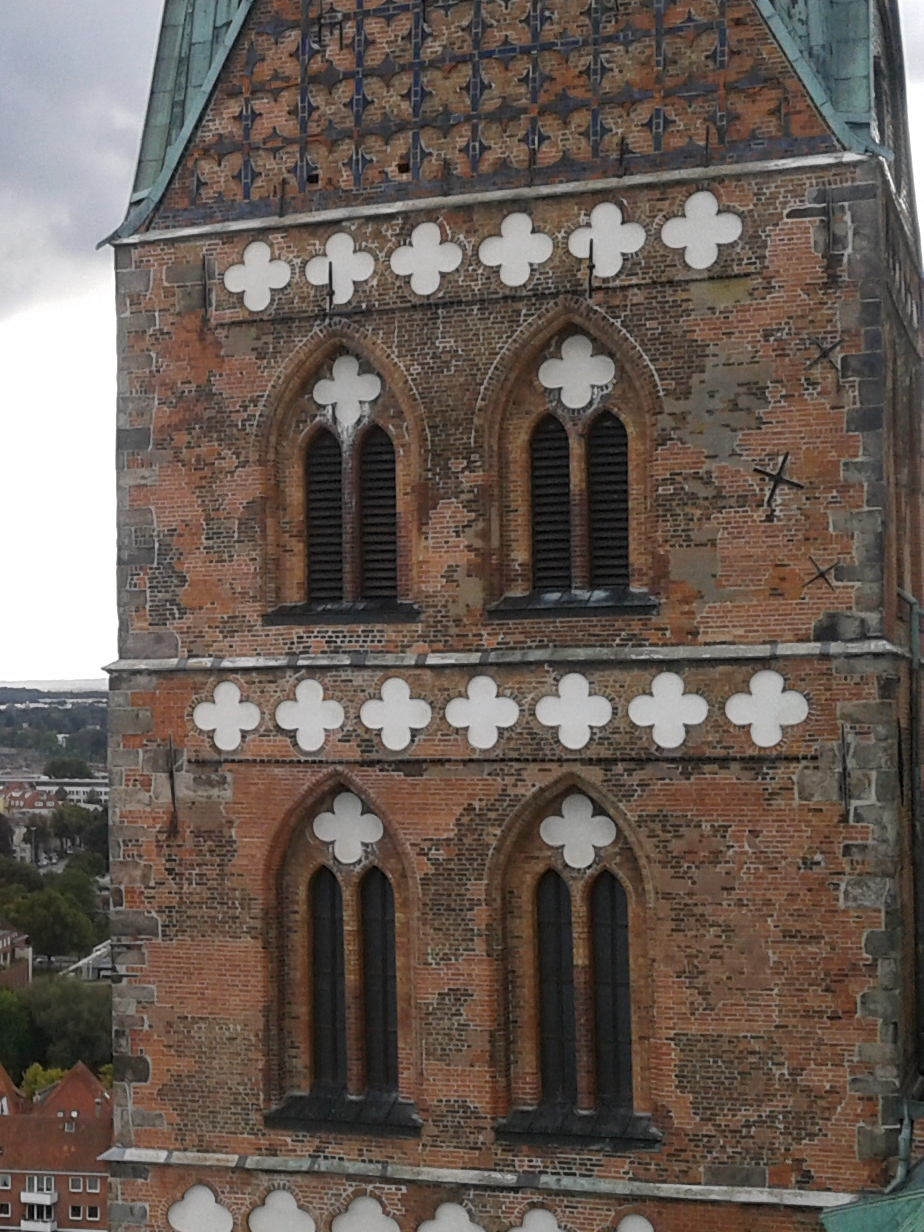
St. Marien in Lübeck, Mauerecken aus Granit und zarte Kalksteinsimse am Südturm (u. Nordturm)
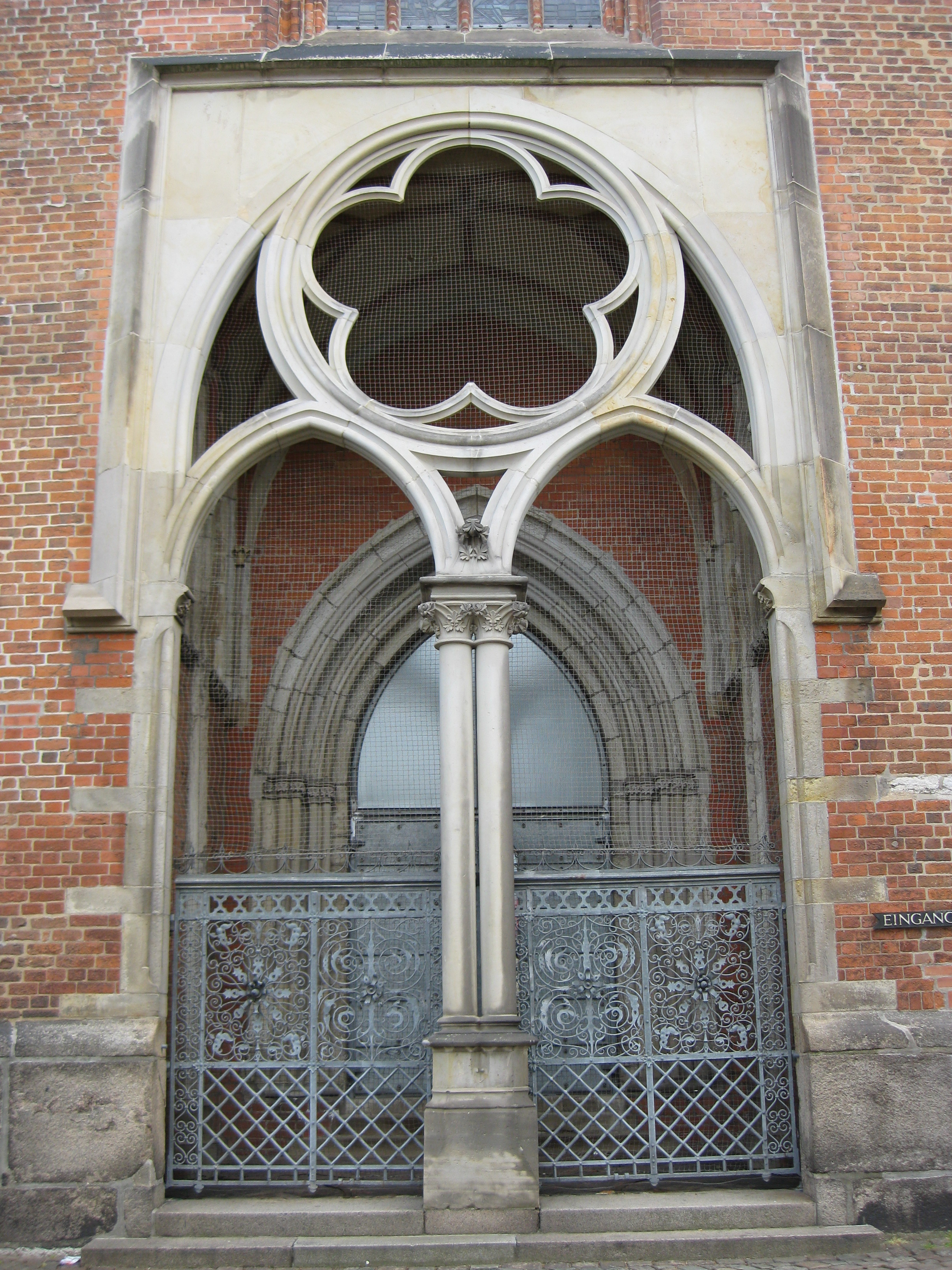
Westportal der Lübecker Marienkirche, mit feinen Sandsteinarbeiten beiderseits in der Vorhalle
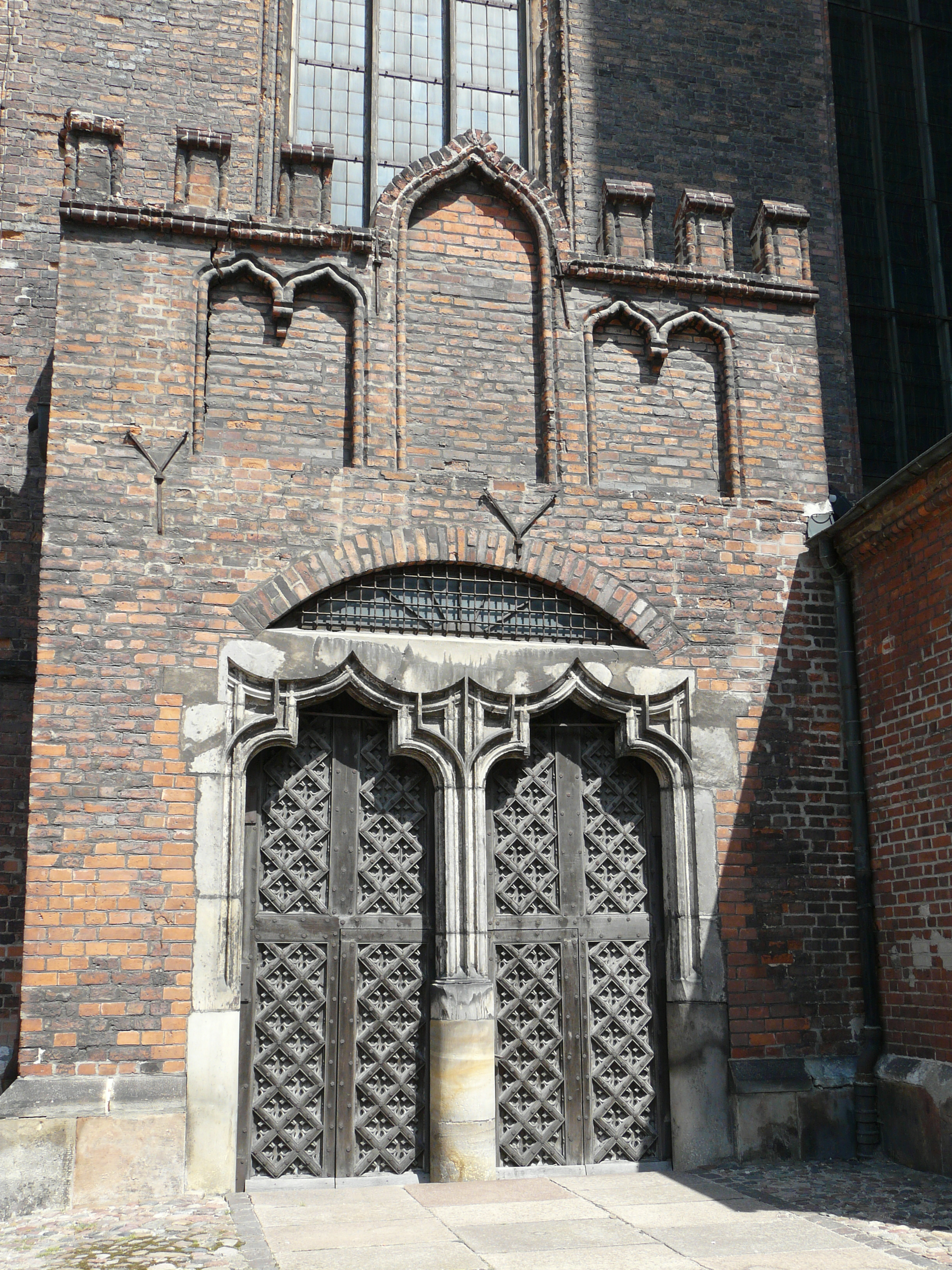
Mittleres Südportal der Danziger Marienkirche
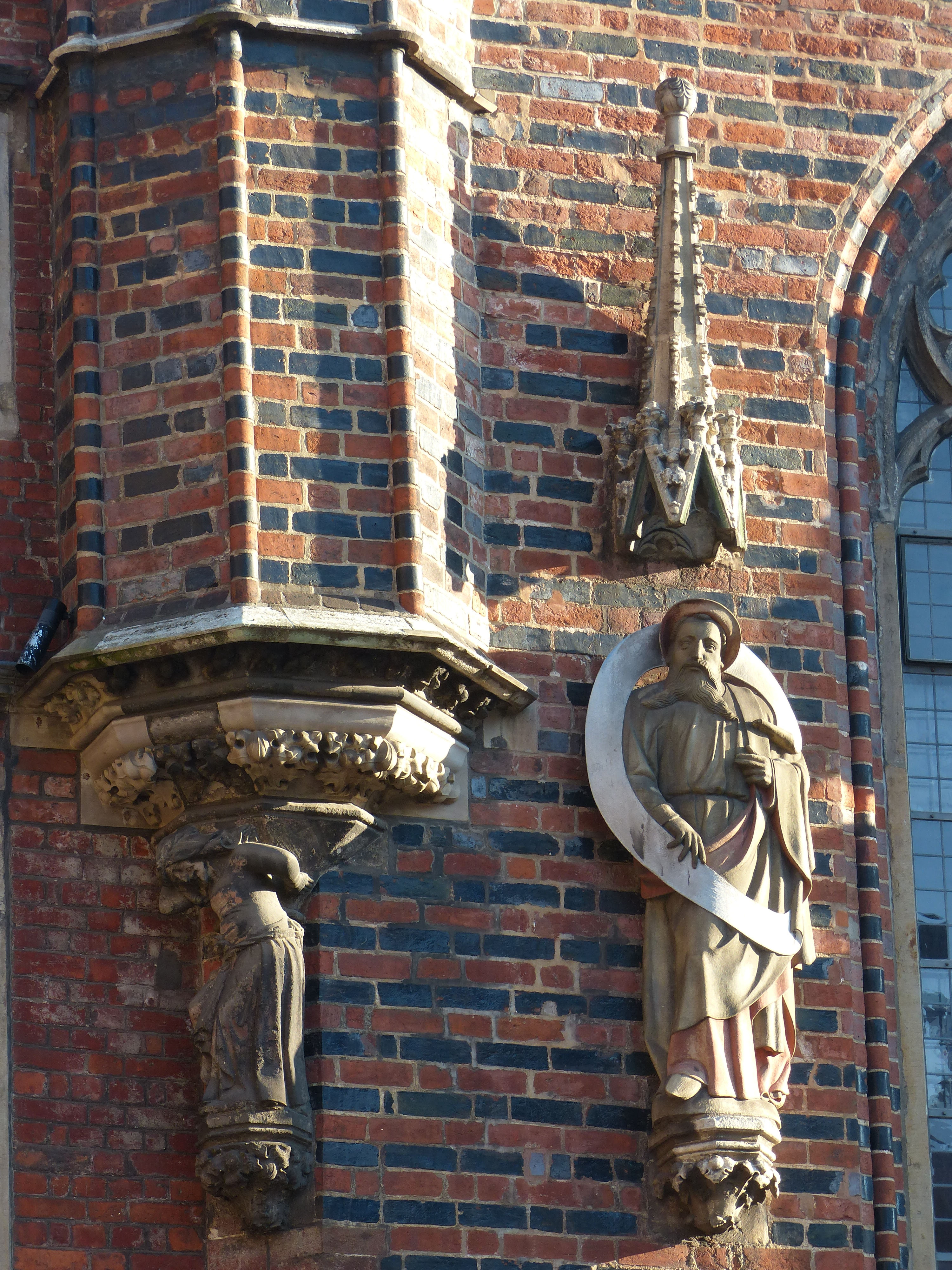
Edles Backsteingemäuer und Sandsteinplastiken am Bremer Rathaus
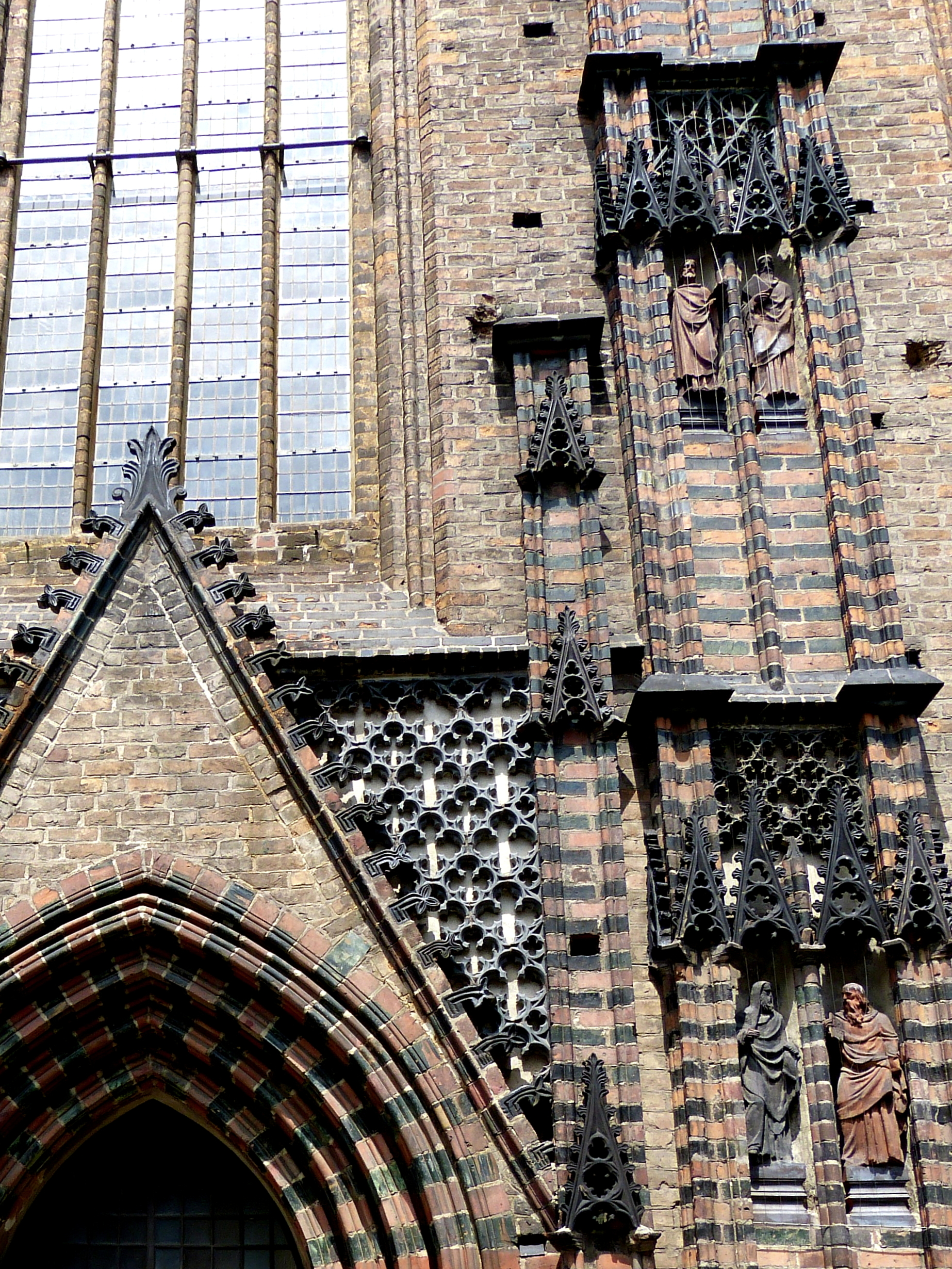
Großplastik wie filigrane Spitzen gebrannter Ton, St. Katharinen, Brandenburg

## Regionen

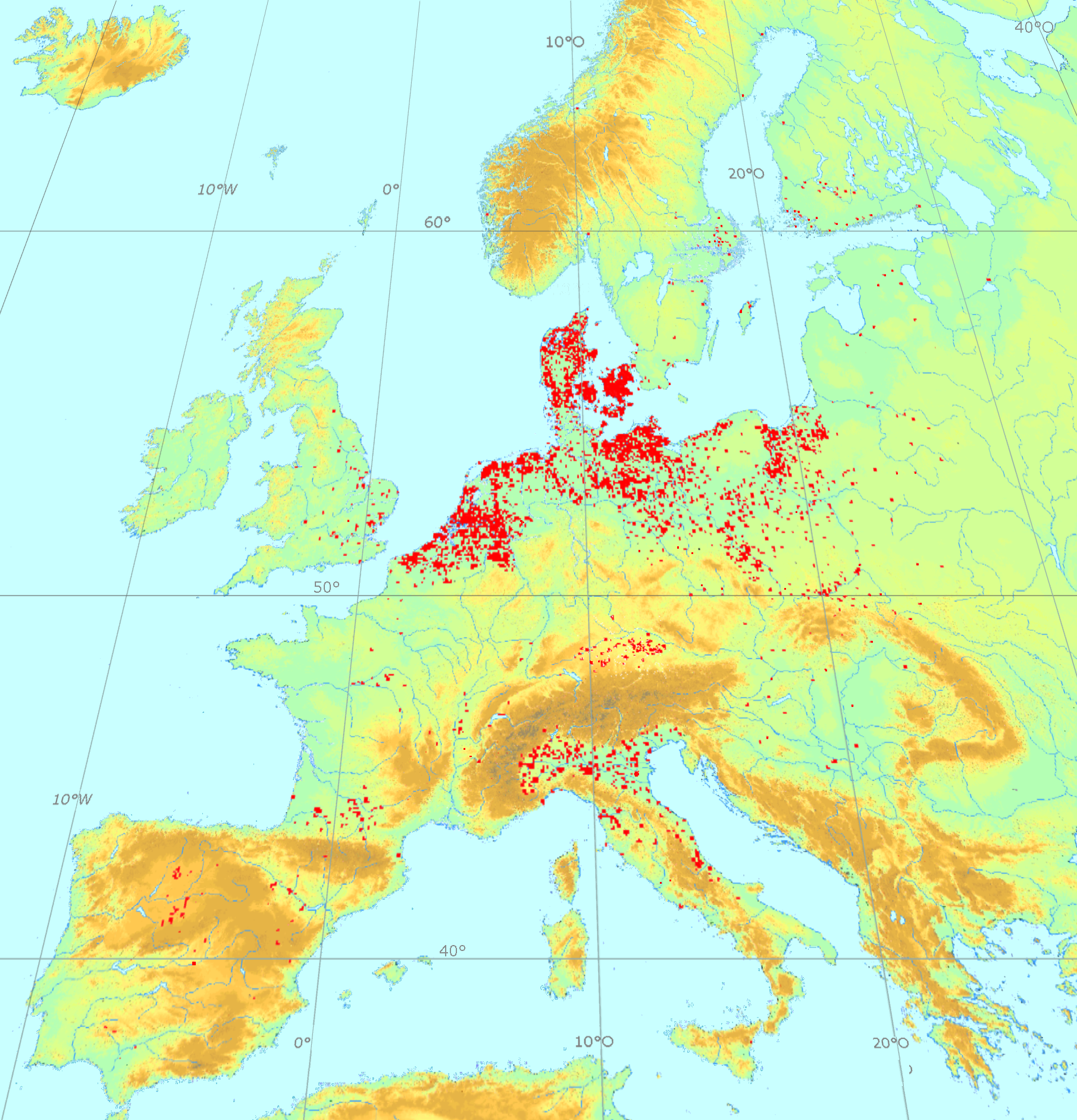
Europaübersicht des gotischen Backsteinbaus, Zusammenfassung der detaillierten Verbreitungskarten im Atlas der Backsteingotik

### Zusammenhängendes nördliches Verbreitungsgebiet

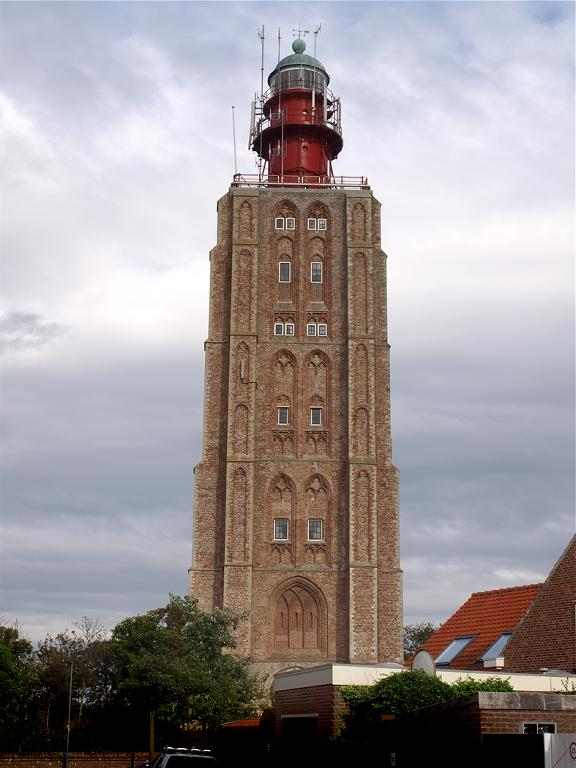
Ehemaliger Kirchturm: Leuchtturm Westkapelle, Seeland, Niederlande

Backsteinarchitektur findet sich in erster Linie in Gebieten, in denen es keine ausreichenden Vorkommen an Naturstein gibt. Dies ist insbesondere im norddeutschen Tiefland und östlich angrenzenden Gebieten südlich der Ostsee der Fall, nicht minder in den westlich anschließenden bis nach Flandern.

#### Südlicher Ostseeraum

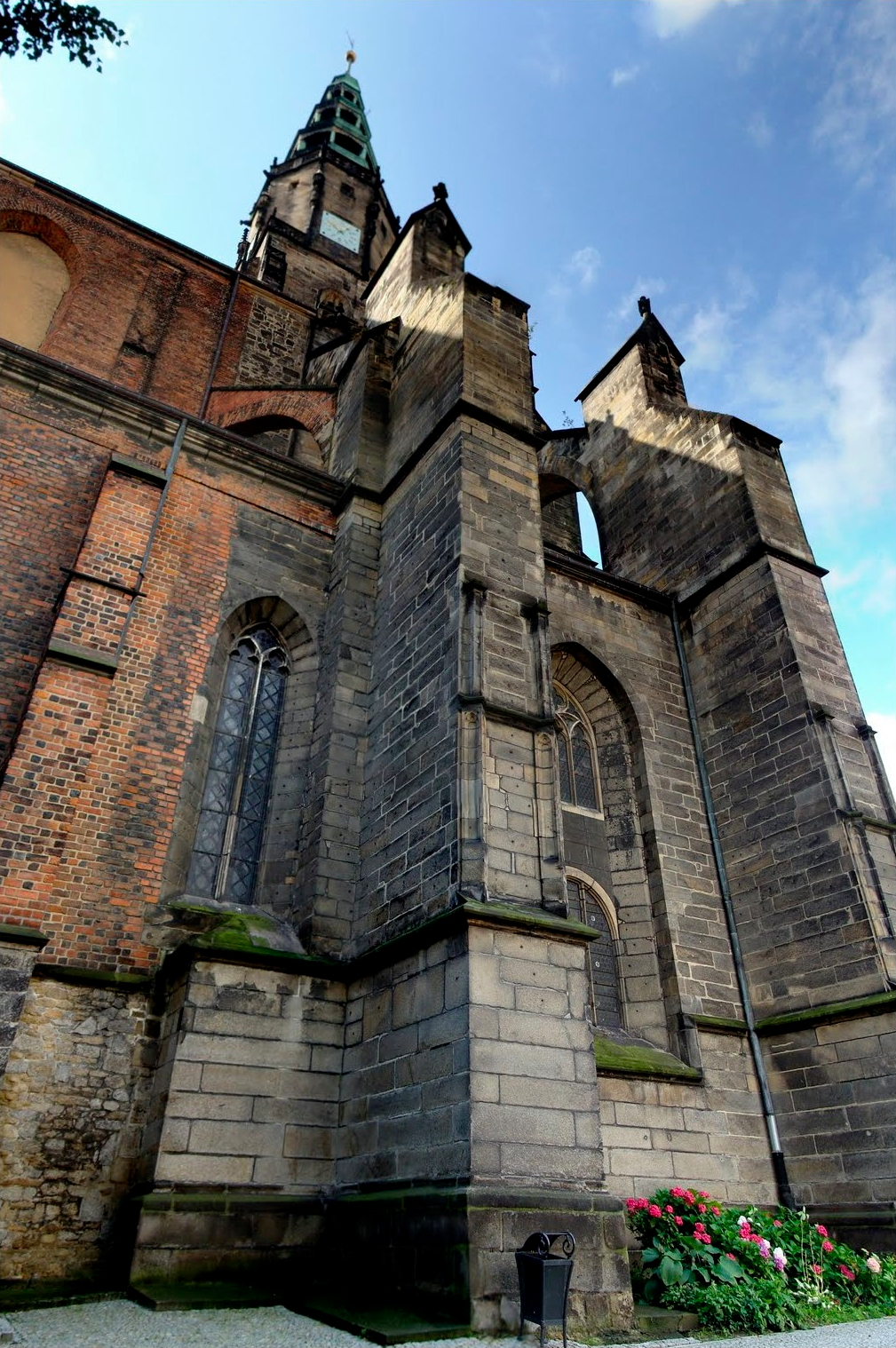
St. Stanislaus und Wenzel in Świdnica (Schweidnitz), Niederschlesien: Turmjoch böhmische Werksteingotik, Schiff Backsteingotik

Die Norddeutsche Backsteingotik wird auch als Ostseegotik oder Baltic-Gothic bezeichnet. Ein Unterschied der Landschaften entlang der südlichen Ostseeküste gegenüber Dänemark, Nordwestdeutschland, den Niederlanden aber auch dem polnischen Binnenland war, dass hier die Einführung des Materials Backstein mit der Einführung des Steinbaus (im Sinne von Mauerwerk) überhaupt zusammenfiel, vielerorts sogar mit der Christianisierung (Fürstentum Rügen und das Baltikum einschließlich der Landschaft Preußen).
Da die Verbreitung der nördlichen Backsteingotik deutliche Gemeinsamkeiten mit dem einstigen Einflussgebiet der Hanse hat (außer im Südwesten und Süden), ist sie zu einem Symbol dieses Städtebundes geworden. Besonders zahlreich sind die Werke der Backsteingotik im hochmittelalterlichen Kolonisationsgebiet nördlich und östlich der Elbe mit seinen zahlreichen Stadtgründungen. Der Kulturraum der südwestlichen Ostsee hatte im Mittelalter und in der Frühen Neuzeit großen Einfluss auf Skandinavien und Polen und intensive Wechselbeziehungen mit der südlichen Nordseeküste bis nach Calais. Als Beispiel mögen die „flämischen“ Paralleldächer auf den Schiffen der meisten großen Kirchen Danzigs (sowie je einer in Elbląg (Elbing) und in Toruń (Thorn)) dienen. Auch der Turm der Danziger Marienkirche, bekanntlich völlig anders gestaltet als die Lübecker Marientürme, hat große Ähnlichkeit mit Türmen an der südwestlichen Nordseeküste.

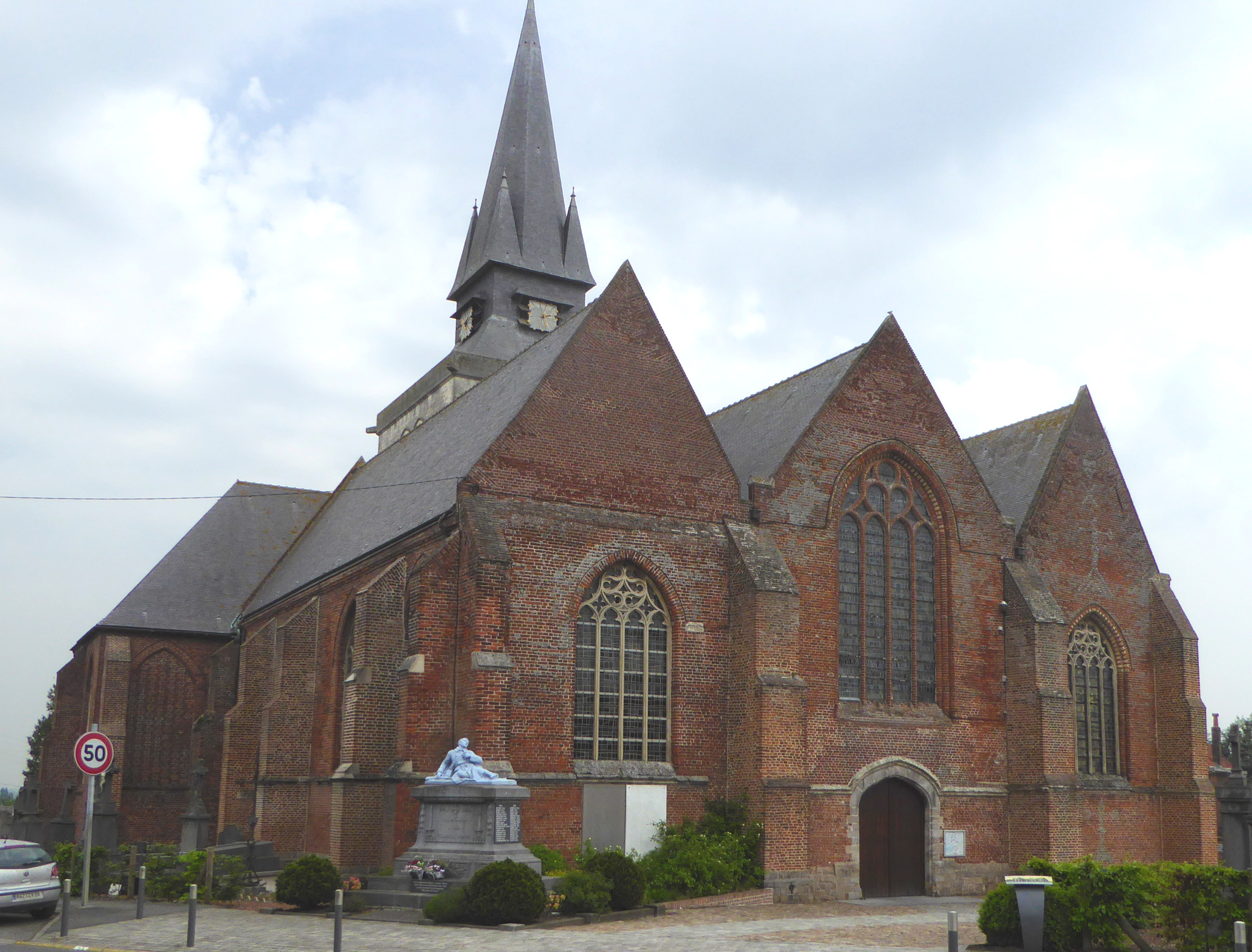
Saint-Firmin in Morbecque, Französisch-Flandern
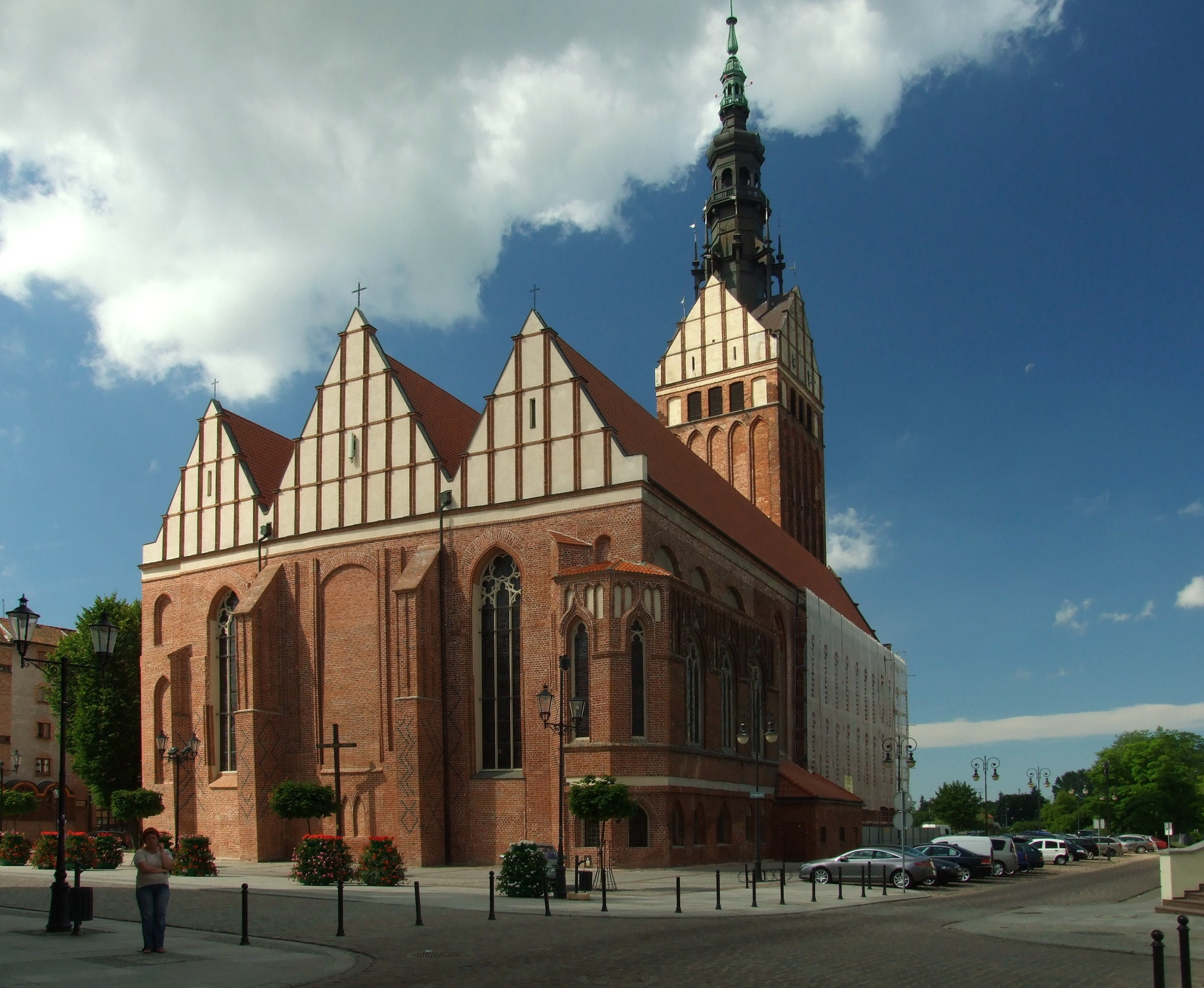
St. Nikolai in Elbing (Elbląg), Ermland-Masuren
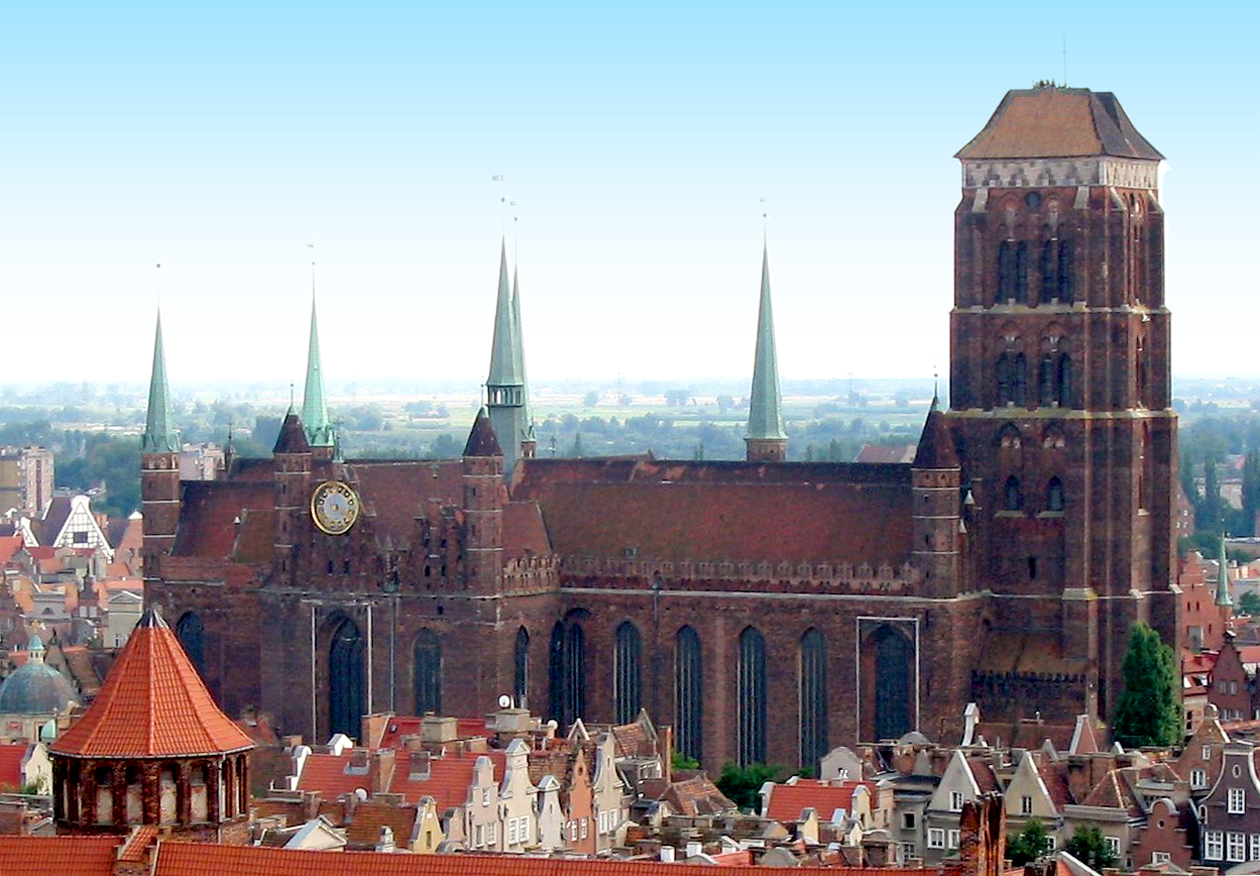
Marienkirche in Danzig, eine der drei größten gotischen Backsteinkirchen, gut erkennbar: die „flämischen“ Paralleldächer

Die Südgrenze der Ostseegotik ist nicht scharf, zumal es für den hoch- und spätmittelalterlichen Backsteinbau nördlich der Alpen keine wirkliche Südgrenze gibt. Wie im Abschnitt Bauherren dargestellt, erreichte er Thüringen (Beispiel: die Bergkirche von Altenburg) und Sachsen (Beispiel: Roter Turm in Chemnitz) nicht im Umweg über Norddeutschland.
Entlang der Oder erstreckt sich der Bereich der Backsteingotik vom Mündungsbereich mit Wolgast und Stettin von Stadt zu Stadt bis hinauf nach Racibórz (Ratibor) am Fuß des Sudetengebirges, im Einzugsgebiet der Weichsel bis nach Krakau und Tarnów im Süden und Lublin im Osten.

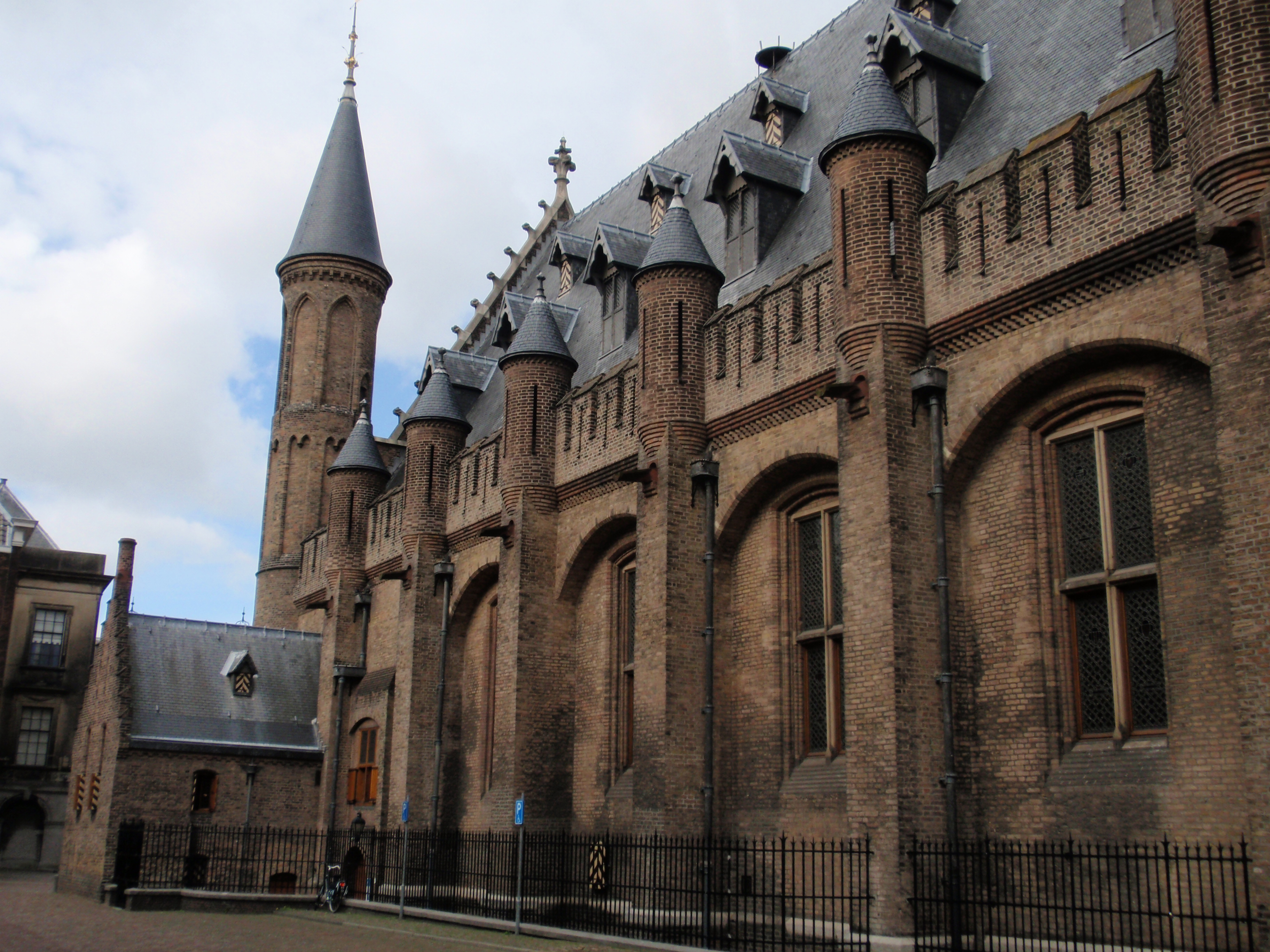
Rittersaal im Haager Binnenhof, historisches Machtzentrum Hollands und der Niederlande
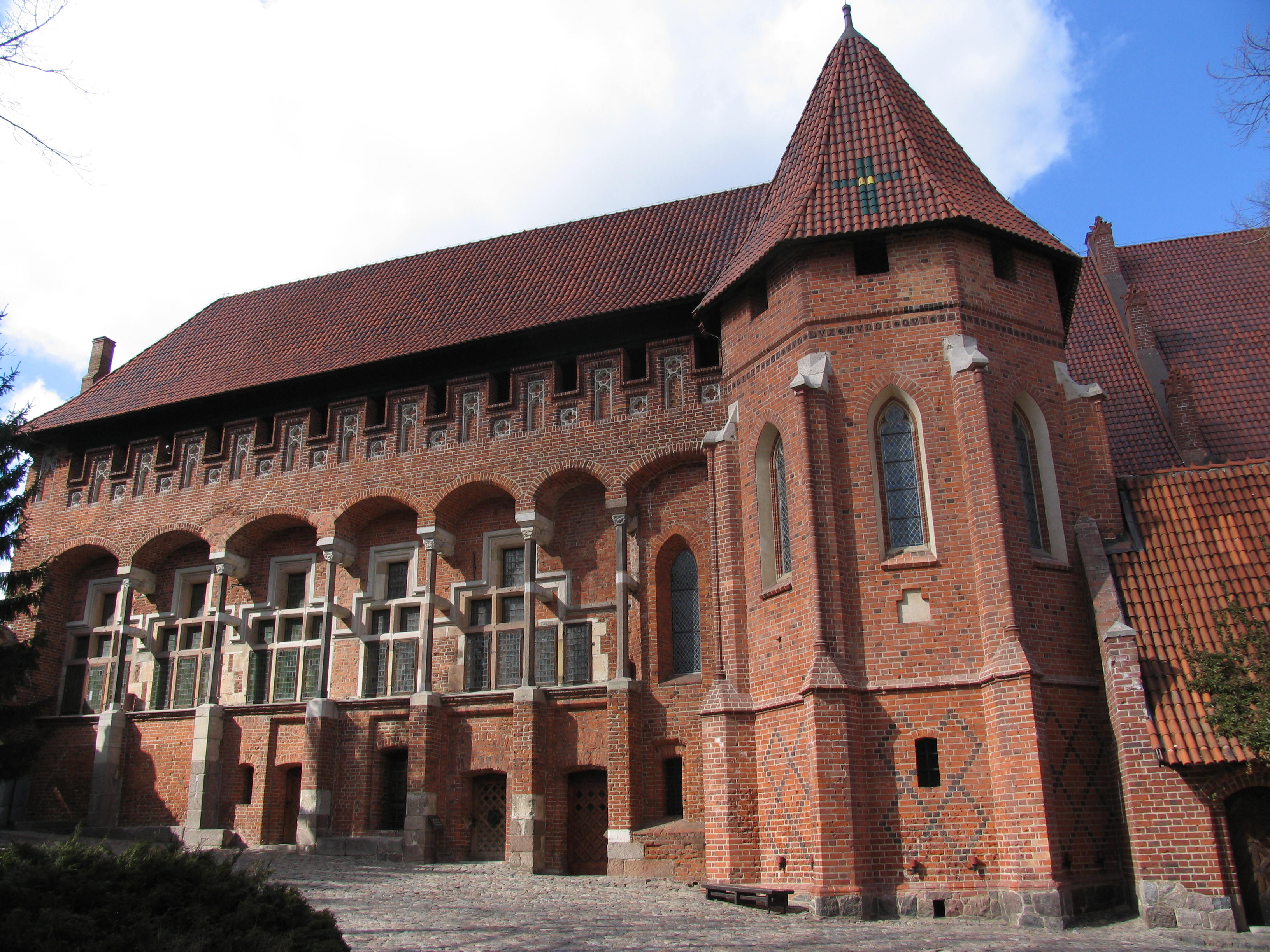
Marienburg am Weichseldelta, heute Malbork in Polen, 1309–1454 Hauptsitz des Deutschen Ordens
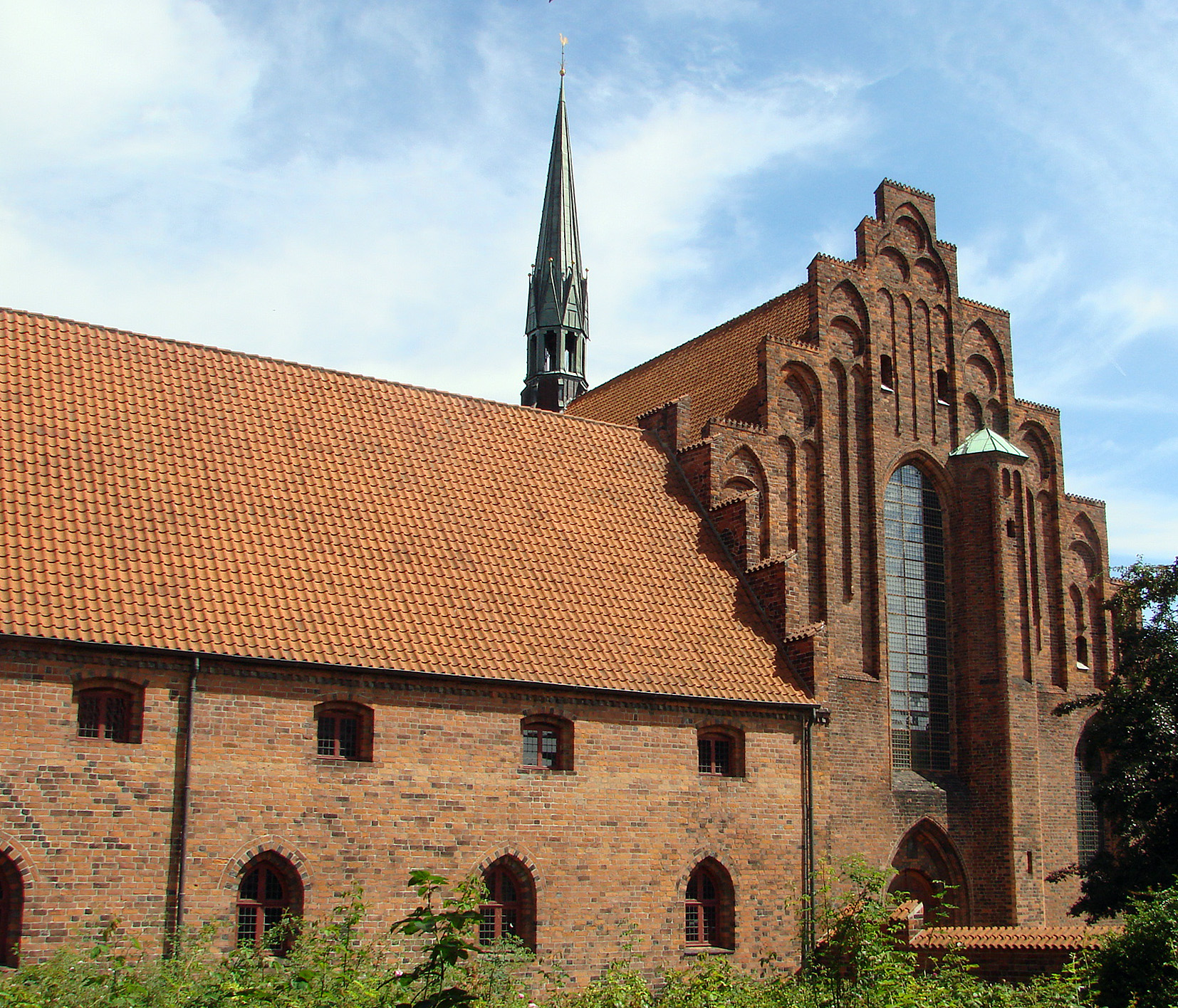
ehem. Karmeliterkloster in Helsingør
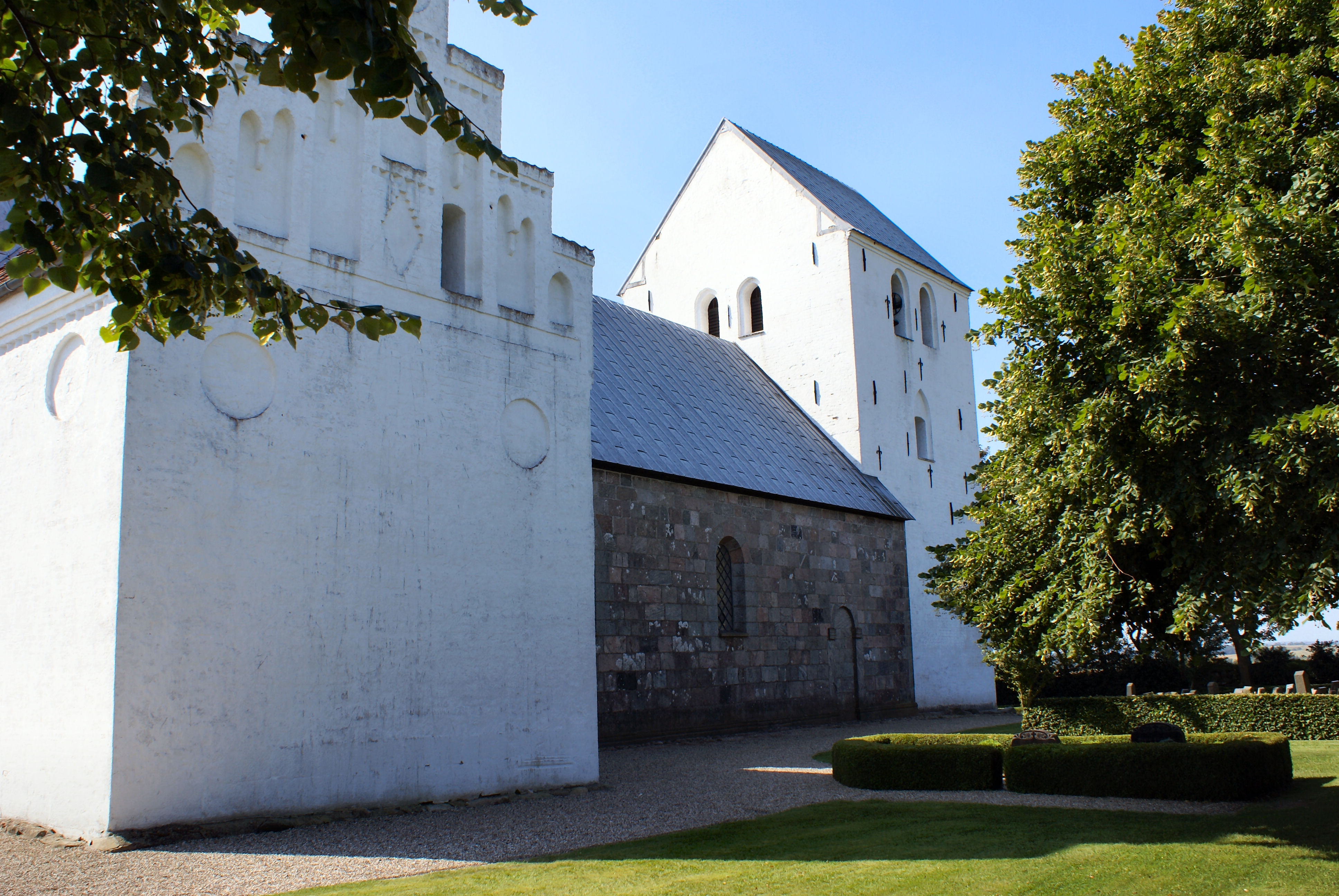
Hald Kirke bei Randers, typisch für Jütland: steinsichtiger romanischer Granitquaderbau, gotische Erweiterungen Backstein, weiß geschlämmt
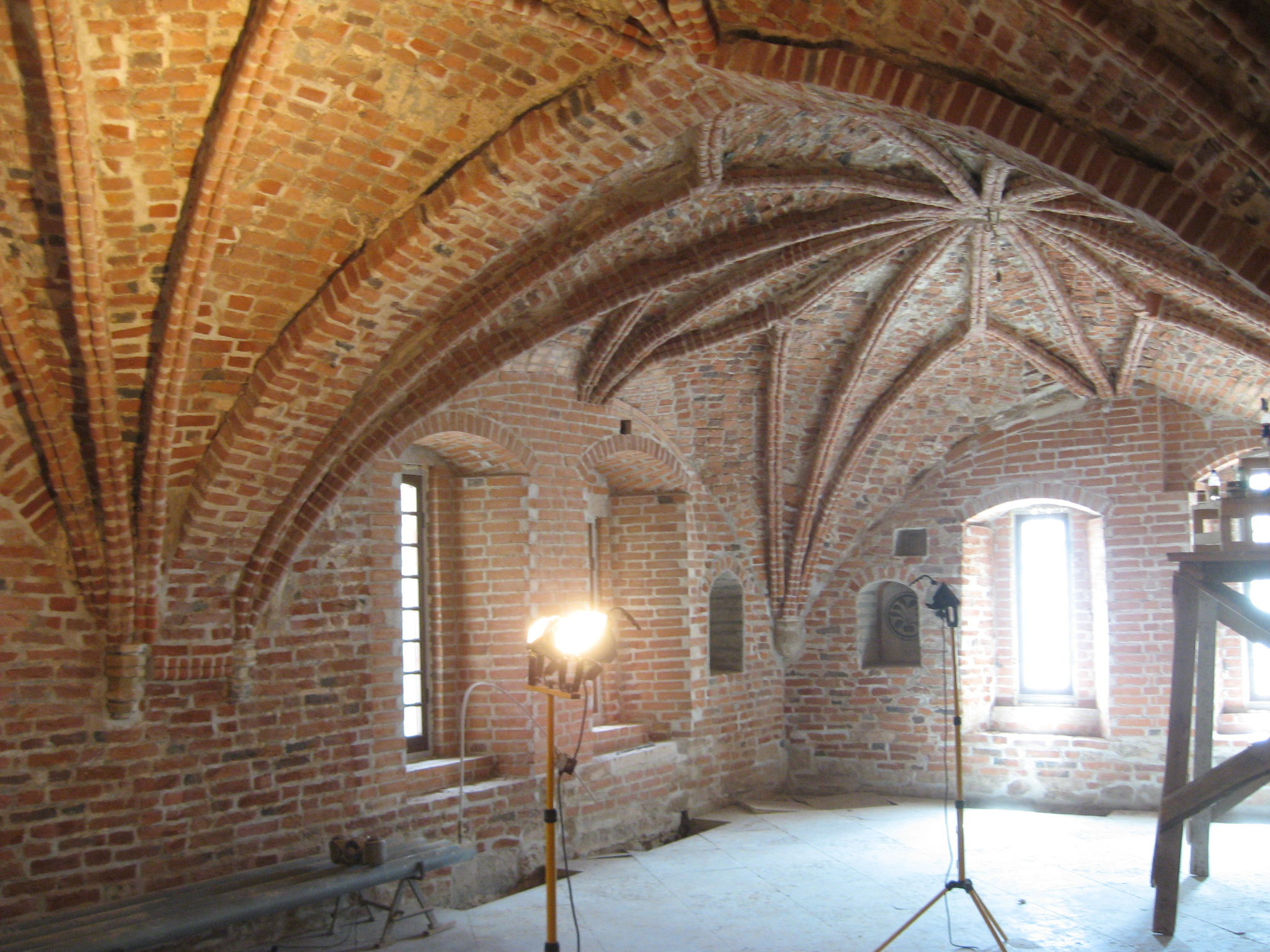
Bischofspalast im Nowgoroder Kreml, wohl östlichstes Beispiel der Gotik des Ostseeraums
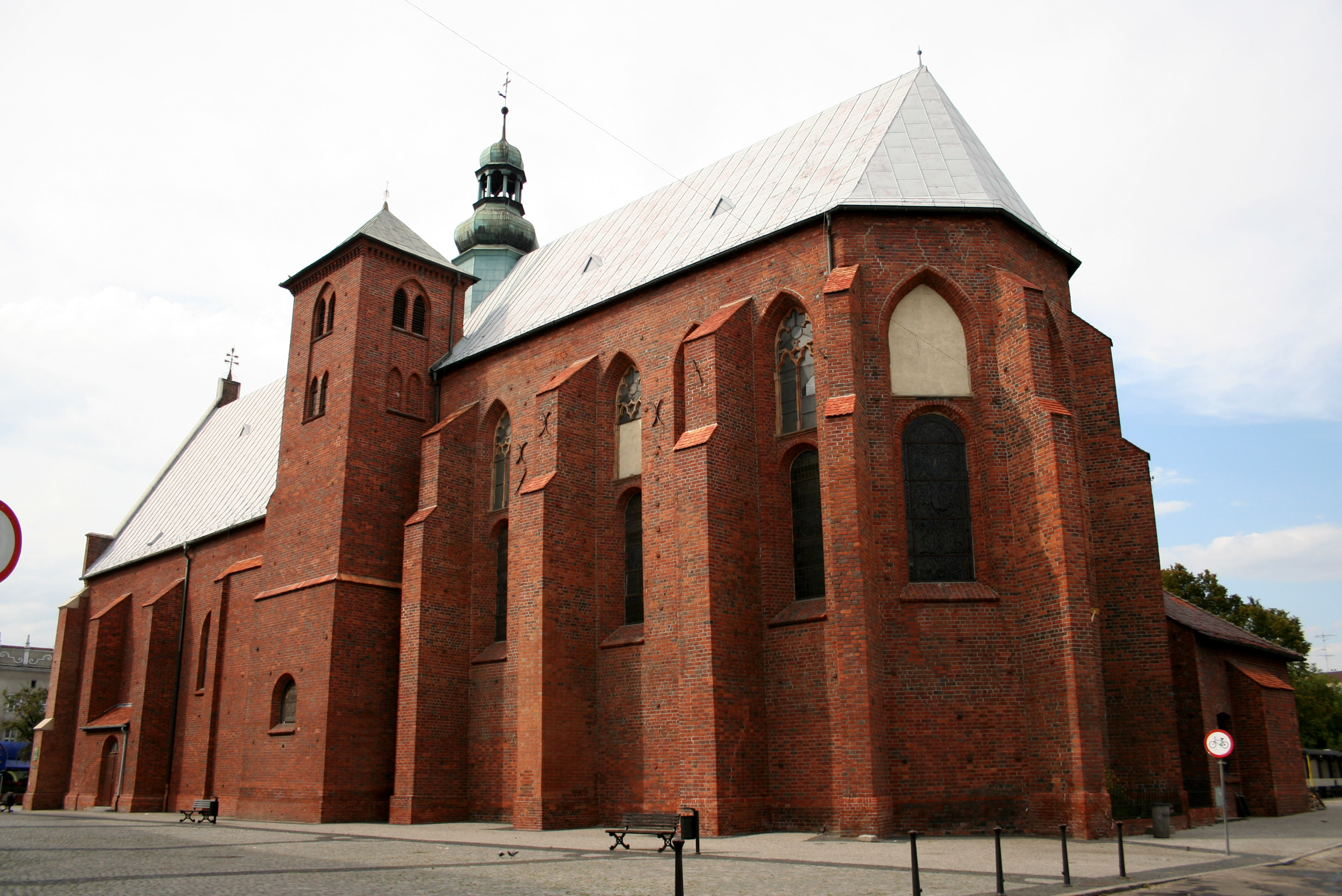
Jakobikirche in Ratibor/Racibórz, Oberschlesien
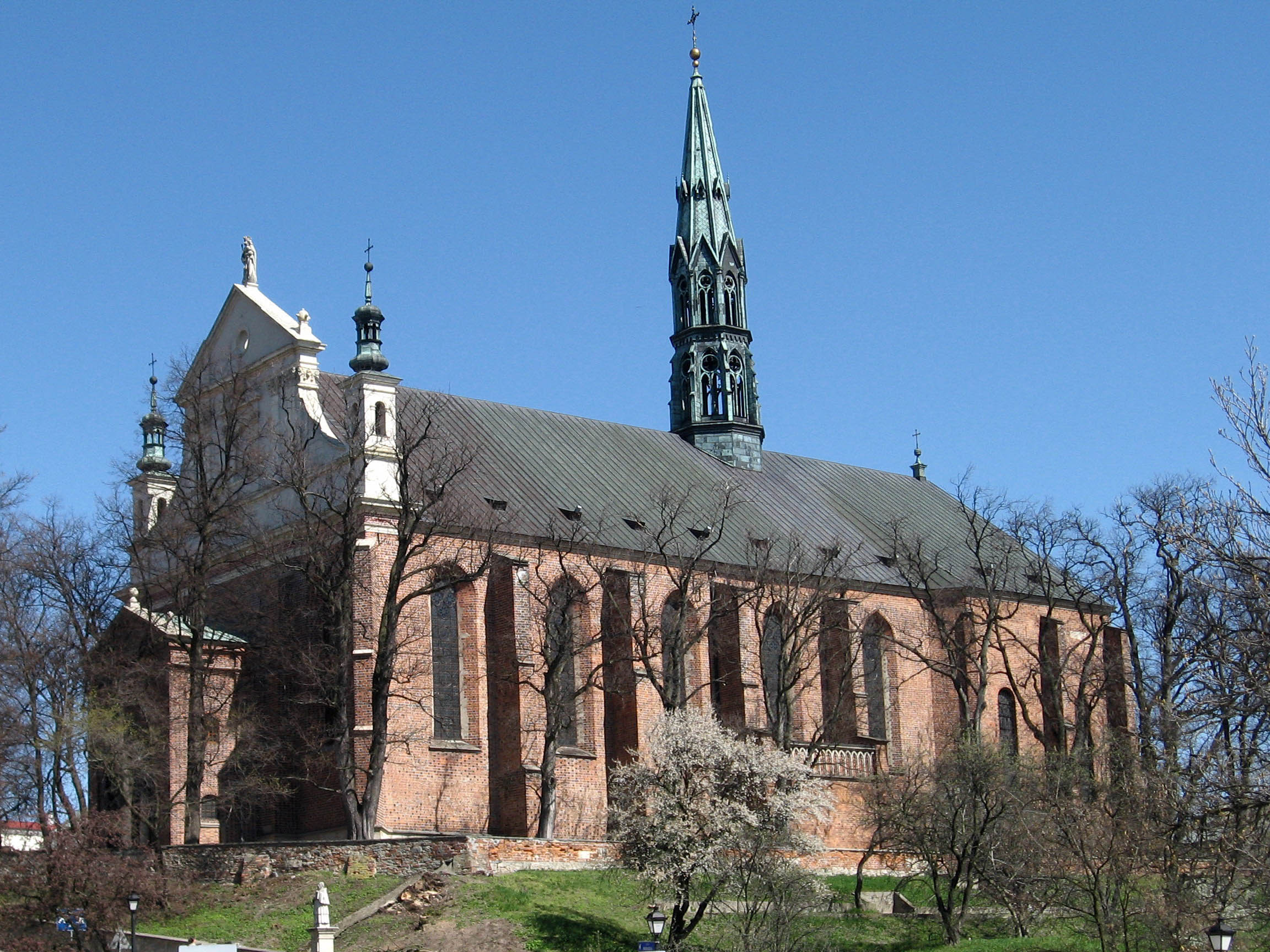
Kathedrale von Sandomierz, Weichsel
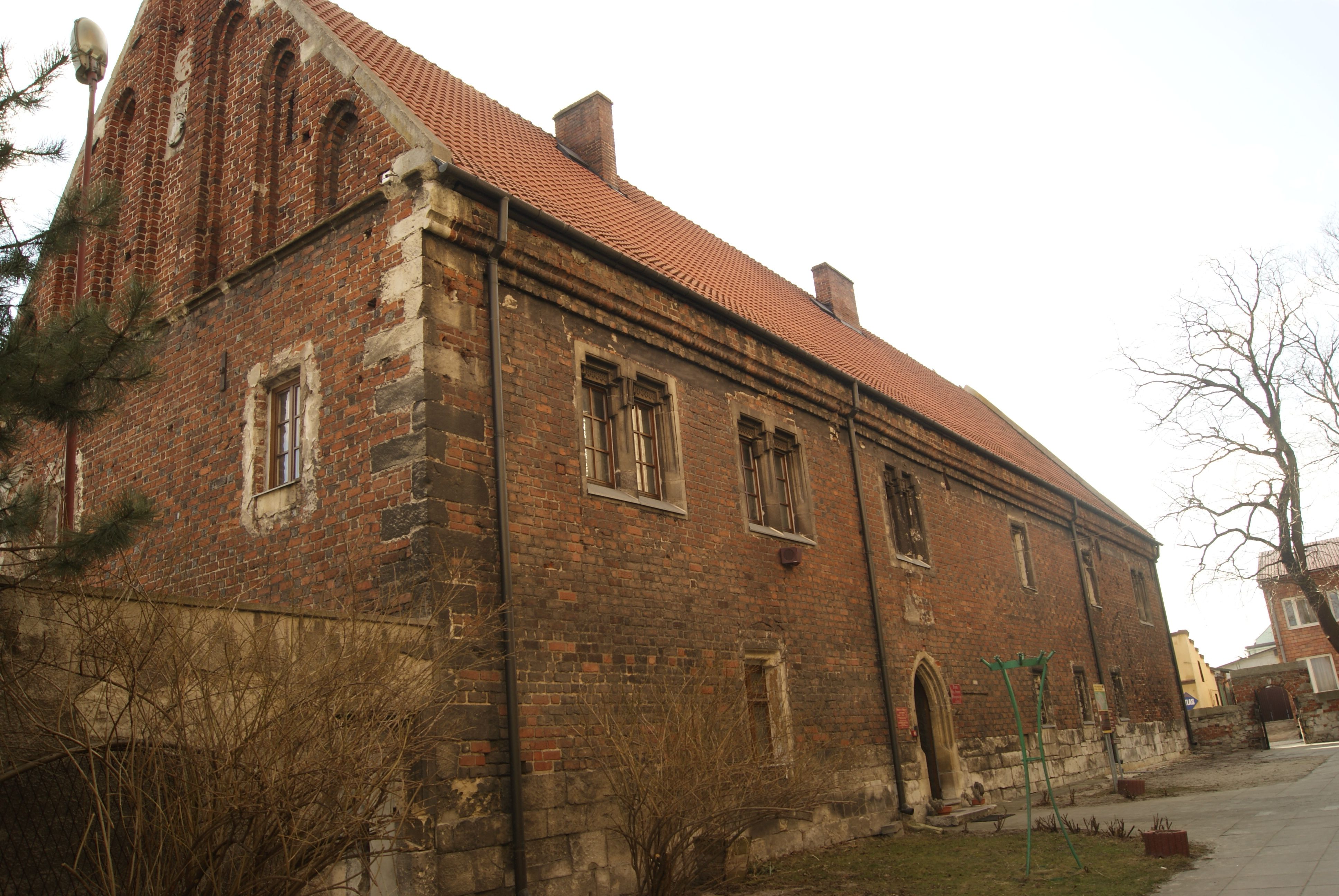
Długosz-Haus, Wiślica, Backsteingotik an der oberen Weichsel

Die neu gegründeten Städte des südlichen Ostseeraums schlossen sich bald der Hanse an und bildeten darin das wendische Quartier um das Zentrum Lübeck bzw. das gotländisch-livländische Quartier mit dem Vorort Tallinn (Reval). Die wohlhabenden Kaufmannsstädte der Hanse waren besonders von kirchlichen und profanen Repräsentationsbauten geprägt, wie Pfarrkirchen, Rathäusern, Bürgerhäusern reicher Kaufleute oder Stadttoren. Der Deutsche Orden errichtete seine oft prächtigen Ordensburgen in Preußen aus Backstein. Die mit ihm verbündeten Schwertbrüder in Kurland und Livland baute hingegen fast alle seine Burgen aus Naturstein, der dort auch zu gewinnen war.
Viel Backstein verwendete hingegen das Großfürstentum Litauen, das sich im Widerstand gegen die Ritterorden herausbildete. Genannt seien die Burgen in Trakai und Medininkai. Für die orthodoxen slawischen Untertanen und Würdenträger des zunächst noch heidnischen Staates entstanden gotische Bauten, die heute auch als Belarussische Gotik bezeichnet werden, großenteils in Backstein. Heute weisen die Bauten der Gotik in Litauen bei geringer Gesamtzahl eine große Formenvielfalt auf.

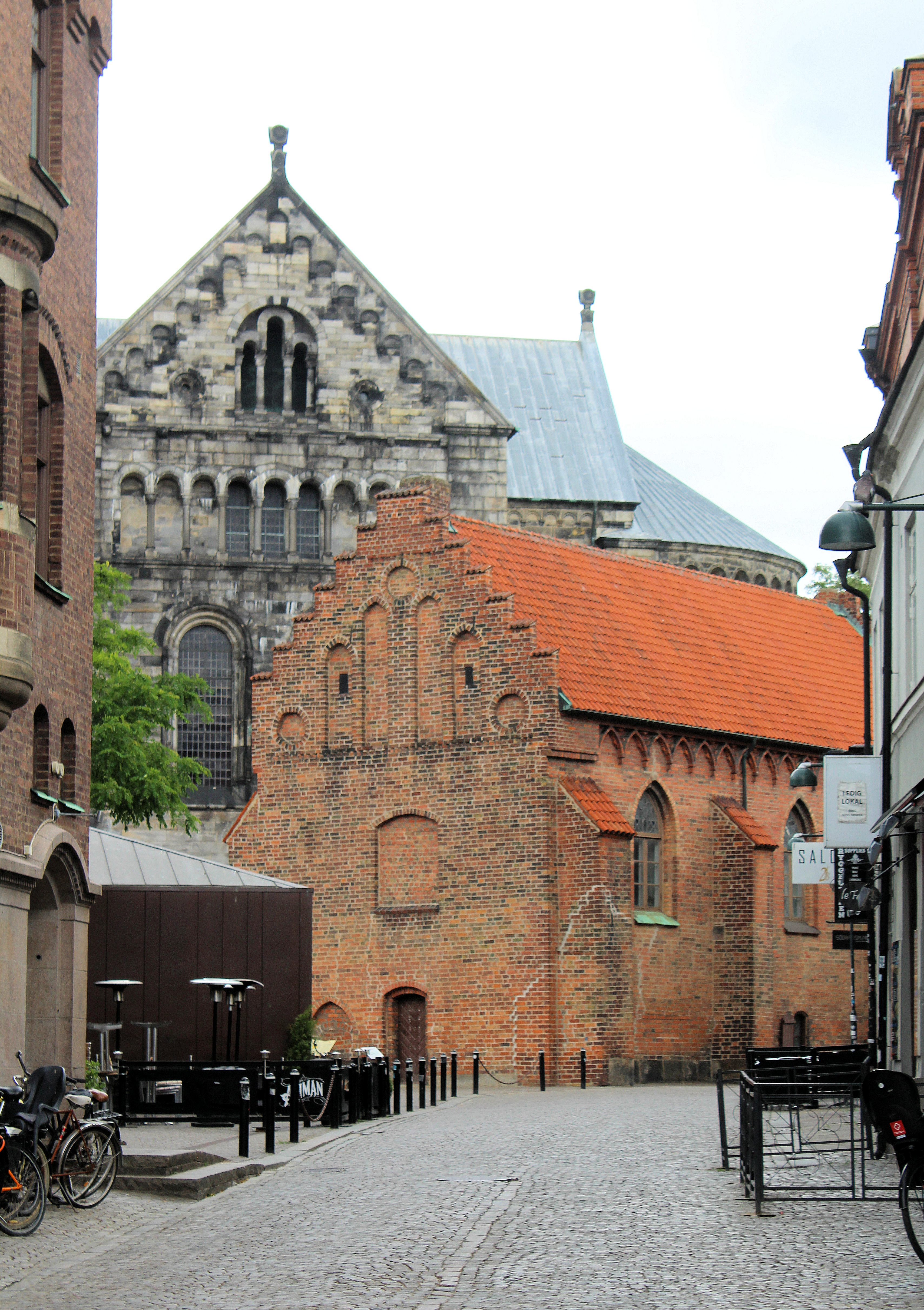
Backsteinbau des Liberiet (ehem. Dombibliothek) vor dem Dom zu Lund (Basilika aus Sandstein)

#### Dänemark und Schweden

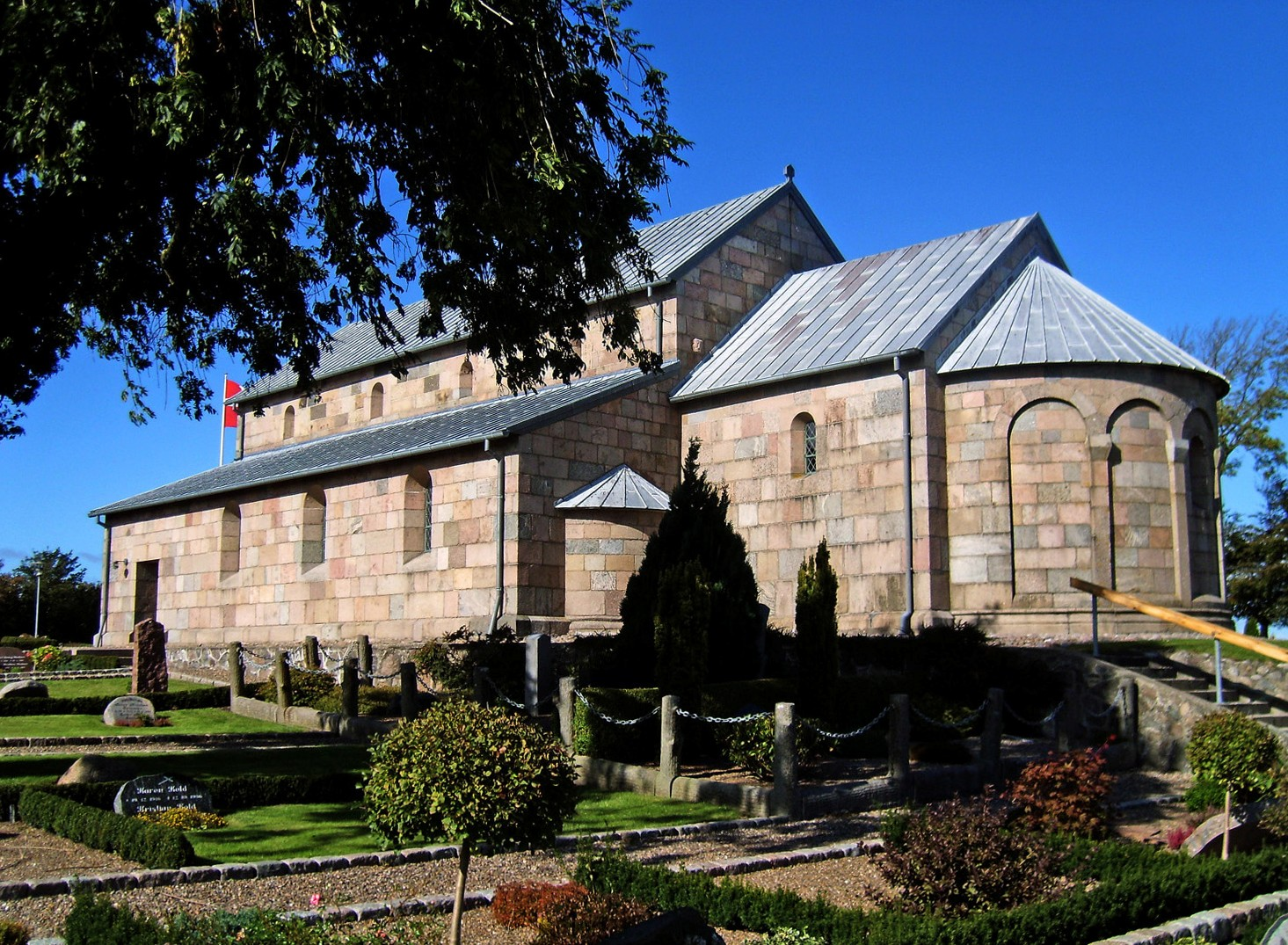
Granitquaderbasiika in Skarp Salling, 5 km vom Limfjord, DK

Im Unterschied zur Süd- und Ostküste der Ostsee gab es vor allem in Dänemark, das bis 1658 auch den Südwesten des heutigen Schweden umfasste, aber auch in Schweden schon zahlreiche Gebäude, ganz überwiegend Kirchen, aus hochwertigem Quadermauerwerk, als in der zweiten Hälfte des 12. Jahrhunderts hier der Backsteinbau eingeführt wurde. Dementsprechend stehen in diesen Ländern neben im Mittelalter ganz aus Backstein errichteten Gebäuden in wesentlich größerer Zahl Bauten, deren aufragendes Mauerwerk im älteren Teil aus Stein besteht und nur in späteren Anfügungen aus Backstein. Der romanische Kern kann aus Granitquadern sein, aus rohem oder behauenem Feldstein, im Südwesten aus rheinischem (!) Tuffstein. Er kann weiter östlich aus Travertin (in Dänemark ‚Frådsten‘ genannt) und verschiedenen Sorten von Kalk und Kreide, aber auch aus Sandstein bestehen. Wenn alte Gebäudeteile durch neue ersetzt wurden, kombinierte man nicht selten wiederverwendeten Naturstein mit Backstein.

#### Nordwestdeutschland
Im Nordwesten war der Transport von Bruchstein auf den Flüssen relativ leicht möglich, auf der Weser war es Sandstein aus der Umgebung der Porta Westfalica, auf dem Rhein vor allem Tuffstein aus der Vulkaneifel. Dies hatte eine Synthese der Gestaltung der ostelbischen Gebiete mit der rheinländischen Architektur zur Folge. Bei nicht wenigen der gotischen Backsteinbauten westlich der Ems wurde für Zierformen, wie etwa das Maßwerk, Werkstein verwendet. Das Kriterium einer Backsteingotik ganz ohne Werkstein wird allerdings gerade von den prominentesten Backsteinbauten in Ostseenähe auch nicht erfüllt. Dieses Kriterium allerdings wurde in der Absicht gewählt, einen niederdeutschen Stammesstil zu definieren, unter Ausschluss des umfangreichen niederländischen Bestandes.
Im Nordwesten Deutschlands gibt es zwei ausgeprägte Regionalstile gotischer Backsteinbauten:
- Dorfkirchen in Ostfriesland in einem romanisch-gotischen Übergangsstil, seltener auch Spätgotik, mit freistehendem Glockenturm oder Glockenhaus. Zusammen mit den friesischen Kirchen der niederländischen Provinzen Groningen und Friesland bilden sie die möglicherweise dichteste Konzentration ländlicher mittelalterlicher Backsteinkirchen in Europa. Die deutsch-niederländische Grenze ist hier, wie auch weiter südlich, keine Kulturgrenze.
- Kirchen, Burgen und Bürgerbauten westlich des Niederrheins mit starken niederländischen Einflüssen, aus graubraunen oder aber blassen Backsteinen. Bei manchen Gebäuden sind dunkle Backsteinwände durch waagerechte Sandsteinstreifen verziert, nach dem Muster der Kempenschen Gotik.

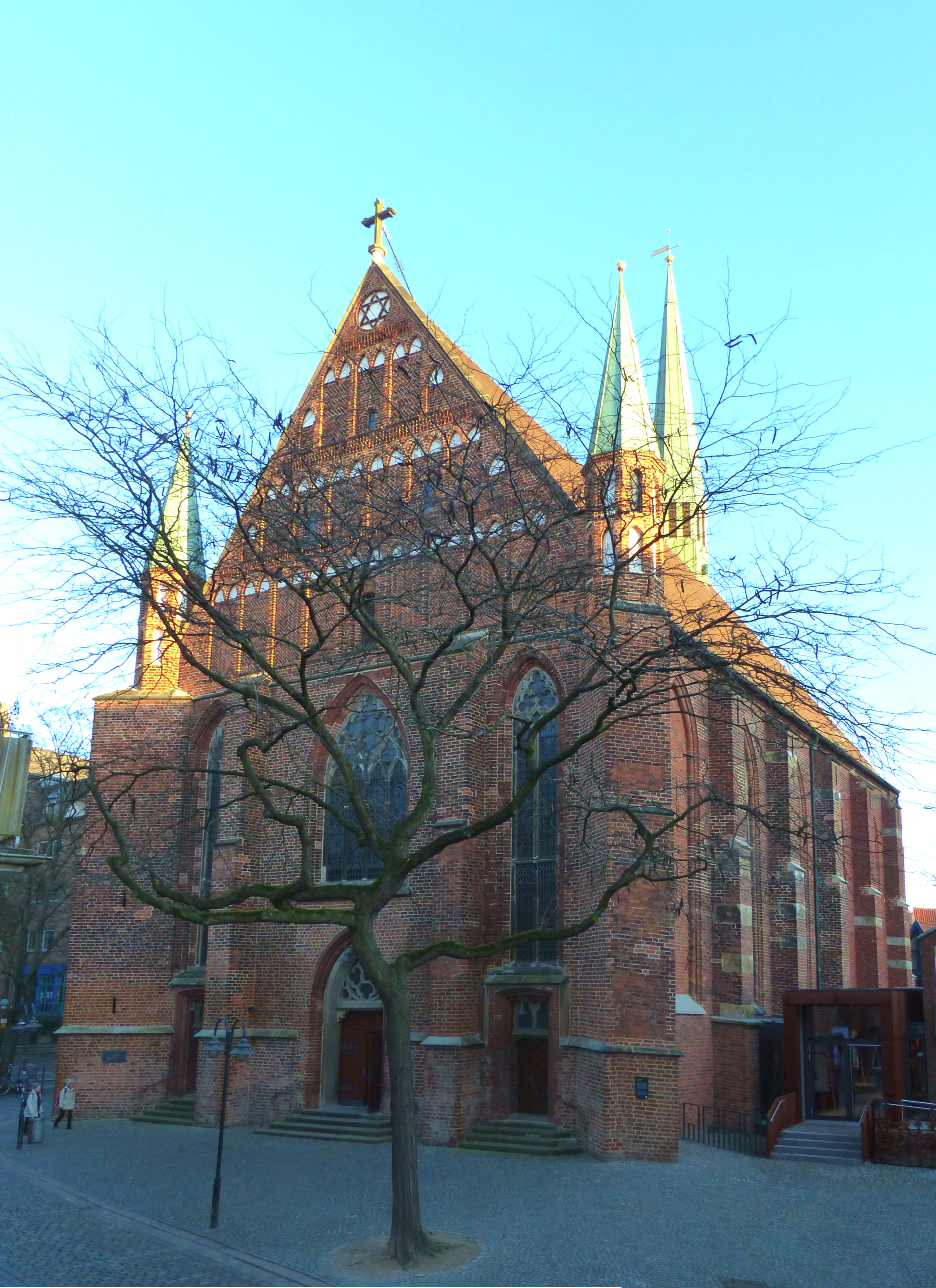
St. Johann in Bremen
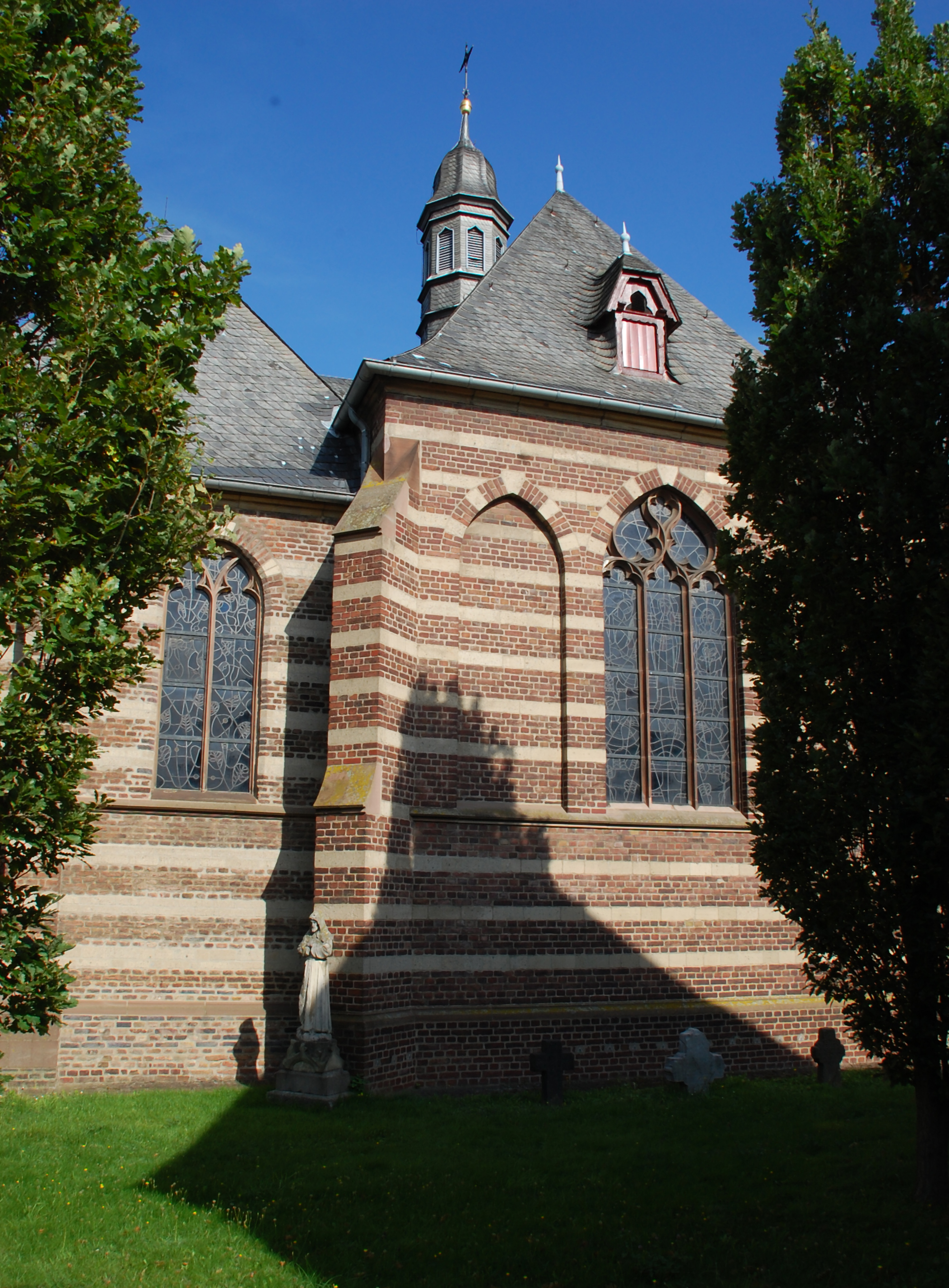
St. Cosmas und Damian in Bergheim-Glesch, mit Specklagen wie in Kempischer Gotik
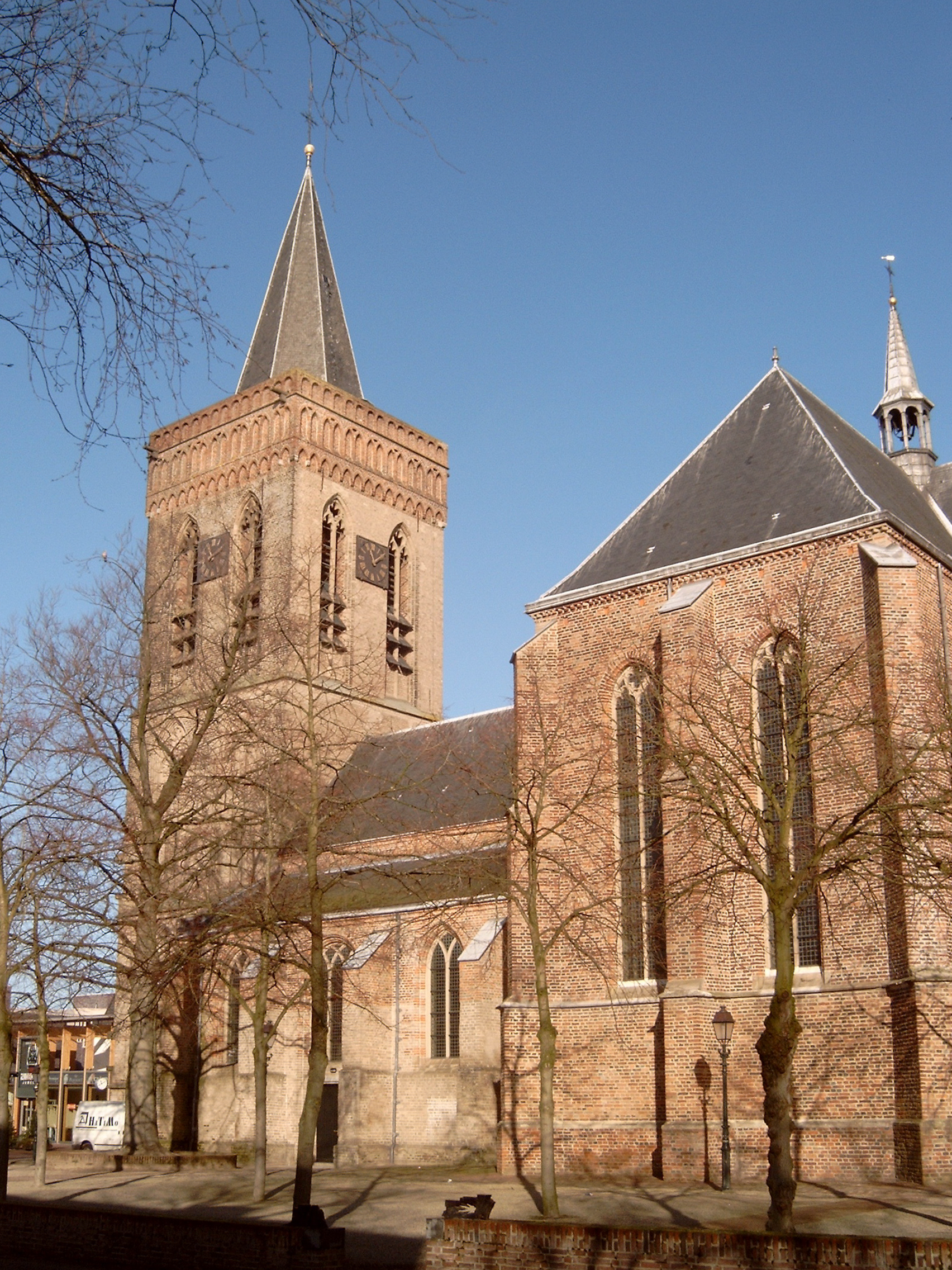
Oude Kerk in Ede, Gelderland, NL, durch und durch backsteingotisch
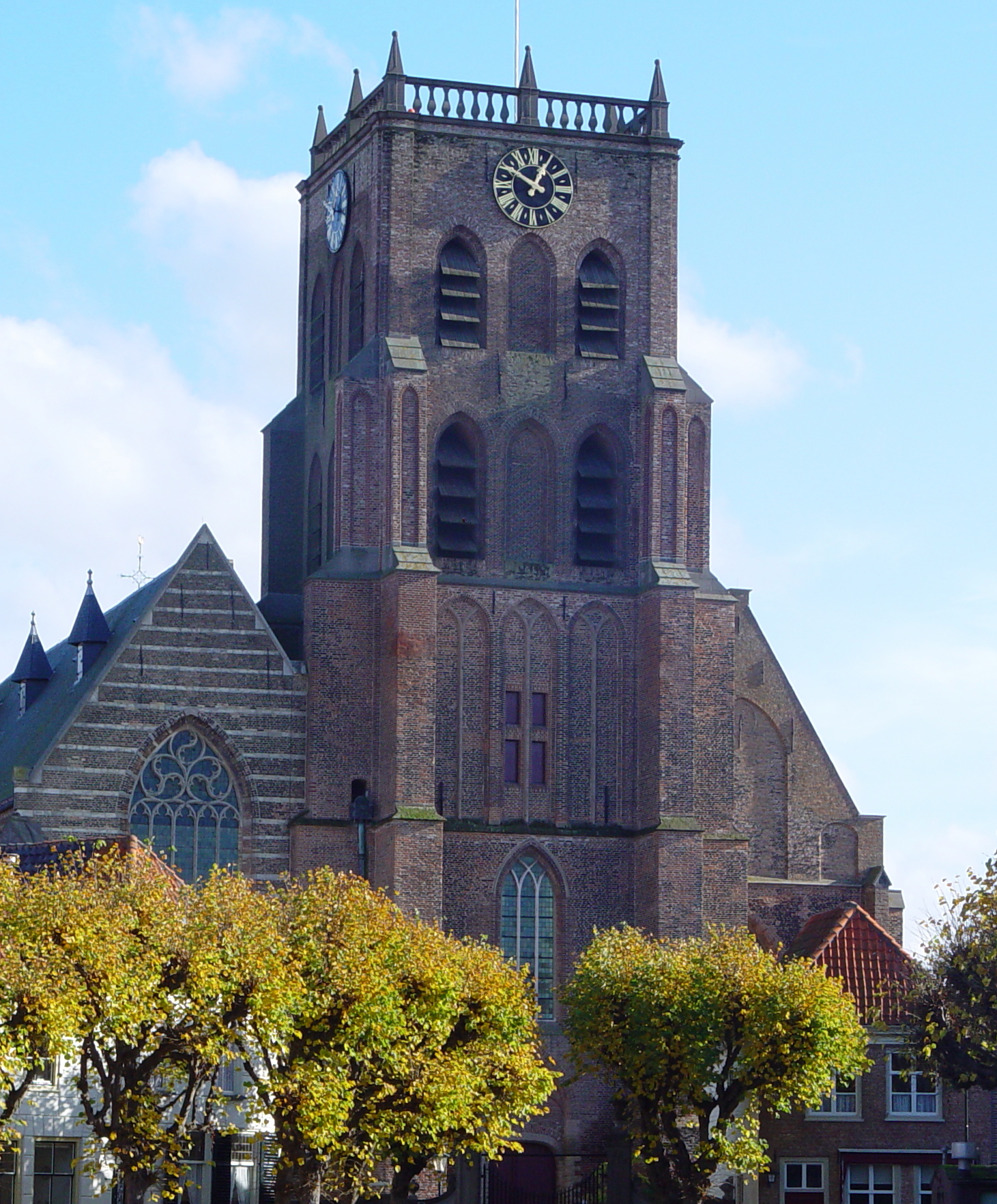
Gertrudiskerk Geertruidenberg südl. der Maas, links Specklagen, Turm Backstein pur

#### Niederlande und Flandern
Tatsächlich erstreckt sich die nördliche Backsteingotik wesentlich weiter nach Westen, über die Niederlande und das belgische Flandern bis nach Französisch-Flandern. Zwar findet sich oft Naturstein im Maßwerk und teilweise auch an den Gebäudeecken, aber beispielsweise der Belfried von Dünkirchen trägt Zierrat aus Backstein, so wie man es vom Ostseeraum kennt.

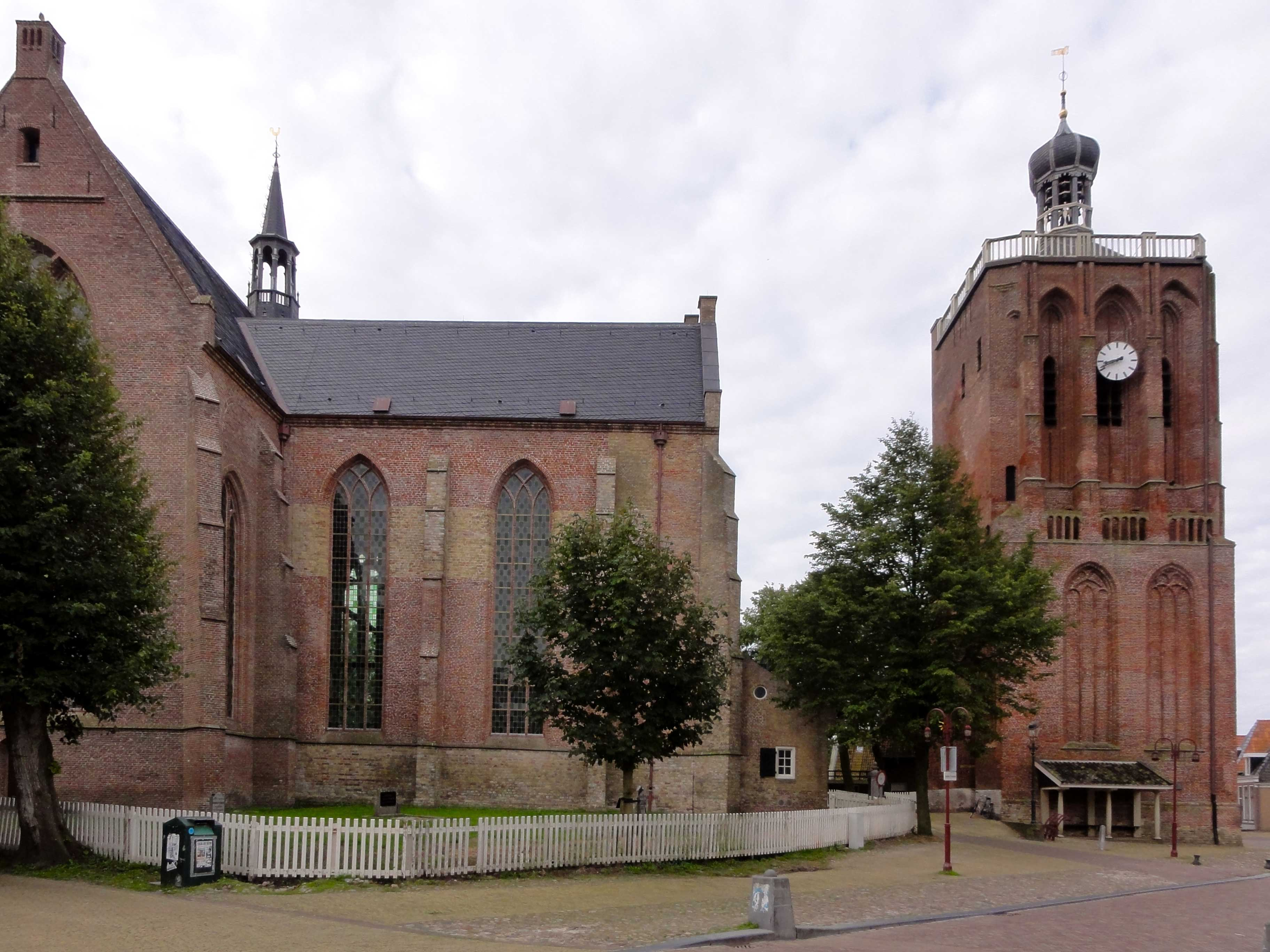
Grote Kerk, Workum, Friesland NL
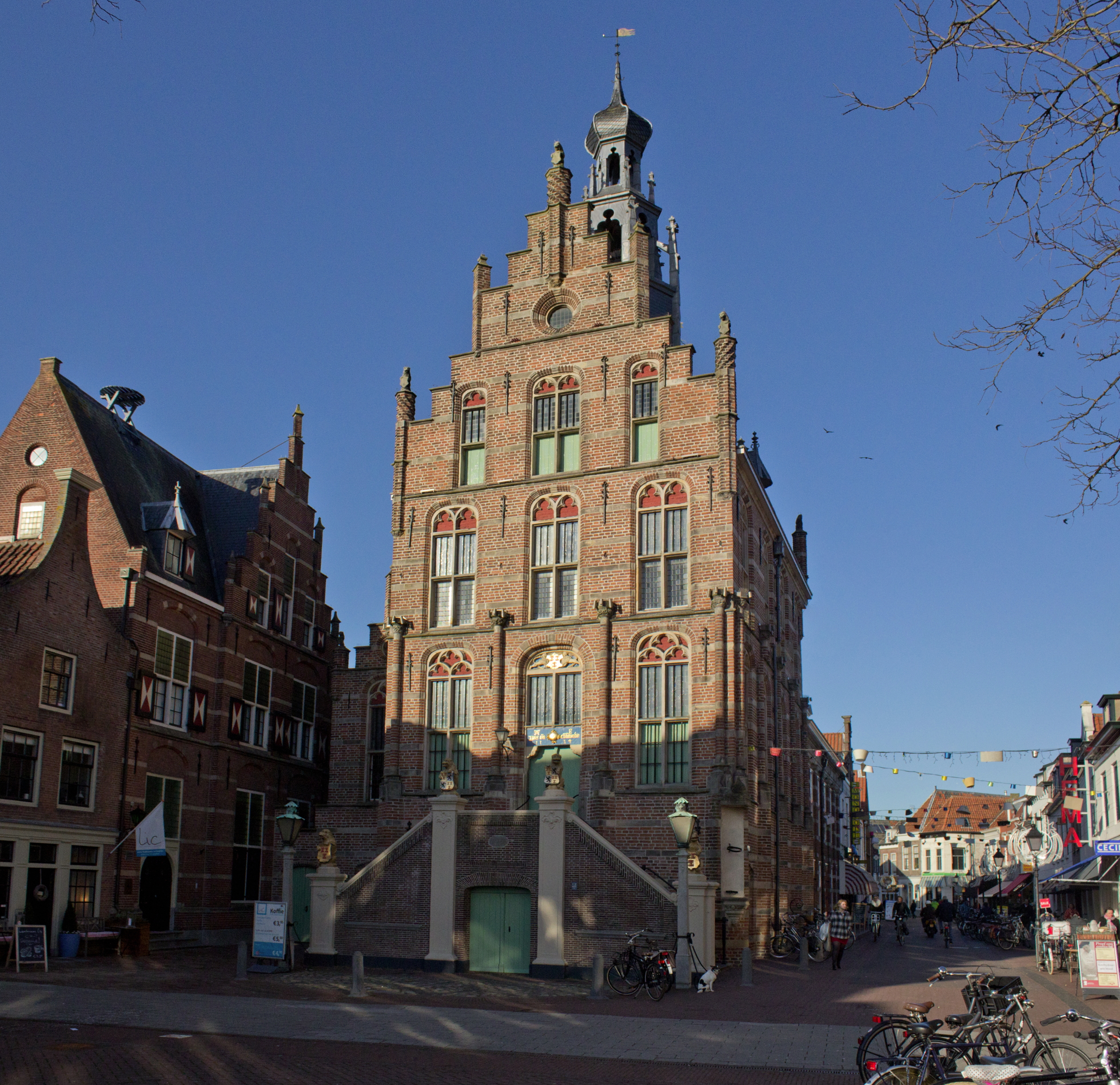
Rathaus in Culemborg, Gelderland
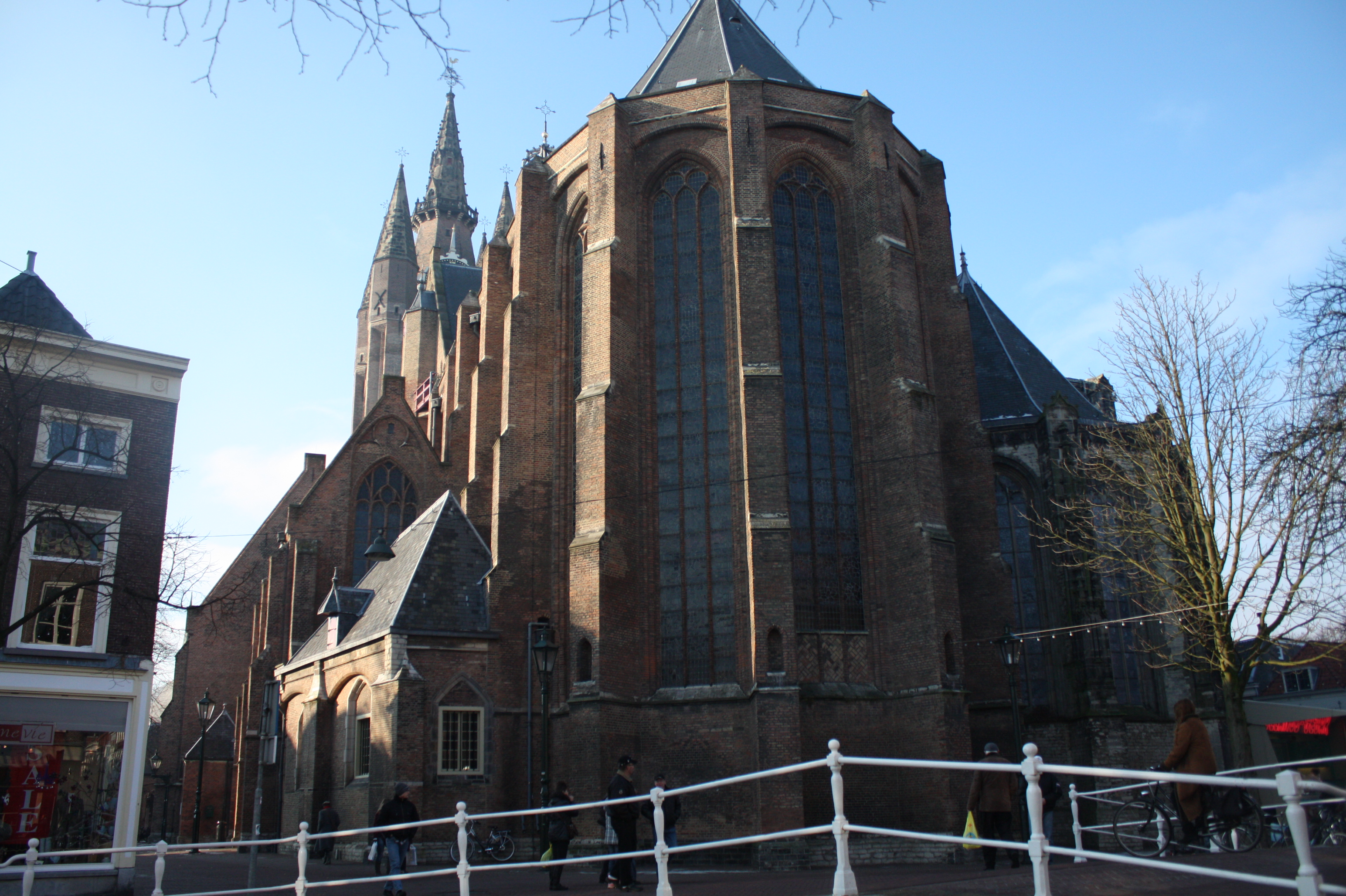
Oude Kerk in Delft, Südholland
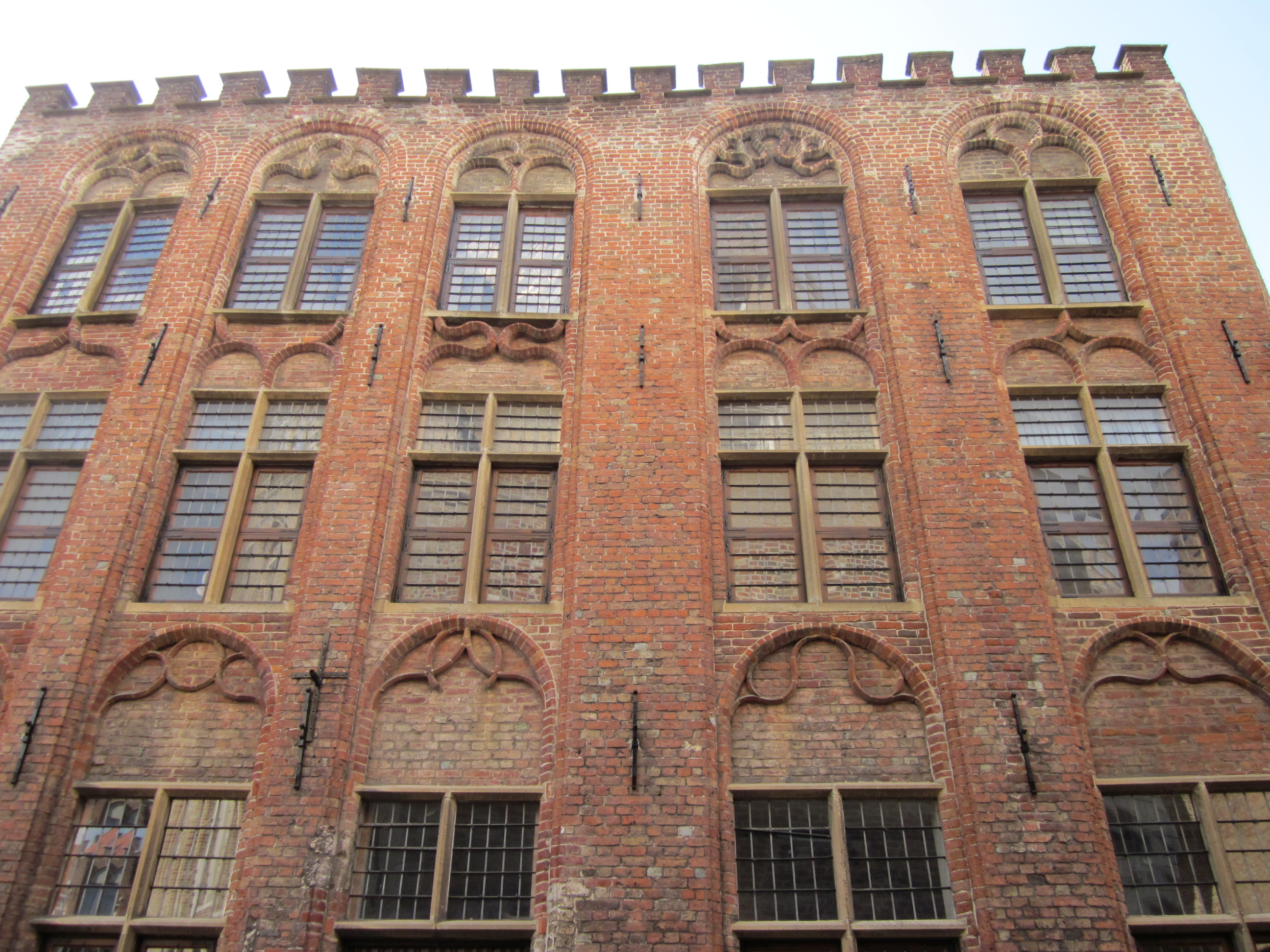
Genthof in Brügge, Westflandern

In den Niederlanden löste der Backstein im Kirchenbau den Tuff aus der Vulkaneifel ab, der aus der Gegend um Andernach den Rhein hinab und bis in den Westen Jütlands verschifft wurde. Daher gibt es zahlreiche Bauwerke, deren ältere Teile aus Tuffstein bestehen, die neueren aber aus Backstein. Die Niederlande haben, bei etwas kleinerer Fläche, etwa so viele gotische Backsteinbauten wie die Bundesländer Brandenburg und Mecklenburg-Vorpommern zusammen. Im belgischen Flandern verdrängte Backstein teilweise den dunkelgrau-bläulichen Kalkstein (Doornikse Steen), der bei Tournai gewonnen wurde, den wichtigsten Baustoff der Scheldegotik.

### Gotischer Backsteinbau in anderen Gebieten
Weitab des Gebietes der Backsteingotik gibt es noch weitere Regionen des gotischen Backsteinbaus.

#### Bayern
Eine beträchtliche Anzahl gotischer Backsteinkirchen wurde in Oberbayern und Niederbayern errichtet. Man spricht auch von bayrischer Backsteingotik. Herausragendes Beispiel ist die Frauenkirche in München (übrigens gleichermaßen eine Hallenkirche). Weitere sind die Liebfrauenmünster in Donauwörth und in Ingolstadt, die Stadtpfarrkirchen St. Jakob in Straubing und St. Johannes in Dingolfing, sowie in Landshut St. Martin, St. Jodok und die Heiliggeistkirche. Eine Häufung von Dorfkirchen aus Backstein findet sich nördlich der Mündung der Salzach in den Inn.
Im fränkischen Norden des Freistaates sind in Nürnberg einige gotische Backsteinbauten erhalten. Die meisten befinden sich auf der Nürnberger Burg. Darüber hinaus gibt es teilweise in Backstein errichtete Tortürme älterer Stadtmauerringe.

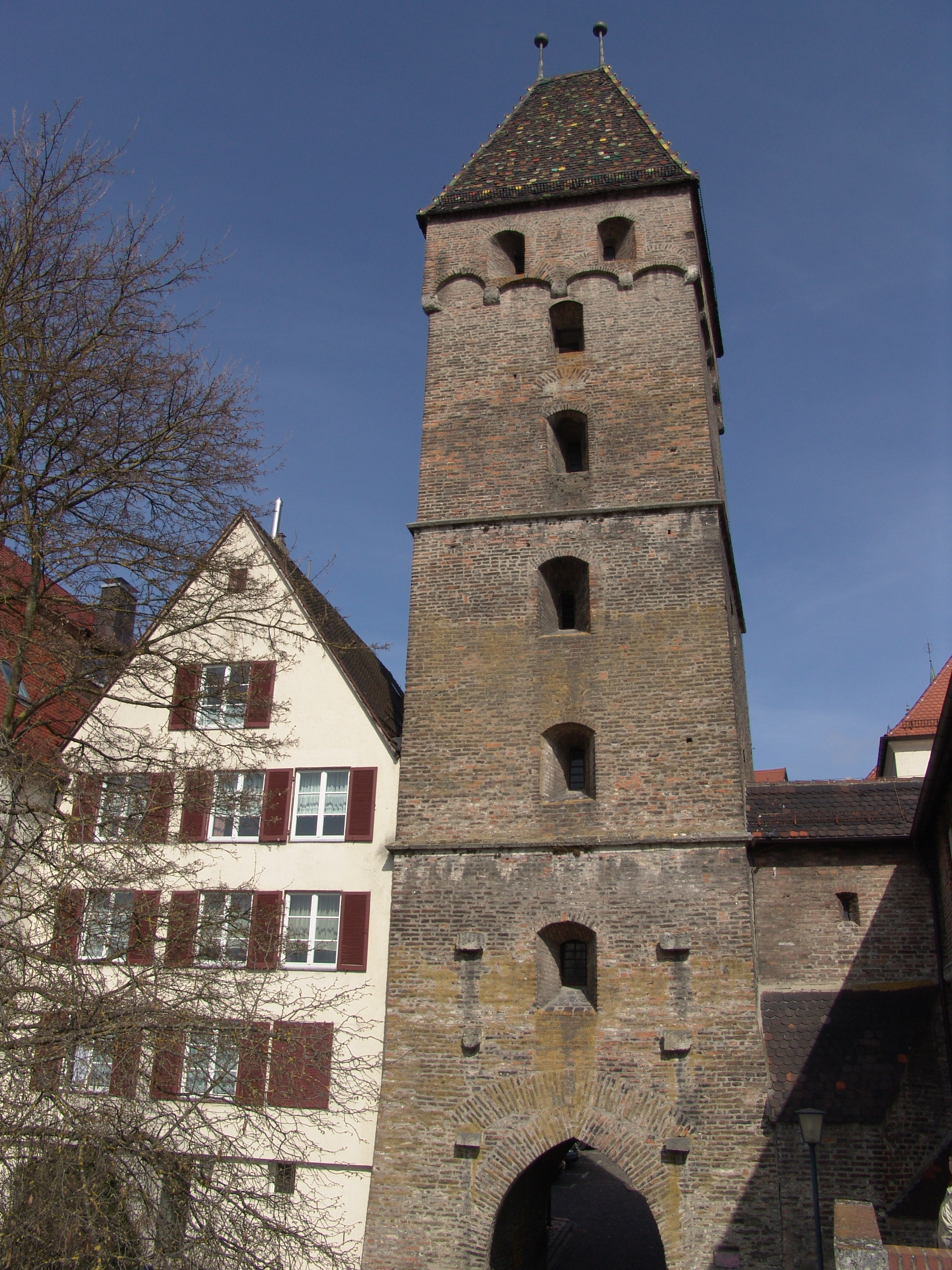
Ehemaliges Stadttor Metzgerturm in Ulm
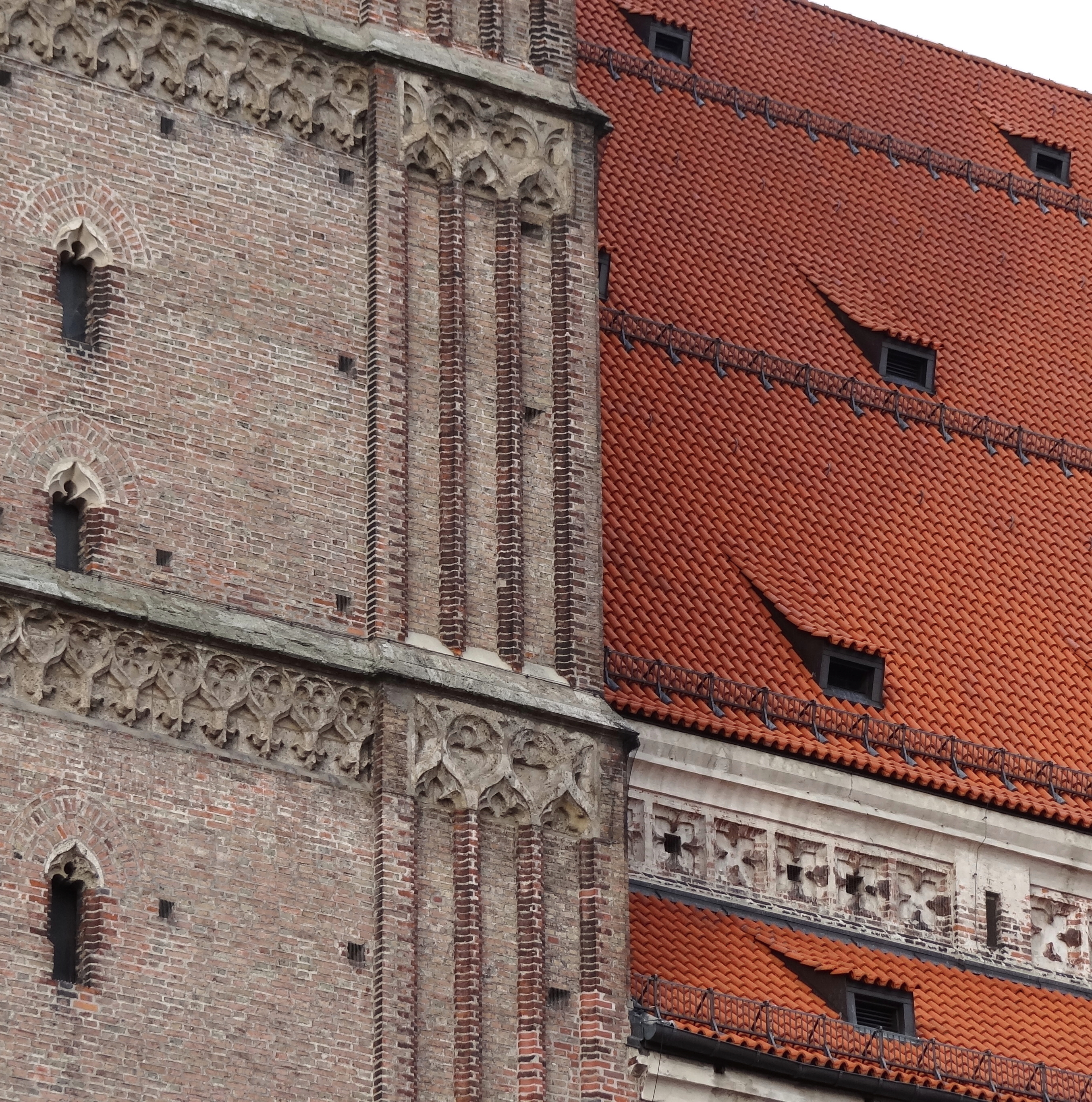
Frauenkirche in München – Backstein, gebrannte Formsteine, etwas Tuffstein – eine der drei größten Backsteinkirchen nördlich der Alpen
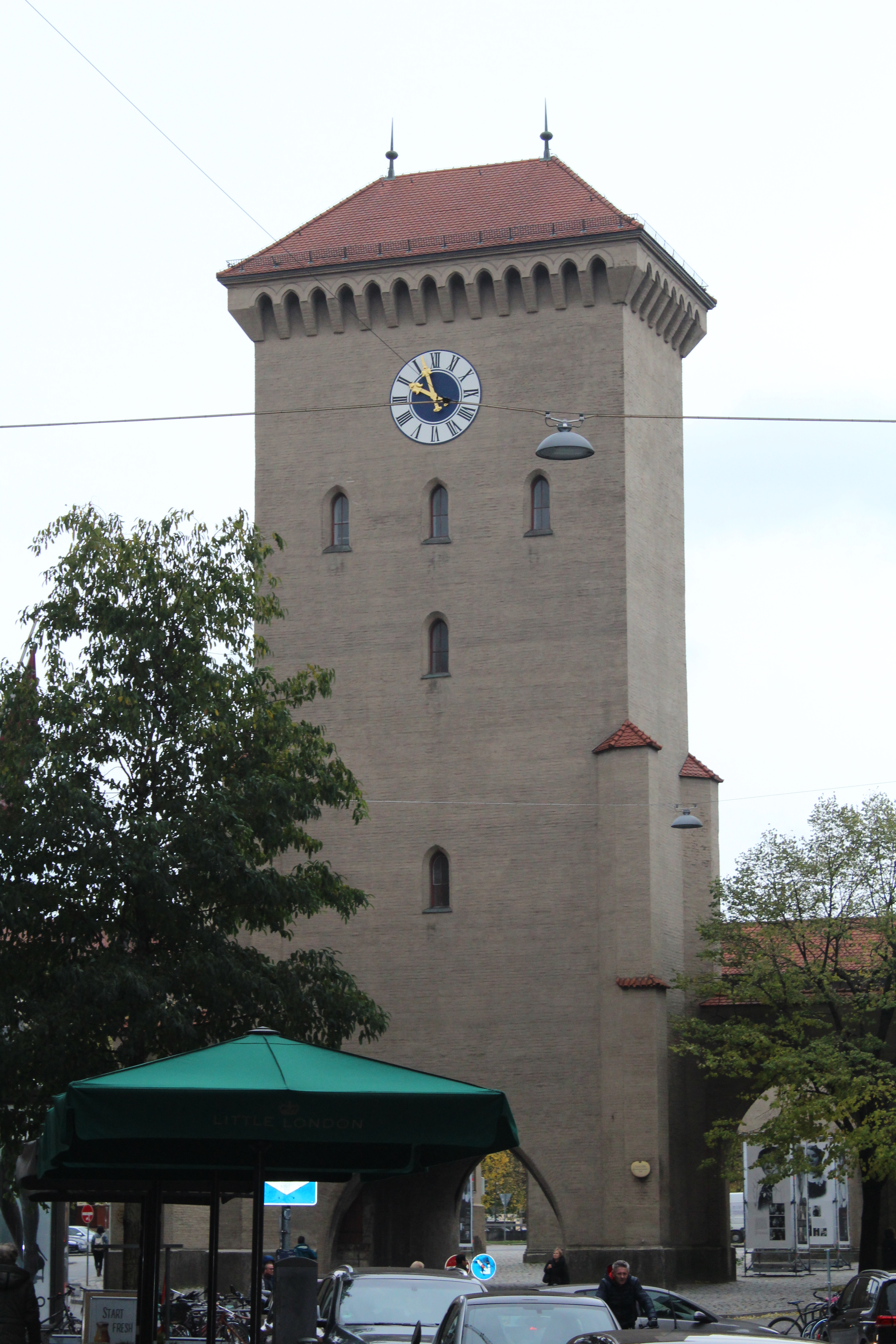
Ein Turm des Isartors in München
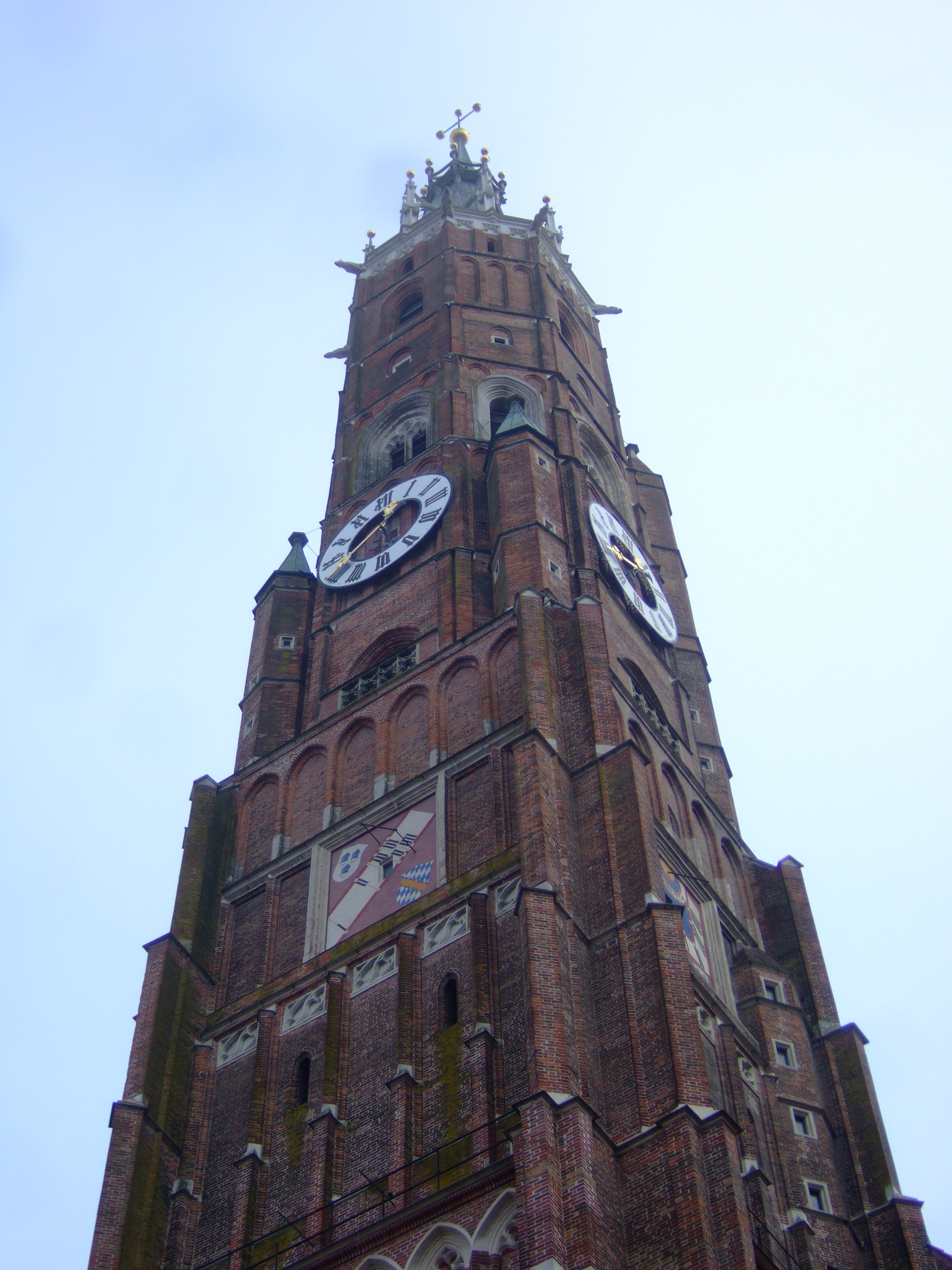
Martinskirche Landshut höchster Backsteinturm der Welt
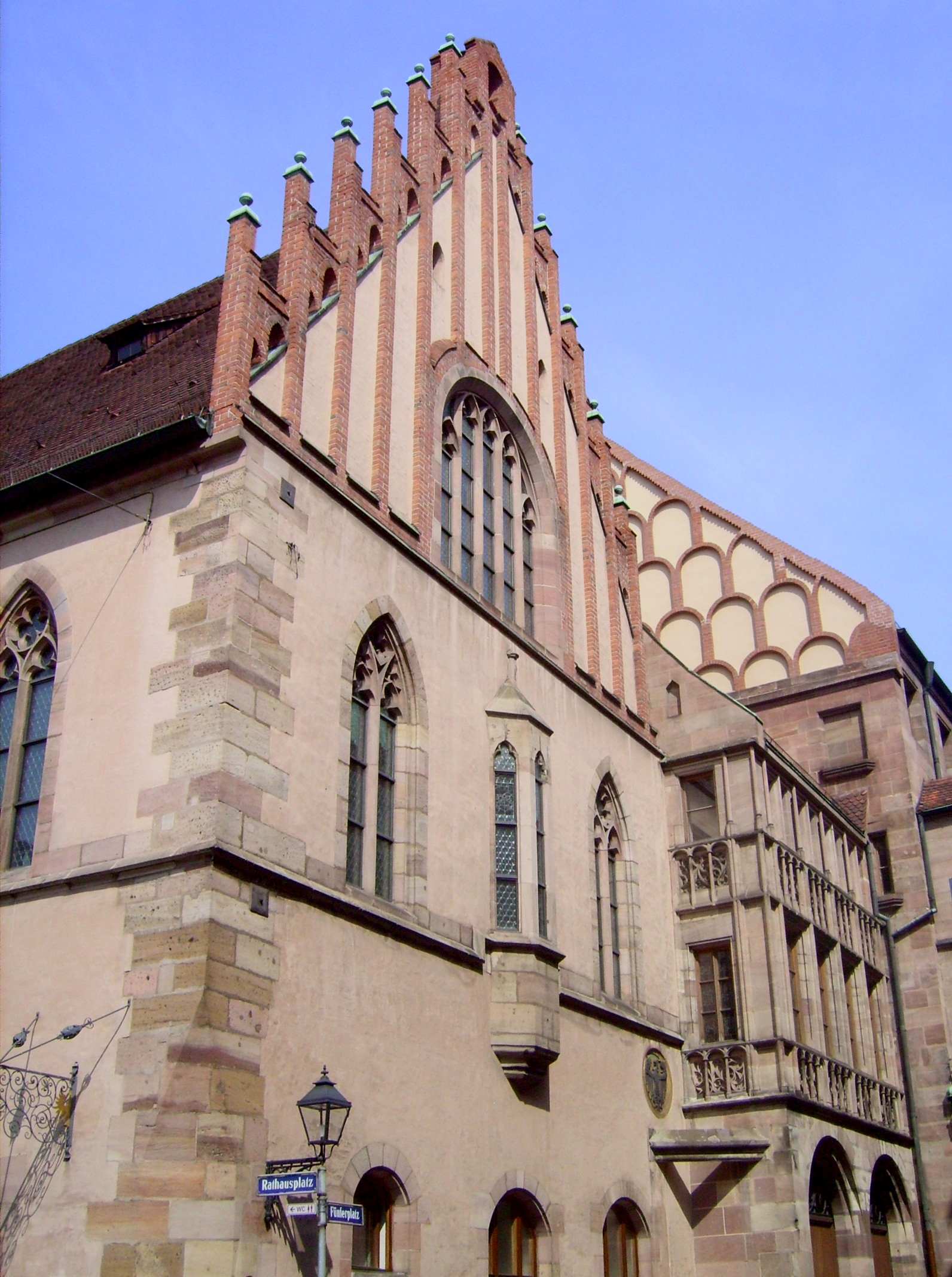
Nürnberger Rathaus, Sandsteingotik mit Ziergiebel aus Backstein

#### Baden-Württemberg
In Ulm, also knapp jenseits der bayerischen Grenze, wurde das Ulmer Münster überwiegend aus Backstein errichtet. Er ist auch sichtbar, wird allerdings von üppigen Steinmetzarbeiten aus Sandstein übertönt. Außer der Valentinskapelle neben dem Münster zeigen dort noch zwei Tortürme Ziegelmauerwerk.

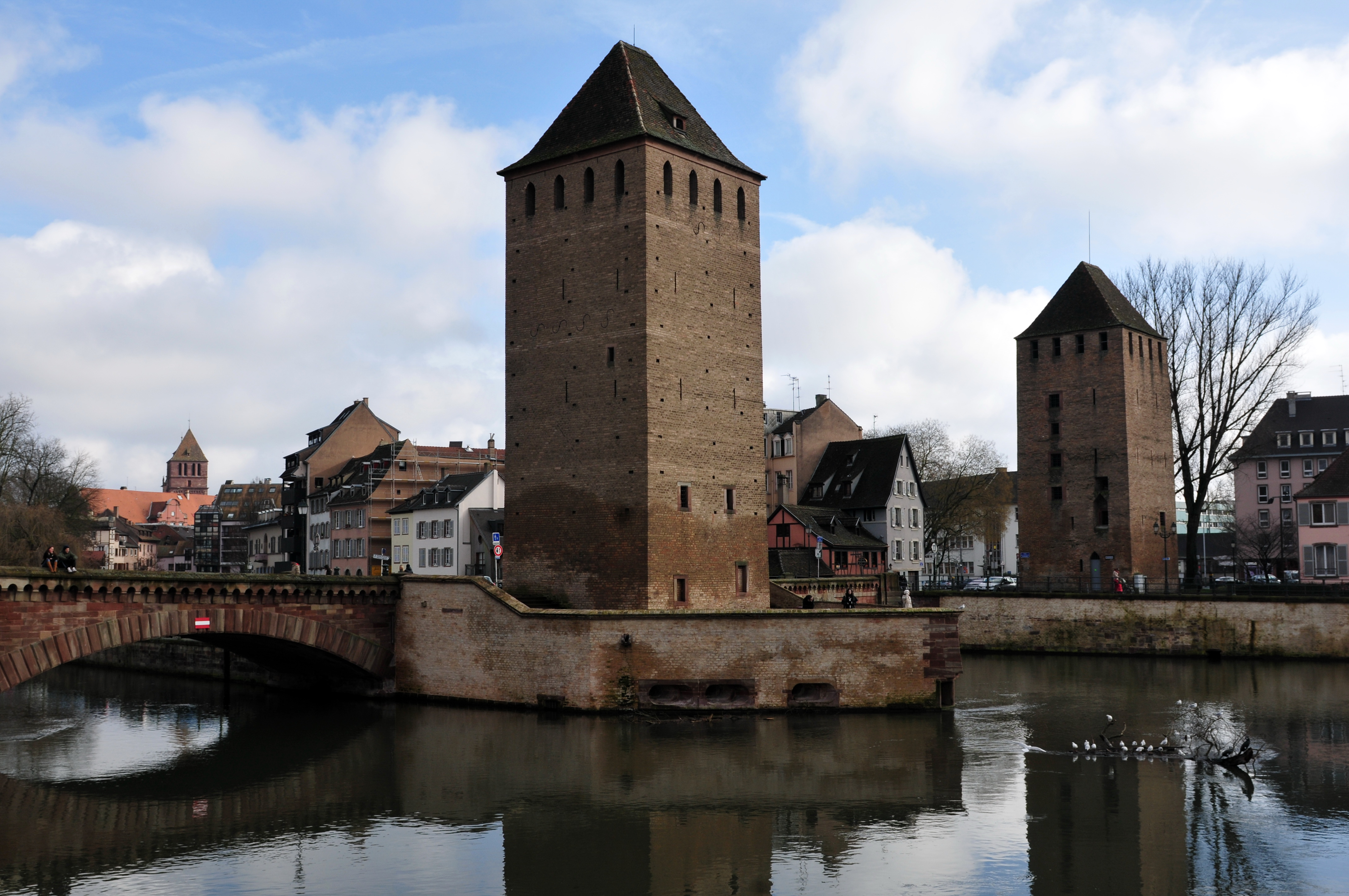
Türme der Brücken Ponts Couverts in Straßburg

#### Schweiz
Schon die Zähringer hatten im Schweizer Mittelland romanische Backsteinbauten hinterlassen. In der Spätgotik kam eine geringe Zahl von Backsteinburgen hinzu, die auf Vorbilder in Italien oder Südfrankreich schließen lassen. Auch die Kirche Saint-Gervais in Genf weist in diese Richtungen.

#### Südfrankreich

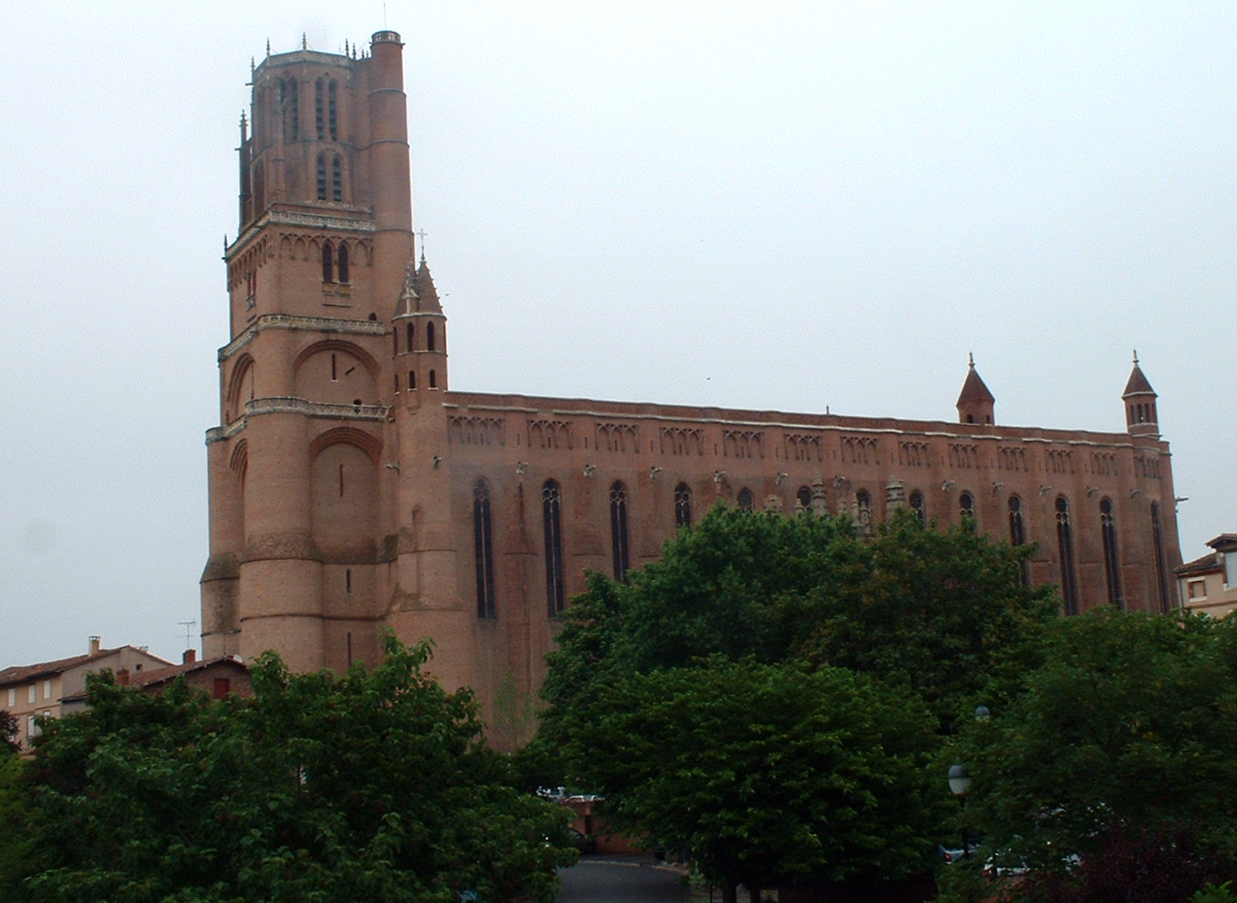
Kathedrale von Albi

Eine weitere Gruppe gotischer Backsteinbauten gibt es in und um Toulouse in Südfrankreich, am bekanntesten ist die Kathedrale von Albi. Ihr Stil wird auch als Gothique toulousain (d. h. Toulouser Gotik) bezeichnet und gehört dem Gothique méridional an, der speziellen südfranzösischen Ausformung der Gotik. Bedeutend zahlreicher sind in dieser Region romanische Bauwerke aus Backstein.

#### Mittel- und Ostfrankreich

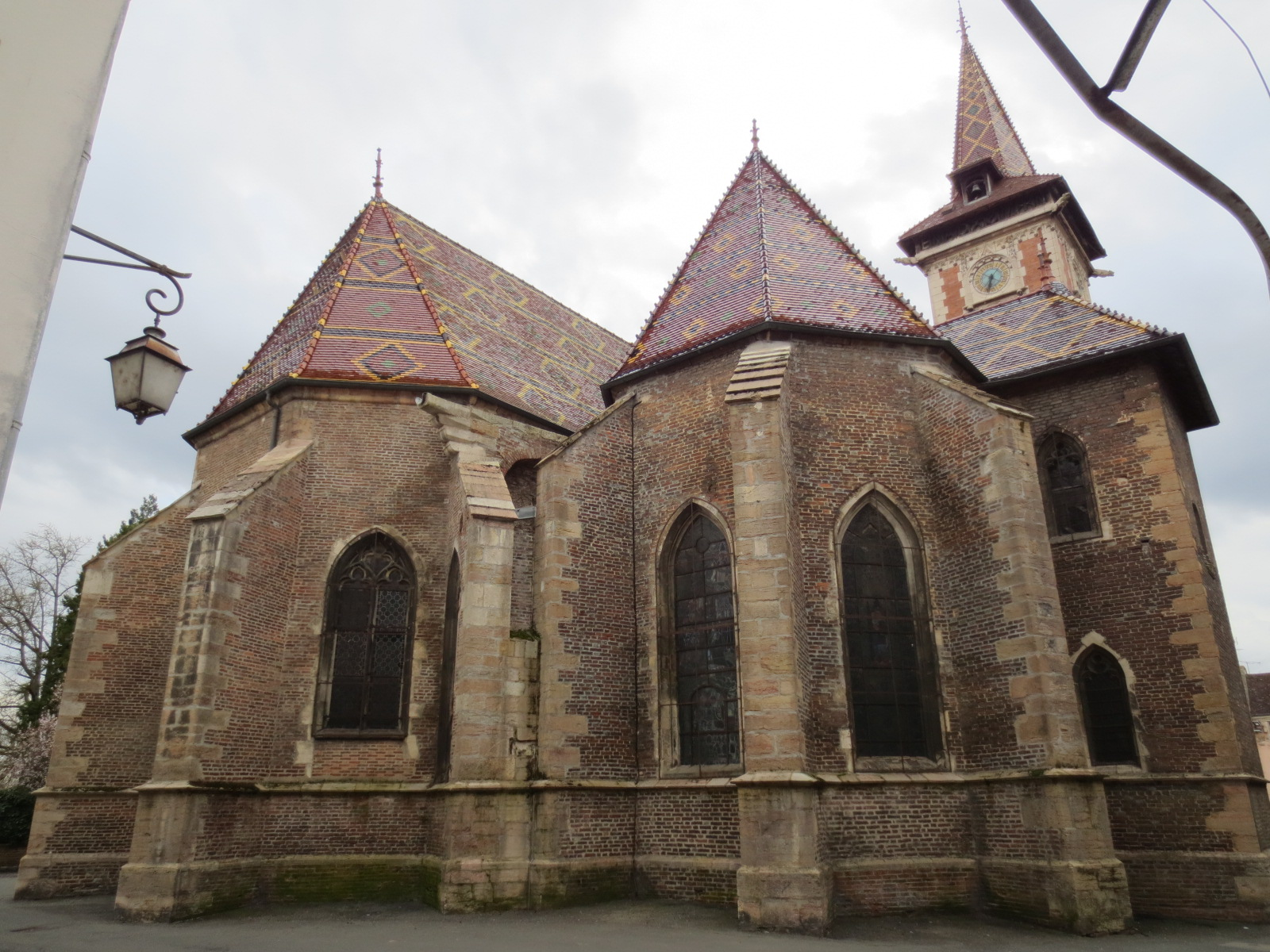
Kirche Saint-Pierre in Louhans (östl. v. Chalon-sur-Saône)

Es gibt in Frankreich noch zwei weitere Gegenden mit gotischen Backsteinbauten. Deren Stil gehört mit einer Ausnahme eher zur „normalen“ Französischen Gotik, unterscheidet sich aber in mehreren Fällen auch nicht sehr von der nördlichen Backsteingotik.
Eine dieser beiden kleinen Gruppen liegt im westlichen Mittelfrankreich südwestlich von Orléans, überwiegend in der flachen und waldreichen Sologne. Zu ihr gehören die spätgotischen Flügel des weltbekannten Schlosses Blois, daneben ein weiteres Schloss und ein paar Dorfkirchen.
Die andere Gruppe liegt im ehemaligen Königreich Arelat. Sie umfasst als erlesenes Einzelstück die Bibliothek des Klosters Citeaux im damaligen Herzogtum, darüber hinaus eine Handvoll Bauten in der Franche-Comté, genauer in der Bresse.

#### Italien
Reichlich Tonerde steht in der Poebene zur Verfügung, wo es unterschiedliche Regionalstile wie die venezianische Gotik und die lombardische Gotik gab, deren Bauwerke zu einem großen Teil ganz oder teilweise aus Backstein errichtet sind. Gerade aus Norditalien übernahm der norddeutsche Backsteinbau schon in der Zeit der Romanik sowohl die erforderlichen Techniken als auch einige Schmuckformen. Ein Zentrum des romanischen wie des gotischen Backsteinbaus außerhalb der Lombardei war Bologna. Hier steht die größte aller Backsteinkirchen, die Basilika San Petronio. Aber auch das im Bergland der Toskana gelegene Siena hat bedeutende gotische Backsteinbauten, allen voran den Palazzo Pubblico, also das Rathaus. Auf der adriatischen Seite des Apennin erstreckt sich das Gebiet gotischer Backsteinarchitektur bis in die Region Abruzzen.

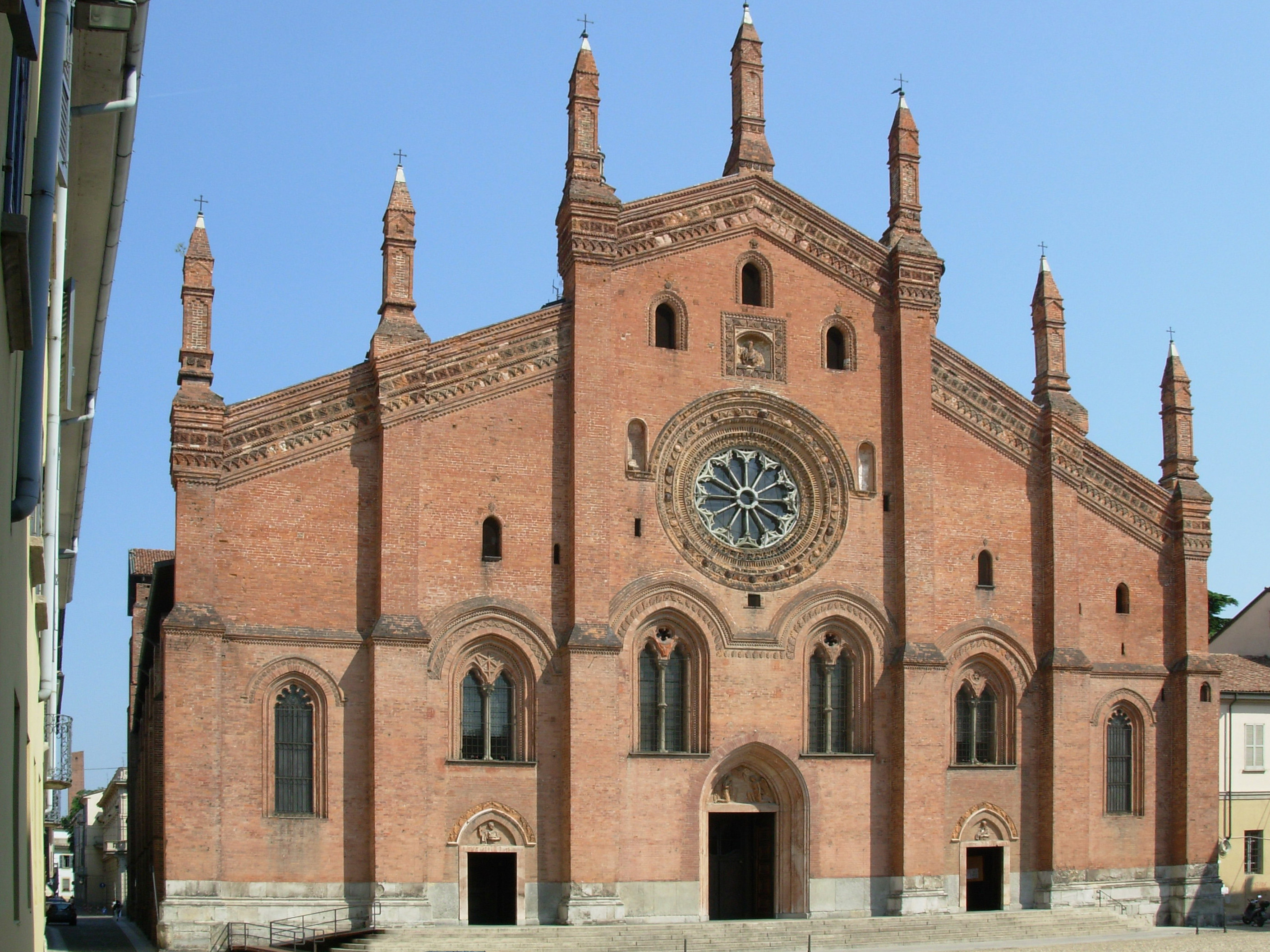
Santa Maria del Carmine in Pavia
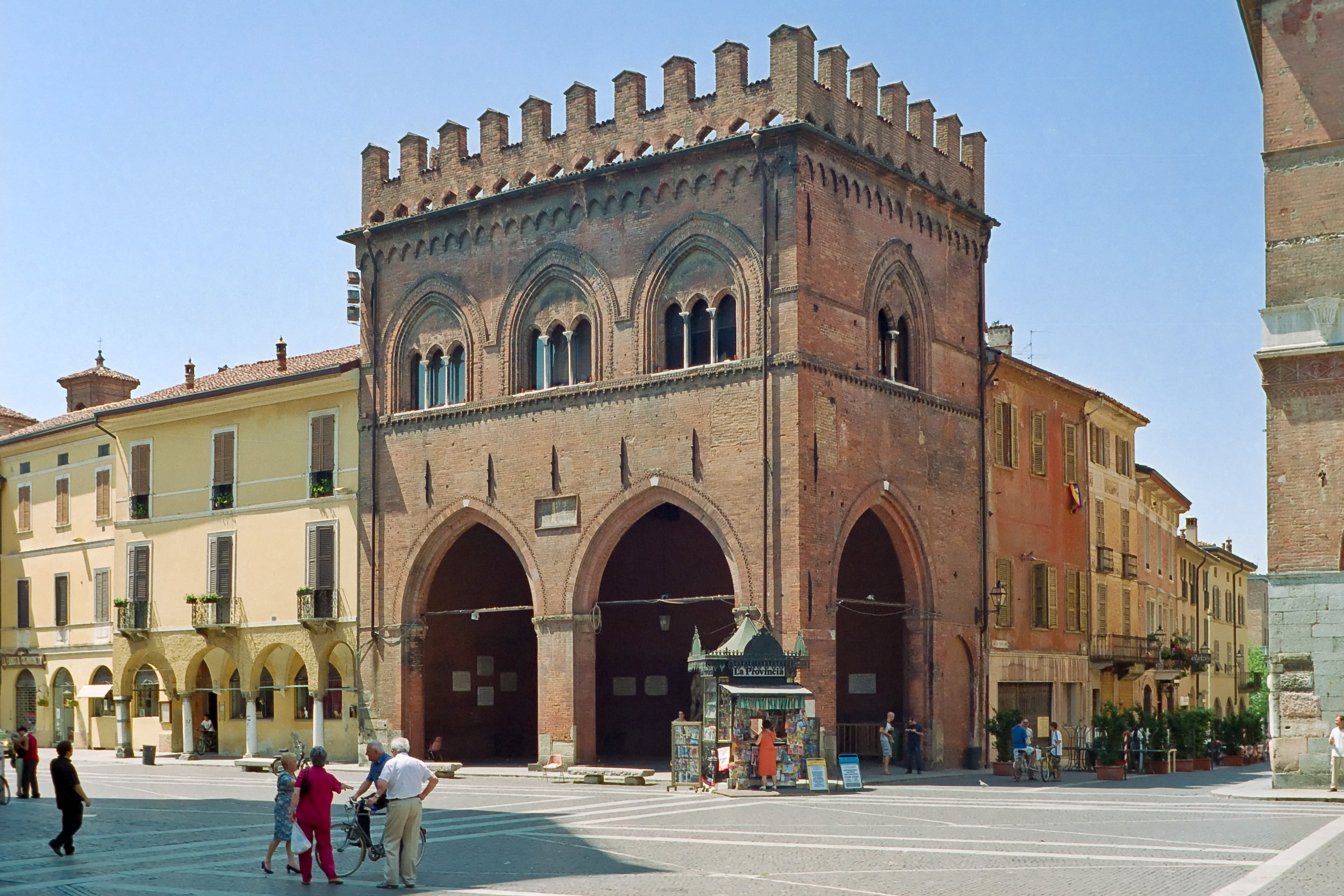
Loggia dei Militi (Stadtwache) in Cremona
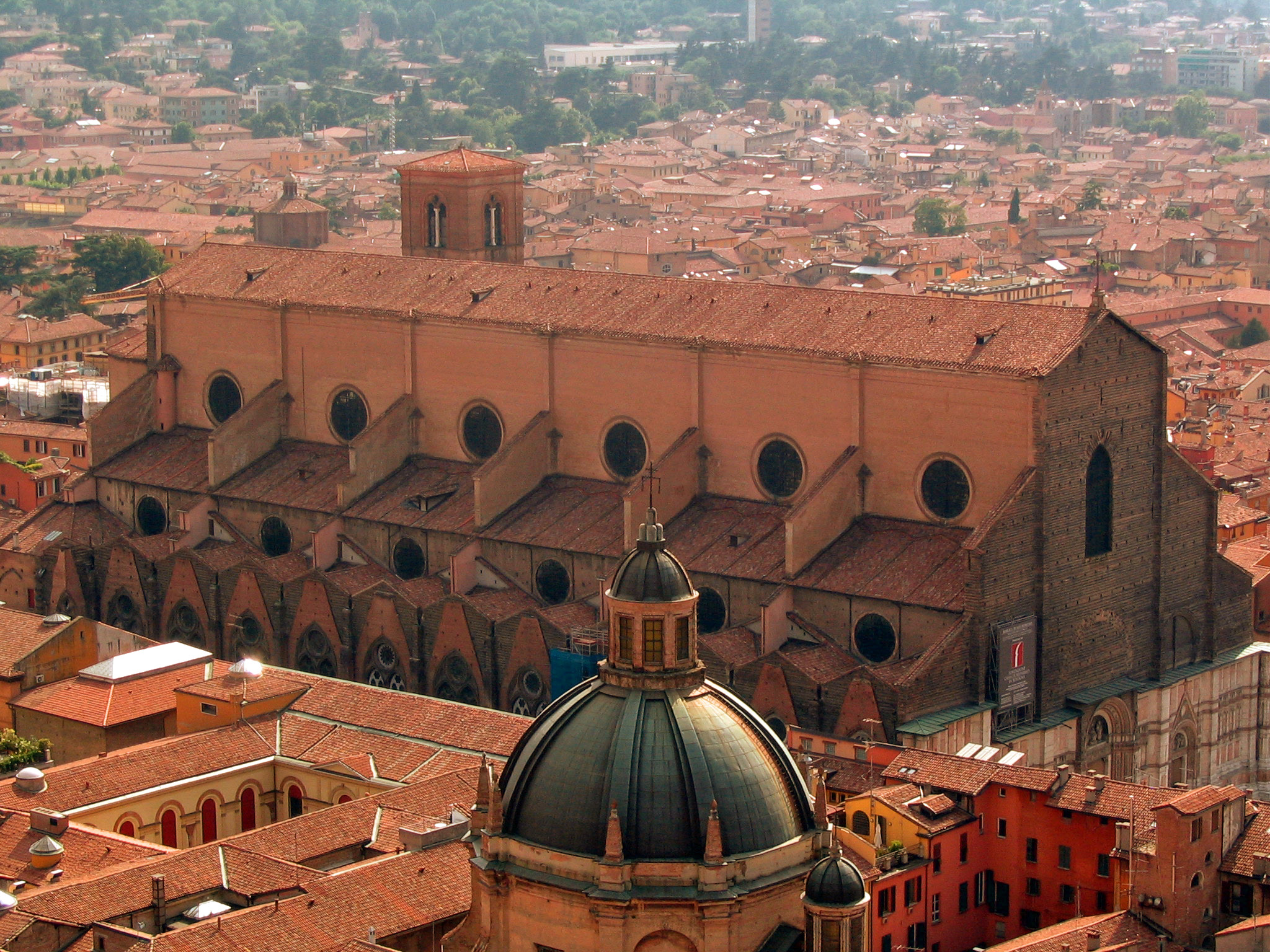
Basilika San Petronio in Bologna, die größte gotische Backsteinkirche der Welt
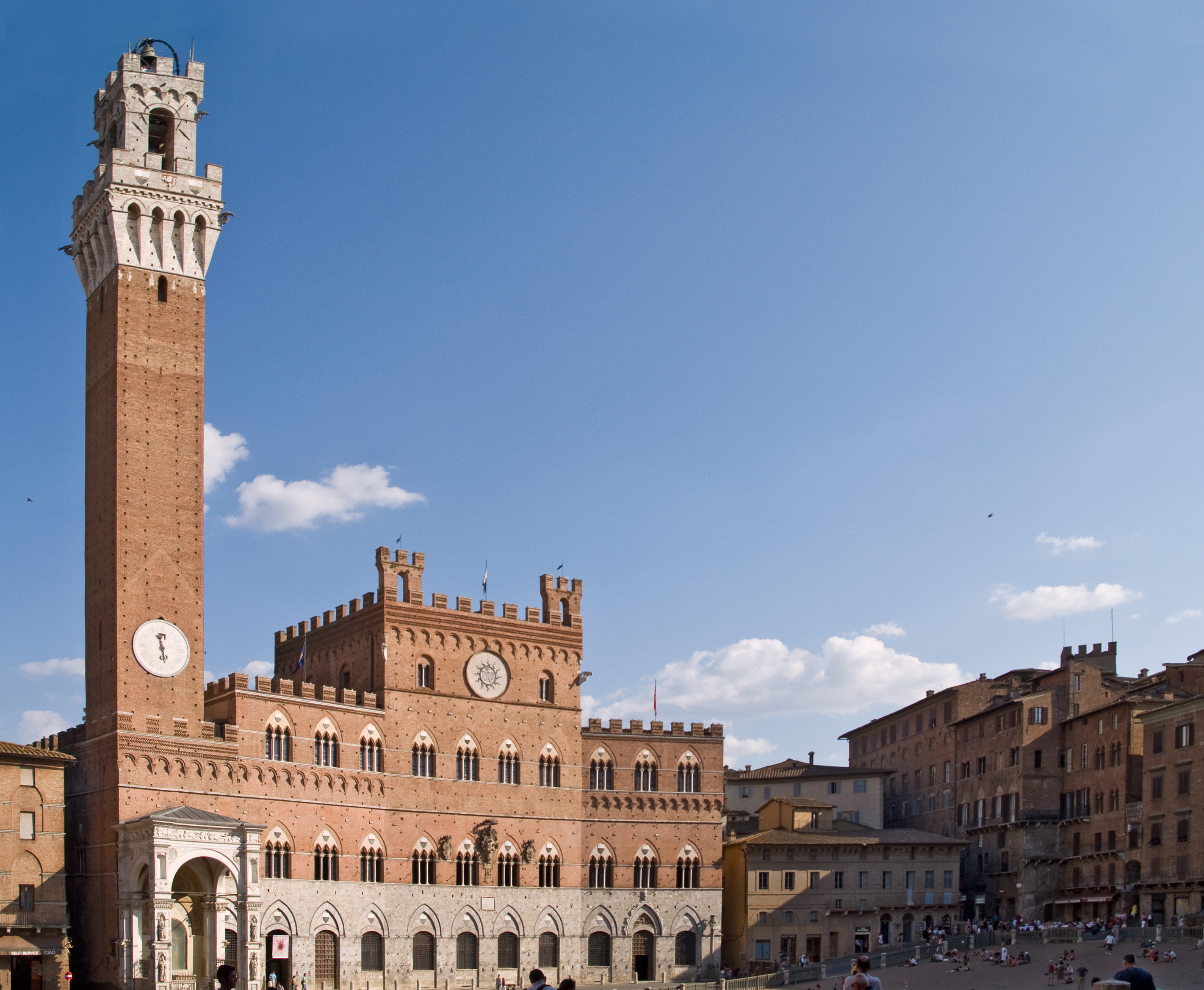
Palazzo Pubblico (Rathaus) in Siena

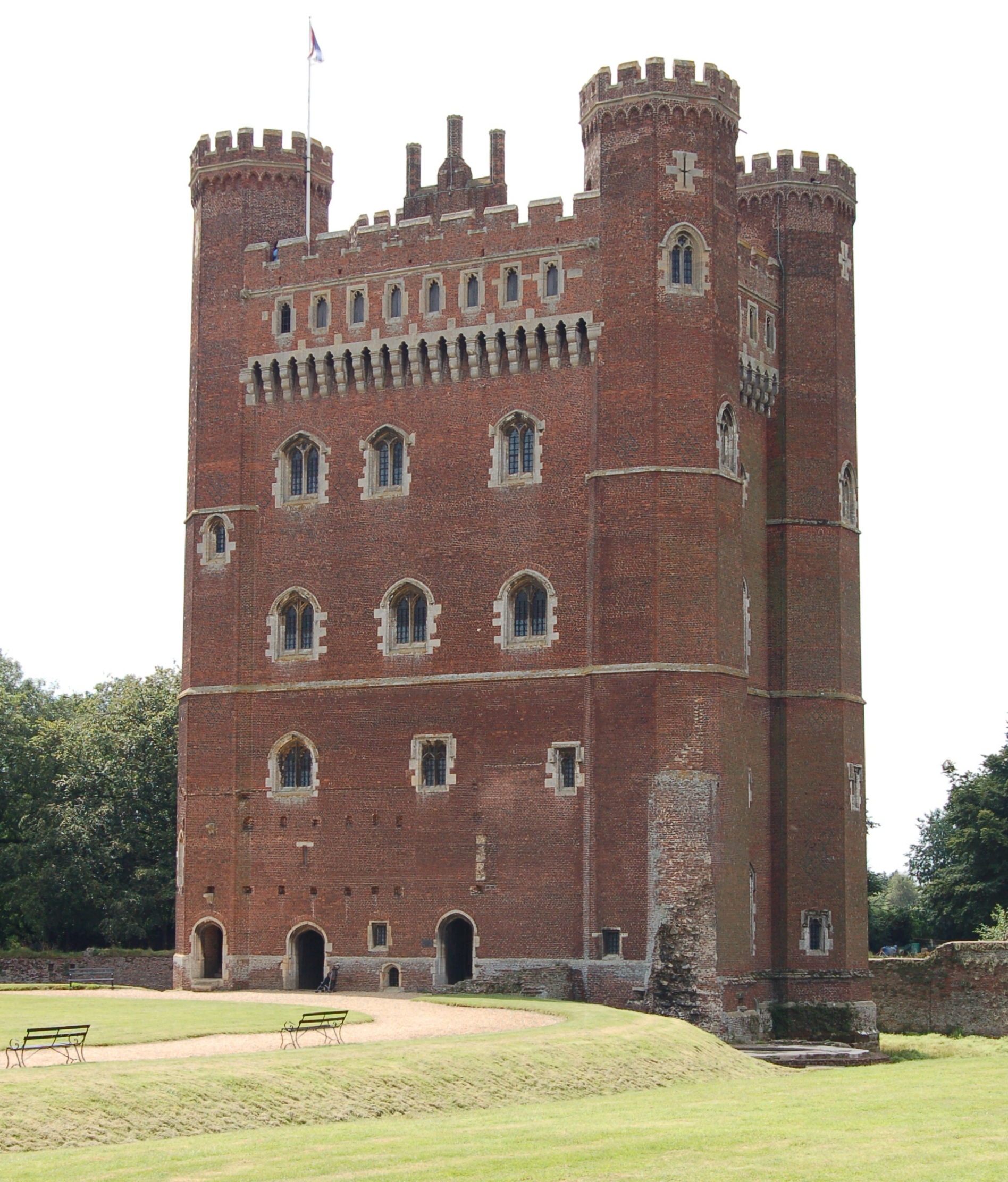
Tattershall Castle in Lincolnshire

#### England
Auch in England gibt es gotische Backsteinbauten, aber ihr historischer und sozialer Hintergrund unterscheidet sich stark von dem des gotischen Backsteinbaus auf dem Kontinent. Nahezu sämtliche dieser Bauten sind Landsitze der durch die Reformen Heinrichs VIII. (Enclosures) entstandenen frühkapitalistischen Grundbesitzerschicht. Sie gehören dem Tudorstil an, in dem öffentliche Gebäude aber in Werkstein errichtet wurden. Ein bedeutendes Backsteinensemble aus der Tudorzeit ist der westliche Teil von Hampton Court Palace westlich von London.

## Entwicklungsgeschichte

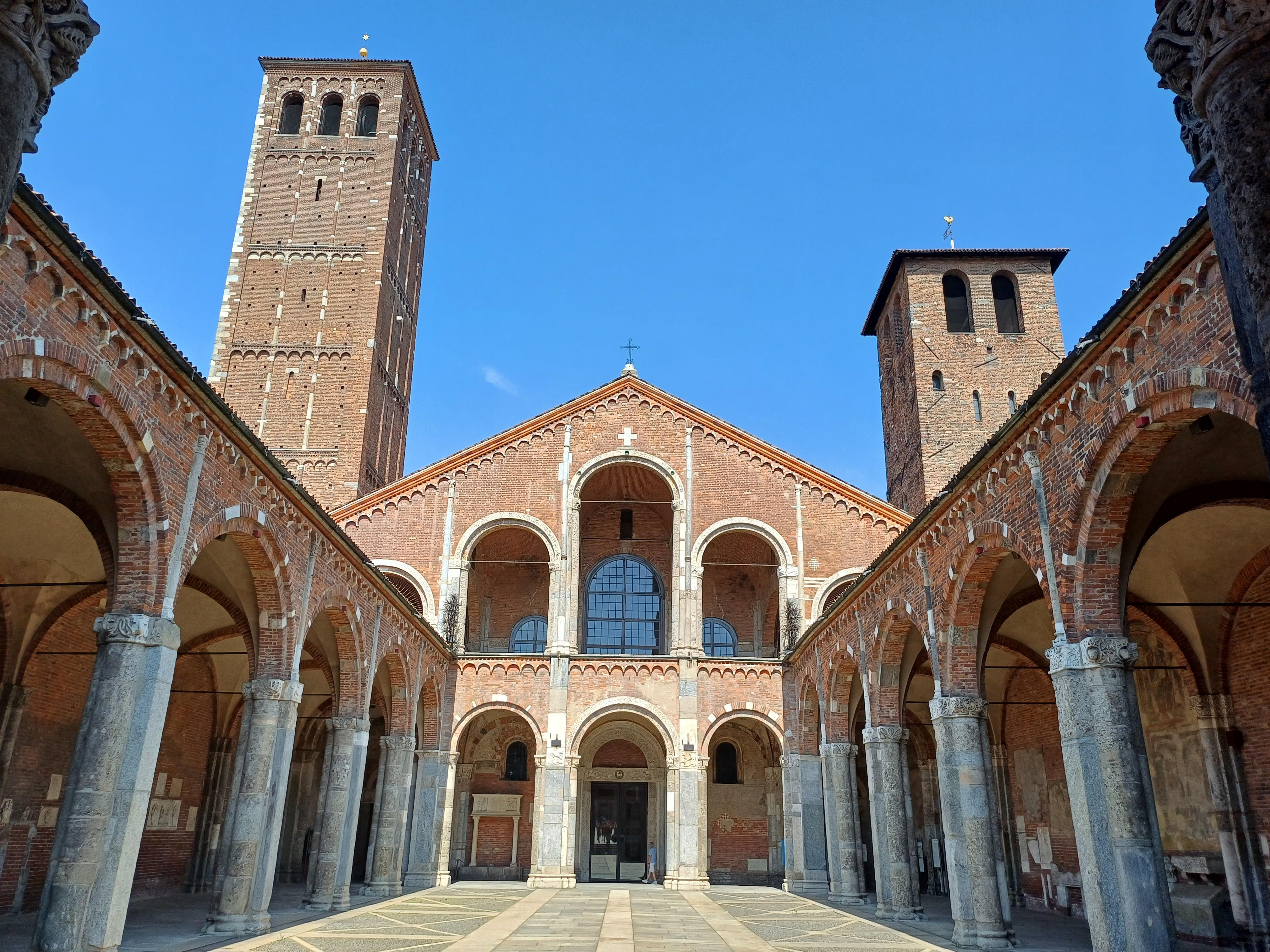
Sant’Ambrogio in Mailand, Italien, Bauphasen in Backstein von der Spätantike bis zur Romanik

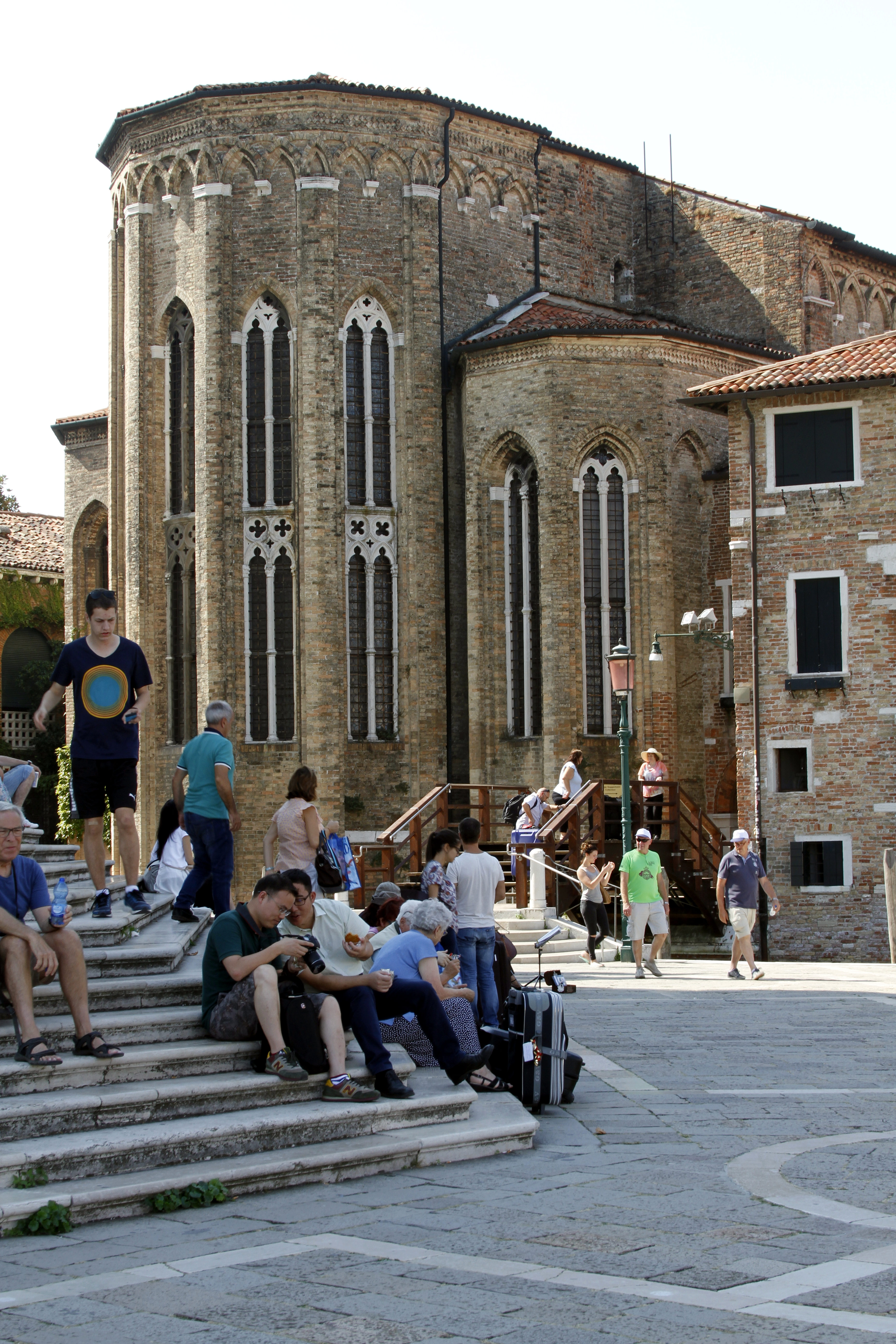
Stillgelegte Kirche San Gregorio in Venedig

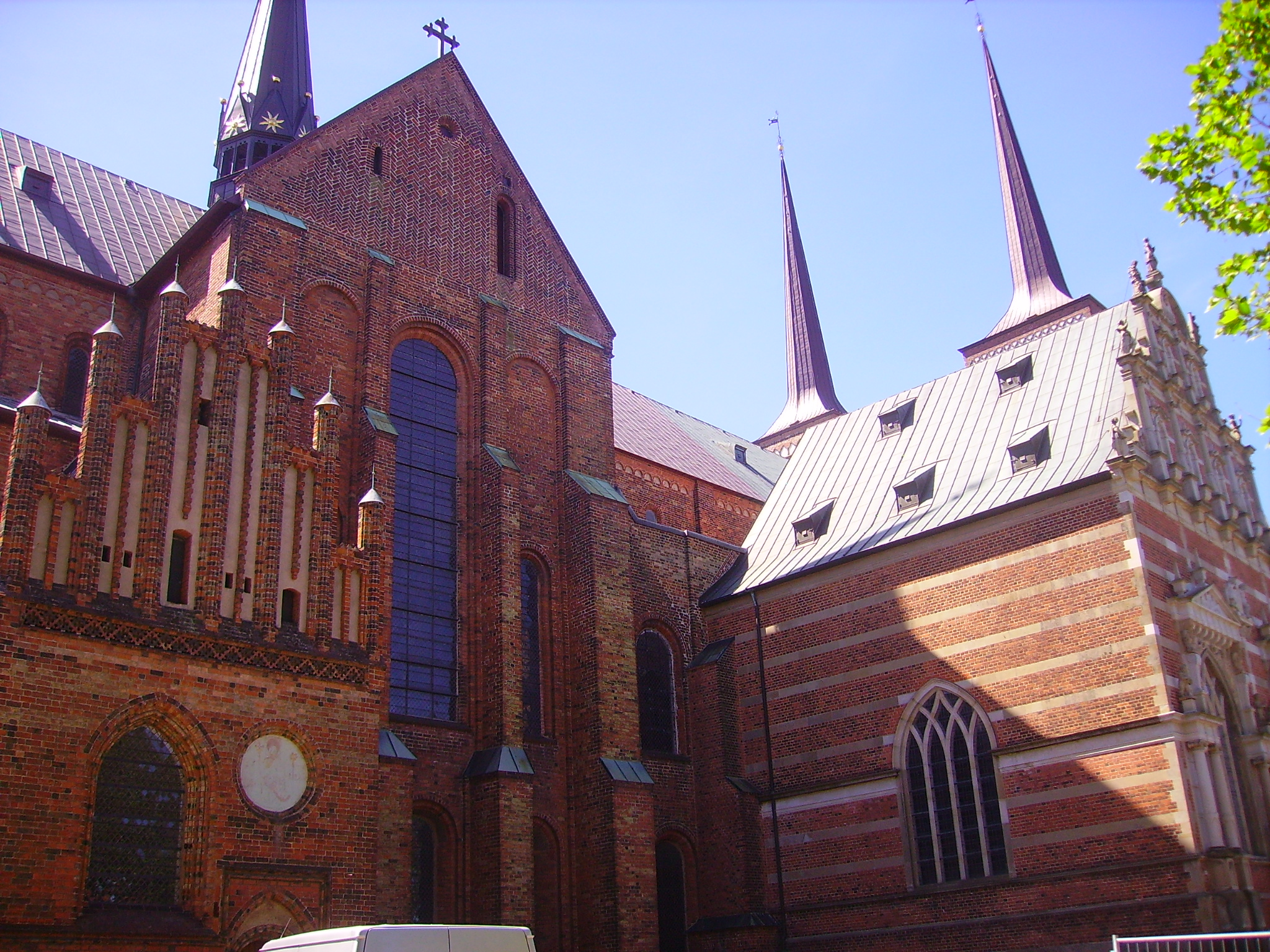
Romanik, Gotik und Renaissance am Dom zu Roskilde, Dänemark

Kirchen aus Ziegelmauerwerk wurden schon in frühchristlicher Zeit errichtet, damals in demonstrativer Abgrenzung zur Marmorarchitektur heidnischer Tempel. Berühmte Beispiele dieser Epoche sind in Ravenna erhalten. In Italien gab es eine Kontinuität des Backsteinbaus von der Spätantike bis zur Gotik und natürlich auch weiter.
Nördlich der Alpen setzte sich die Backsteinarchitektur im 12. Jahrhundert durch, also noch in romanischer Zeit, vgl. Backsteinromanik. Im 12. Jahrhundert begann auch die deutsche Ostsiedlung. Die slawischen Gebiete östlich der Elbe wurden während des 12. und 13. Jahrhunderts von Kaufleuten und Kolonisten aus dem Nordwesten Deutschlands, den Niederlanden und Flandern besiedelt. 1158 gründete Heinrich der Löwe Lübeck, 1160 eroberte er den slawischen Fürstensitz Schwerin. Weiter südlich dehnten die Billunger und vor allem dann die Askanier die Mark Brandenburg aus. Die Siedlung ging mit der Christianisierung der Slawen einher und die Bistümer Ratzeburg, Schwerin, Cammin, Brandenburg und andere wurden eingerichtet.

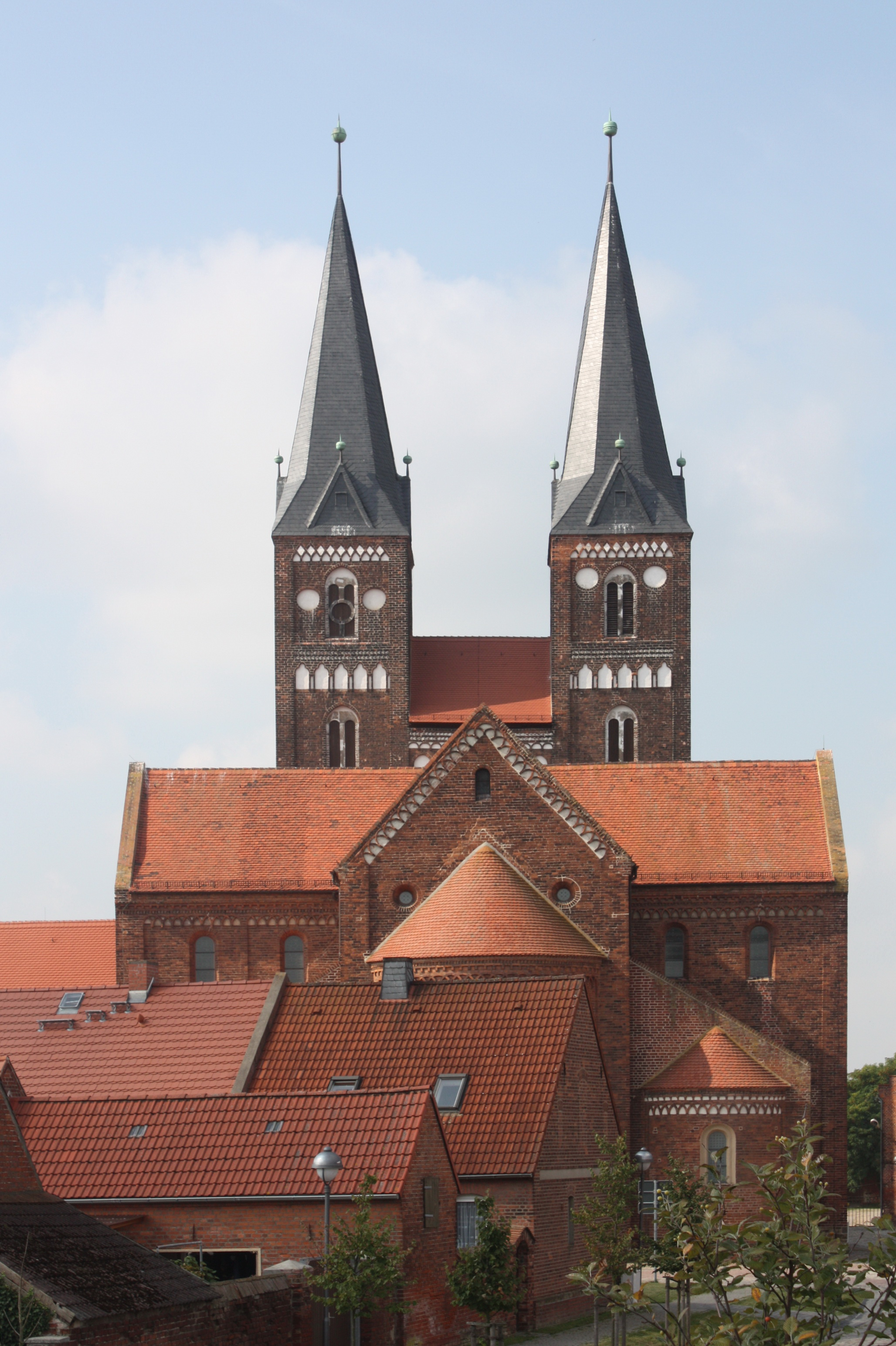
Romanisch: Kloster Jerichow

Lange Zeit hatten in Norddeutschland Holzbauten dominiert, die sich jedoch nicht für Monumentalbauten eignen. Aus den in Moränengebieten vorhandenen Feldsteinen errichtete man anfangs wohl Bauten von besonderer Bedeutung. Mit der Einführung des Backsteinbaus blieb der Feldsteinbau als vielerorts billige Alternative bis über das Ende der Gotik hinaus verbreitet. Es gab aber auch qualitativ hochwertiges Feldsteinmauerwerk aus behauenem Feldstein, aus dem man so monumentale Gebäudeteile wie die spätgotischen Westtürme der Nikolaikirche in Jüterbog errichtete.
Für kleinere Bauten, vor allem im bäuerlichen Bereich, blieb im gesamten Verbreitungsgebiet der Backsteingotik der Fachwerkbau bis weit in die Neuzeit hinein typisch. Je weiter und damit teurer der Transportweg für Bruchstein gewesen wäre, desto attraktiver wurden gebrannte Ziegelsteine als Baumaterial.

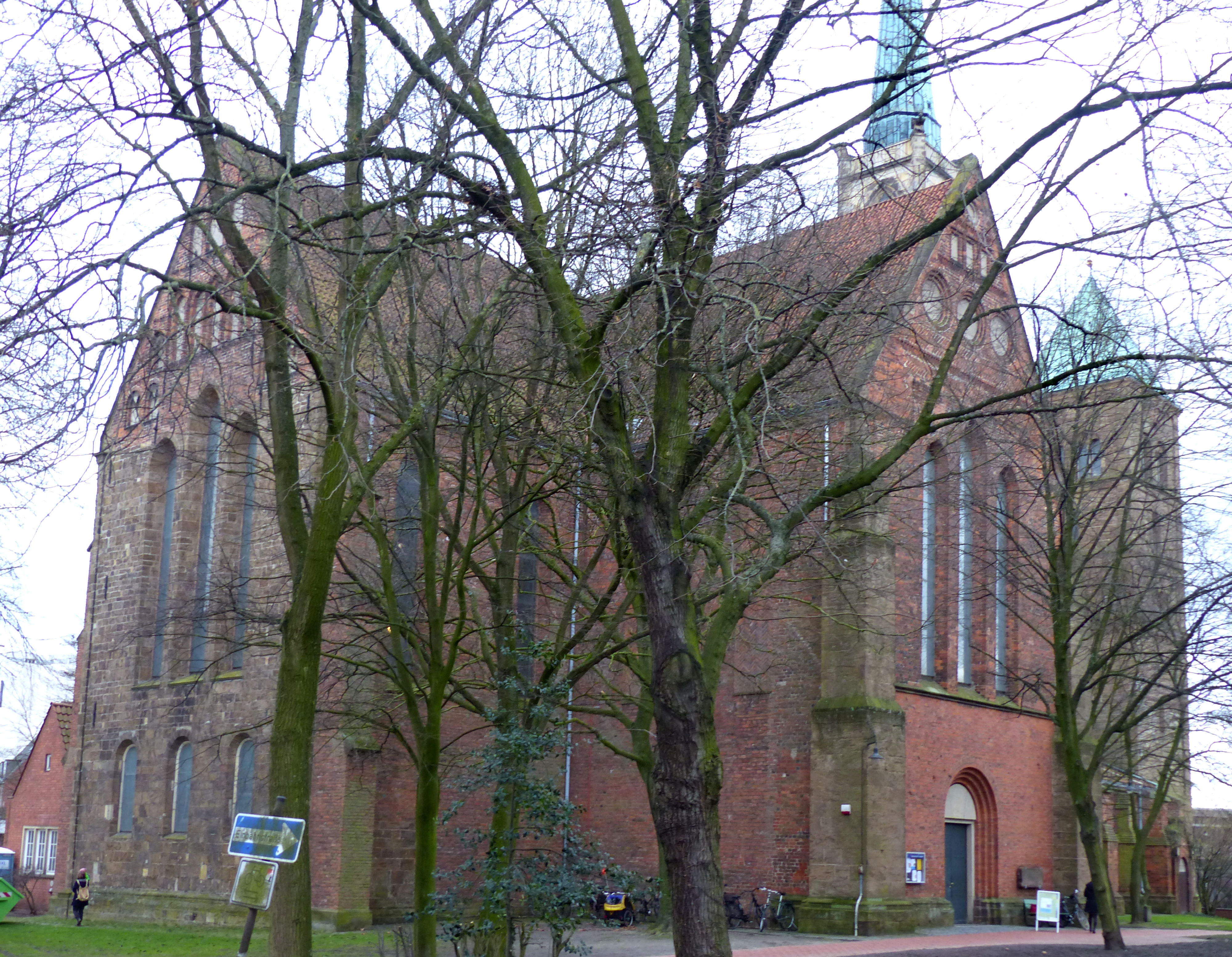
St. Stephani in Bremen, beide Giebel zwischen Romanik und Frühgotik, einer bis Traufenhöhe aus Sandstein, einer ganz aus Backstein

Der möglicherweise älteste in Backstein ausgeführte Sakralbau im Norden Deutschlands ist die 1149–1172 in romanischem Stil auf Steinfundamenten in Backstein errichtete und später ebenfalls in Backstein erweiterte Klosterkirche in Jerichow. Während man in Jerichow erst noch Fundamente setzen musste, konnte man beim Verdener Dom 1150 oder 1151 auf einem schon vorhandenen Untergeschoss aufbauen, als man nach italienischem Vorbild einen freistehenden Kirchturm (Kampanile) errichtete, aus Ziegeln im damals in Verona üblichen Format. Ebenfalls Mitte des 12. Jahrhunderts wurde Chor der St.-Hippolyt-Kirche zu Blexen an der Wesermündung in einer dekorativen Kombination aus Portasandstein, Tuffstein aus der Vulkaneifel und Backstein gestaltet.
In der östlich an das Jerichower Land anschließenden Mark Brandenburg wurde 1165 unter Albrecht dem Bären mit dem Bau des Brandenburger Doms begonnen. Wohl 1170–1173 wurde in einem der Stadt benachbarten Dorf die Brandenburger Nikolaikirche errichtet. Beim Wiederaufbau des Doms zu Havelberg nach einem Großbrand wurden Natur- und Backstein zusammen verwendet.
In den welfischen Gebieten begann der Einsatz von Backsteinen als Ersatzbaustoff für Naturstein mit dem Ratzeburger Dom (ab 1154), der Marienkirche in Segeberg (ab 1156) und St. Johannis in Oldenburg (Holstein) (um 1157). Der Lübecker Dom, für den Heinrich der Löwe 1173 den Grundstein legte, wurde erst 1247 geweiht. Ein Jahrhundert früher, zwischen 1077 und 1119, war im fernen Toulouse überwiegend aus Backstein die Basilika Saint Sernin errichtet worden.
In Dänemark war der örtlich verfügbare Naturstein großenteils sehr mühsam zu bearbeiten: Im 11. Jahrhundert hatte man begonnen, die so nahe bei Skandinavien oft sehr großen Granit-Findlinge in Quader zu zerlegen. An die tausend überwiegend kleiner, an wichtigen Orten aber auch großer Kirchen wurden daraus errichtet. Seit der zweiten Hälfte des 12. Jahrhunderts stattete man diese Granitquaderkirchen dann mit Türmen und Eingangshallen aus Backstein aus. Vorbild waren dabei Neubauten aus Backstein. Neben dem Dom zu Roskilde, der St.-Bendts-Kirche zu Ringsted (beide ab 1170) und weiteren zahlreichen Kirchen wurde auch das Schloss Nyborg (ebenfalls 1170) und andere weltliche Großbauten in Backstein errichtet. Der Dom zu Ribe besteht in seinen älteren Teilen aus Naturstein, wurde dann aber in Backstein erweitert. Auch der Dom im damals dänischen Schleswig wurde zunächst aus Granit und Tuffstein errichtet, später mit Backsteinen erweitert.
Die bekanntesten gotischen Backsteinbauten in Polen sind zwar Hinterlassenschaften des Deutschen Ordens und deutscher Bürger, aber auch Bauherren, die in Auseinandersetzung mit dem Deutschen Orden standen, schufen Werke der Backsteingotik. Beispiele sind die masowischen Herzogsresidenzen in Czersk und Płock, sowie die Johanneskathedrale in Warschau. Am Stilübergang von der Spätgotik zur Renaissance stehen die Barbakane von Krakau und Warschau.

## Charakteristika der Backsteingotik

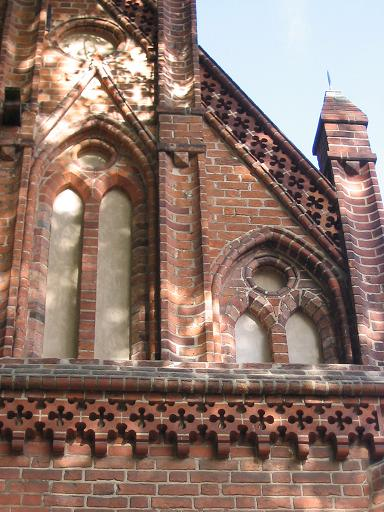
Kloster Lehnin: Formziegel u, helle Putzflächen

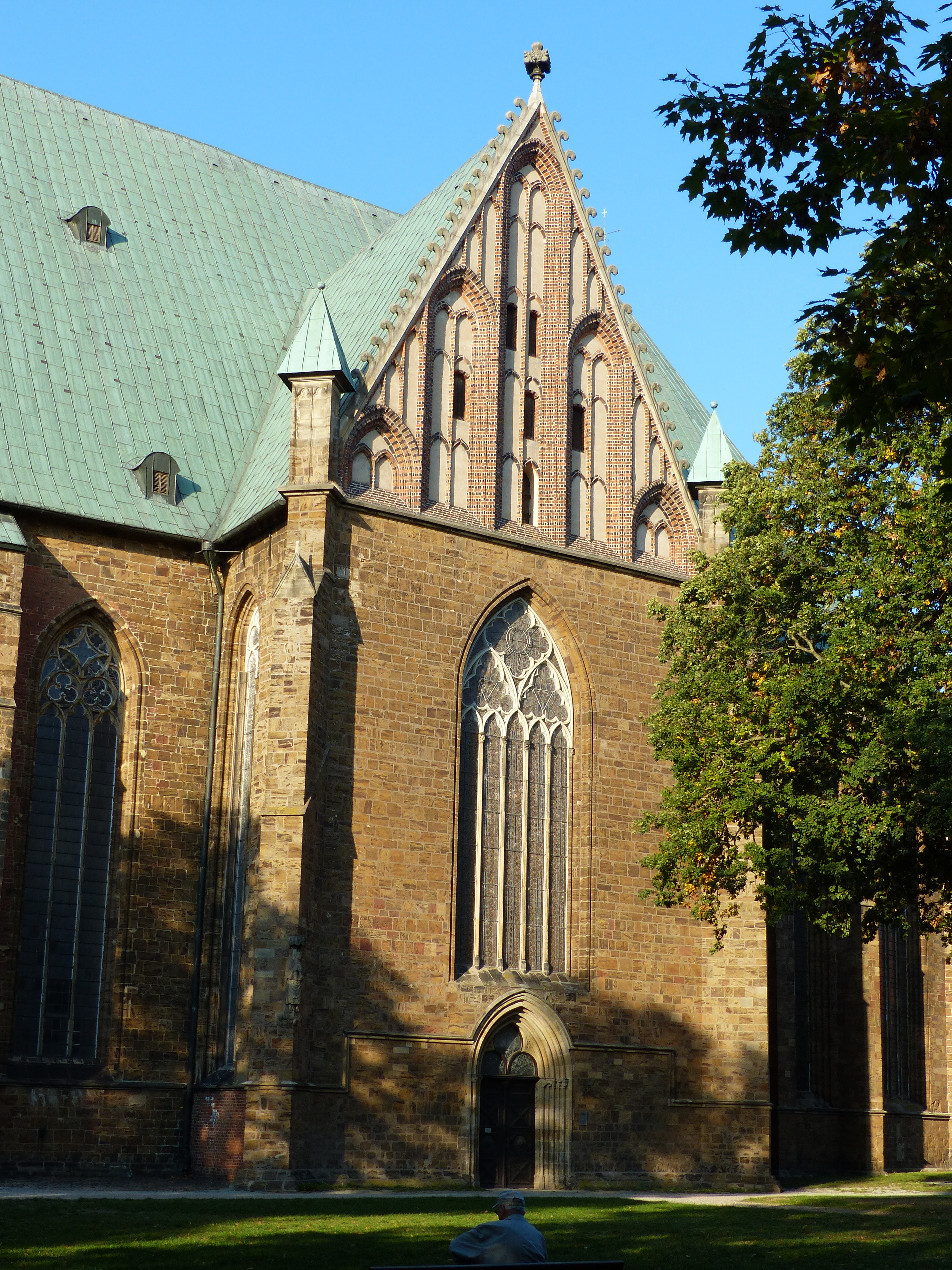
Verdener Dom: weiß verputzte Blendenhintergründe, roter und dunkel glasierter Backstein – und Sandstein mit krabbenbesetzter Dachkante

Die romanischen Backsteinbauten schließen noch eng an zeitgenössische Werksteinarchitektur an und übersetzen deren Formensprache in die neue Backsteintechnik. In gotischer Zeit entwickelt sich aber ein charakteristischer Stil, der von Materialreduktion geprägt ist: Die Bauten sind oft sehr wuchtig, von monumentaler Größe, äußerlich aber eher schlicht. Sie sind bei weitem nicht so grazil wie in den südlichen Gegenden und ähneln darin der Werksteingotik des Weserberglands und des Harzraums. Nichtsdestoweniger orientieren sie sich deutlich an den Kathedralen Frankreichs und der von dort ebenfalls beeinflussten Scheldegotik Flanderns.
Schon gestaltete man die Fassaden anspruchsvoller: Vor allem in der Romano-Gotik der friesischen Region setzte man in den zurückstehenden Wandflächen die Ziegelsteine zu Mustern. Mehr Fernwirkung erhielt man, indem man diese Flächen weiß einkalkte, so dass ein Farbkontrast zum dunklen Backsteinmaterial entstand. Ornamente aus vorgefertigten Formsteinen hingegen gab es im norddeutschen Backsteinbau von Beginn an. Technik und Formensprache waren bereits in der Stilepoche der Romanik aus Norditalien übernommen worden. Das gilt auch für die Kombination von Sichtbackstein und geweißten Hintergrundflächen, die freilich in der Ostseegotik in anderswo unerreichtem Ausmaß Verwendung gefunden hatte. Dies ist die Standardgestaltung. Allerdings gibt es auch im Ostseeraum samt Binnengebieten sehr prominente Bauten mit unverputzten Blendenhintergründen wie das Kloster Chorin und das Karmeliterkloster Helsingør.
Die hellen Putzflächen sind für wesentliche Regionen der Backsteingotik charakteristisch, und mancherorts wurde mit dem Gegensatz von dunkel glasiertem und einfachem Backstein gearbeitet (siehe oben). Da sich die Backsteingotik aber nicht auf Gegenden fernab von Natursteinvorkommen beschränkte, machte man sich in so weit voneinander entfernten Gegenden wie der dänischen Insel Seeland und dem niederländischen Kempenland auch den Farbgegensatz von Backstein und Naturstein zunutze.

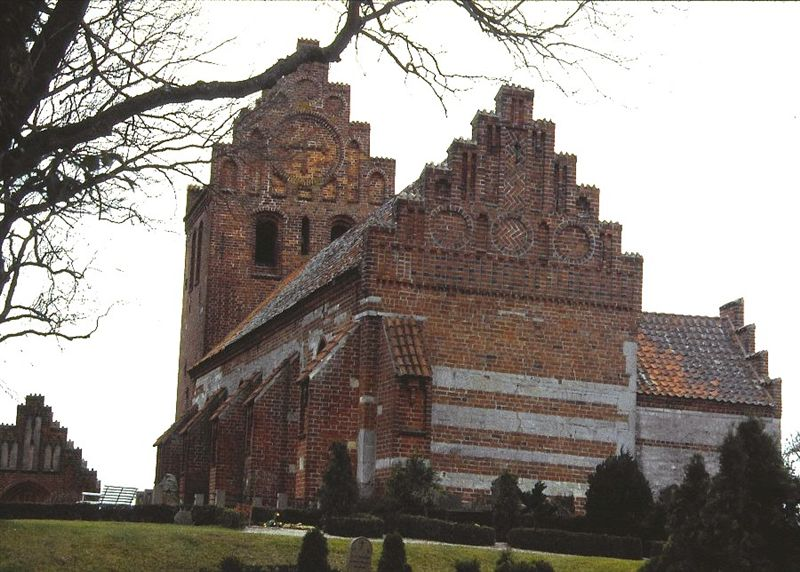
Sneslev Kirke bei Ringsted, Seeland, DK, Kalkbänder und Blendengiebel mit Ziegelmustern
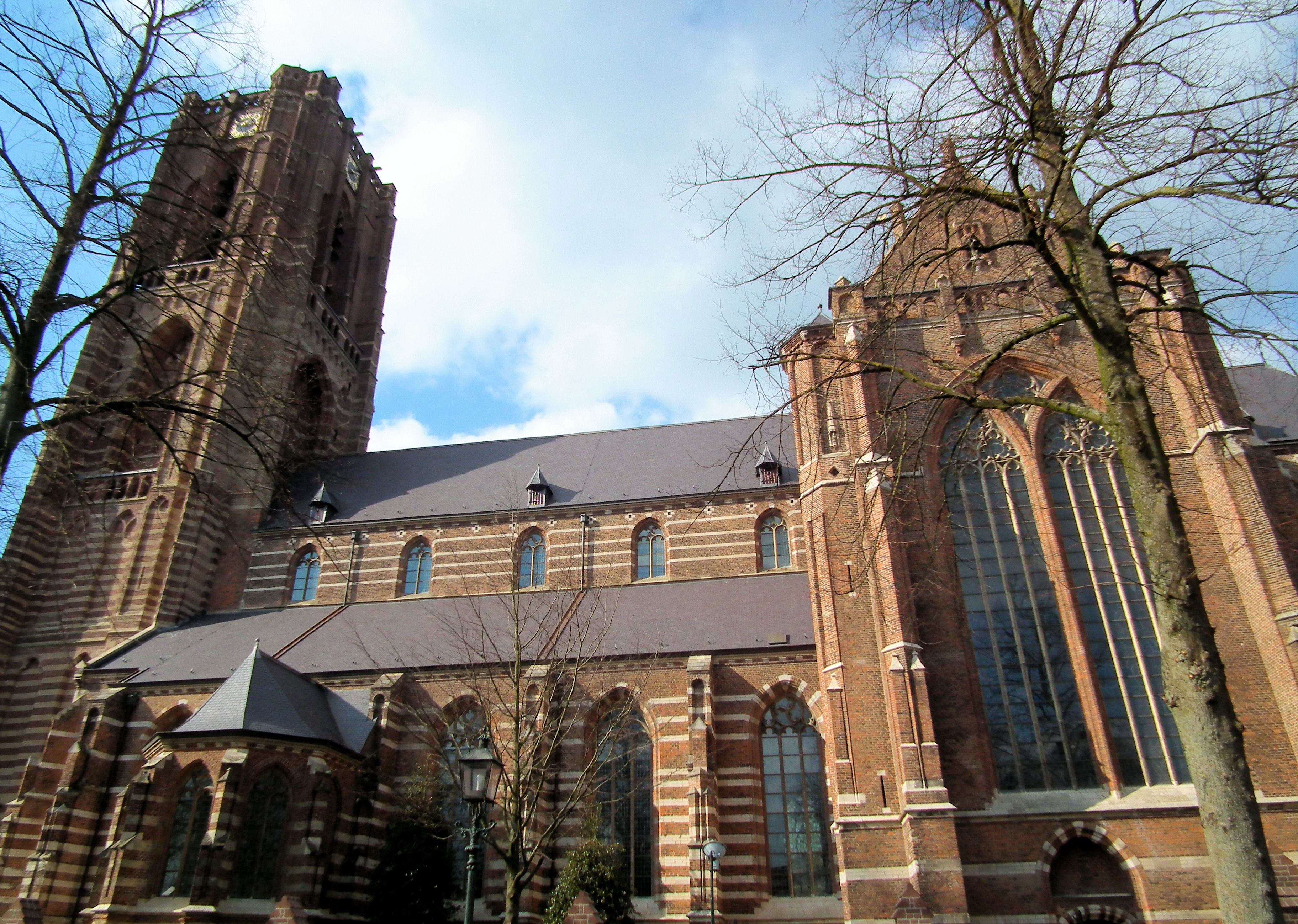
Petruskerk Oirschot, Noord-Brabant, NL: Backsteingotik mit dekorativen Specklagen aus Stein
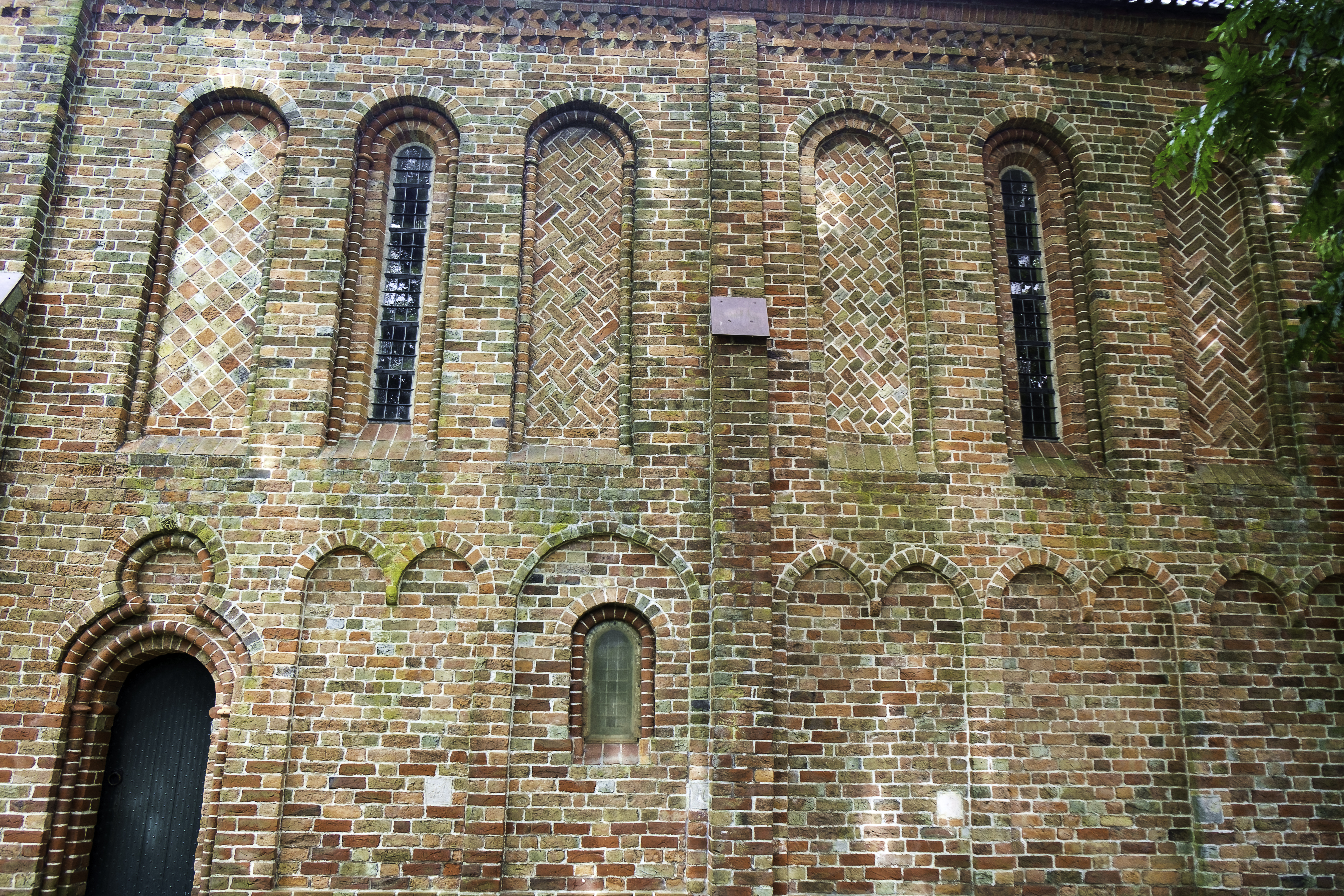
Ziegelmuster statt Putzflächen, hier am Schiff der Mariakerk in 't Zandt, Loppersum, Provinz Groningen, NL
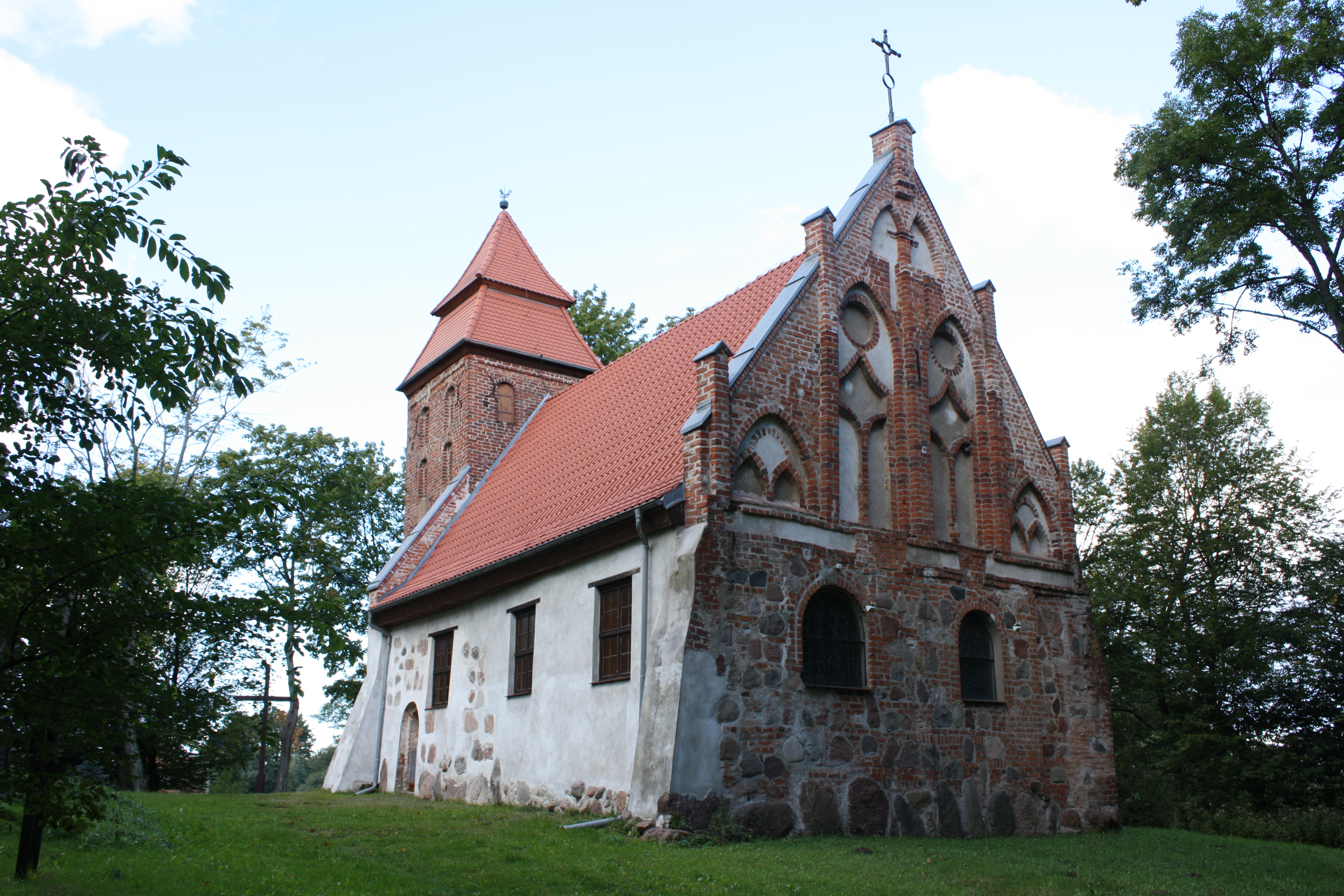
Kościernica (Kösternitz), Hinter- pommern, sparsame Backsteingotik

An etlichen Gebäuden in den reichen Hafenstädten an der Ostsee leistete man sich fein gemeißelte Portale und Fenstersimse aus Werkstein, hier und da auch wuchtige Quader an Gebäudekanten (s. o.). Als man im 19. Jahrhundert daran ging, zeitweise barockisierten Gebäuden wieder ein gotisches Gesicht zu geben, wurde so manche mittelalterliche, also gotische, Steinfassung von den Fenstern entfernt, da sie der historistischen Vorstellung von Backsteingotik widersprach.
Wo die Bauherren weniger wohlhabend waren, gibt es andererseits Fassaden mit Blendarkaden und Lisenen aus Backstein, wo sich hinter dem weißen Putz der Hintergrundflächen kein Backstein verbirgt, sondern grobes Feldsteinmauerwerk.

## Der Backsteinziegel als Ausgangsmaterial
Das Ausgangsmaterial für die Ziegelherstellung ist Lehm, der im norddeutschen Flachland und den Niederlanden ebenso wie in der Poebene reichlich vorhanden war, so dass der Backstein sich dort als Ersatzbaustoff für Naturstein durchsetzte.
Als Standard beim Bau repräsentativer Gebäude setzten sich Ziegel im sogenannten Klosterformat (etwa 28 × 15 × 9 cm bis 30 × 14 × 10 cm mit durchschnittlich 1,5 cm Fuge) durch, in den Niederlanden Kloostermoppen genannt. Klostersteine und Formziegel wurden nicht in den Bauhütten, sondern von spezialisierten Betrieben außerhalb der Baustellen hergestellt. Eine Parallele hatte diese Arbeitsteilung in der Werksteinarchitektur des Rheinlandes und (dort weitgehend vom Backstein abgelöst) der Niederlande: Der Tuff aus der Vulkaneifel wurde teilweise in ähnlichen handlichen Formaten geliefert.

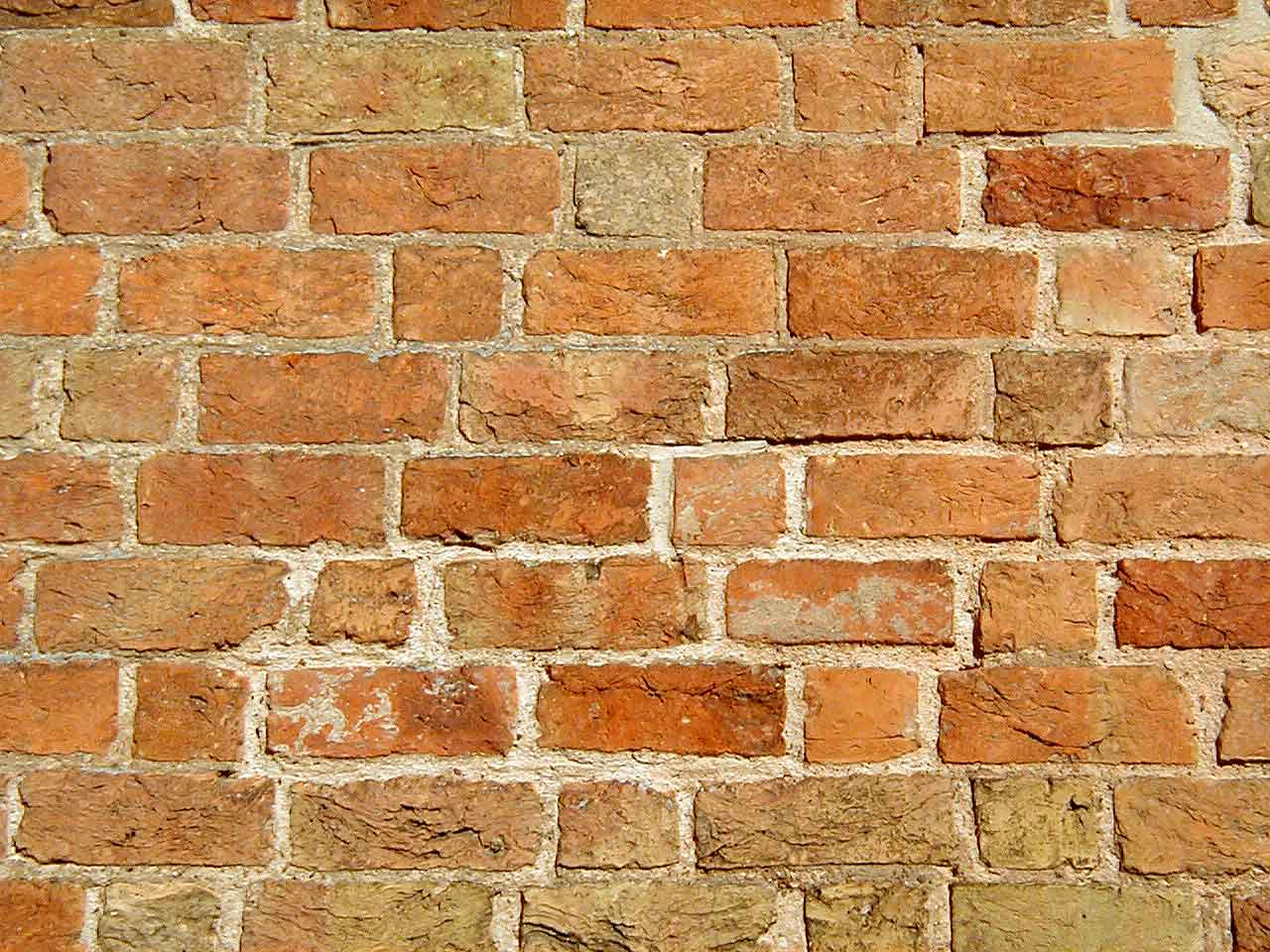
Ziegelmauer im „gotischen Verband“
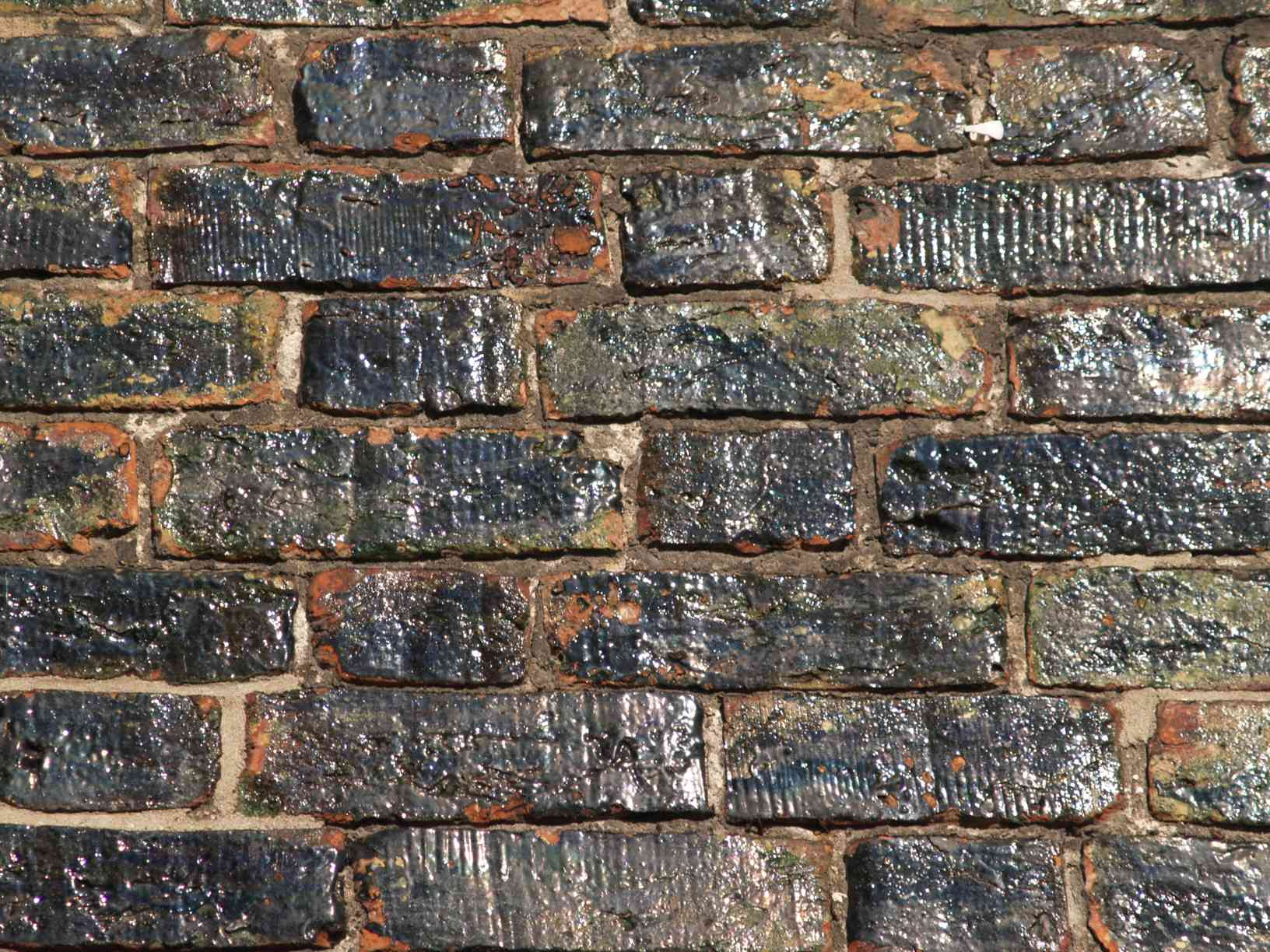
Backstein mit Glasur
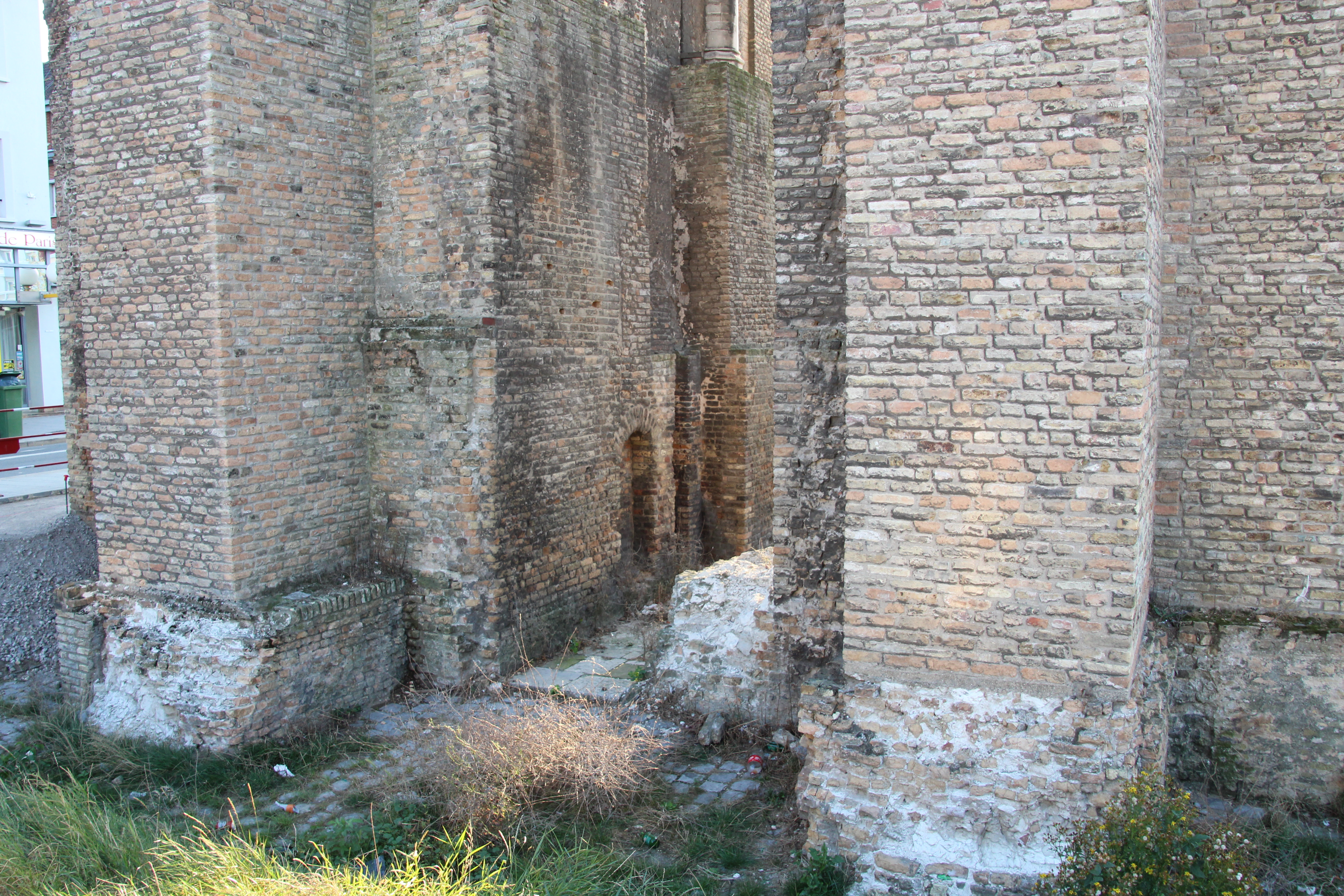
Tour du Guet in Calais aus stark gemagertem „brique de sable“ („Sandbackstein“)
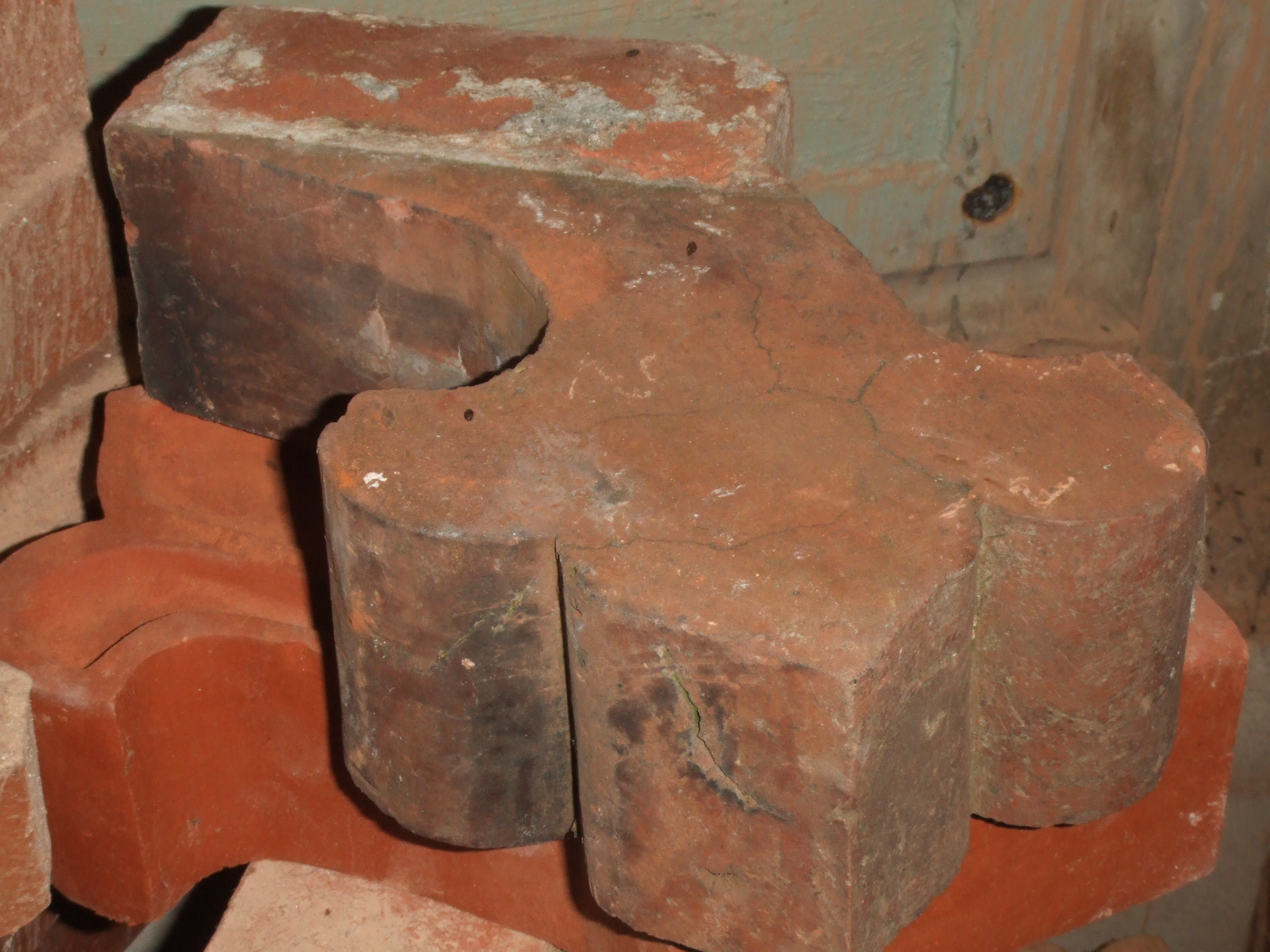
Formstein
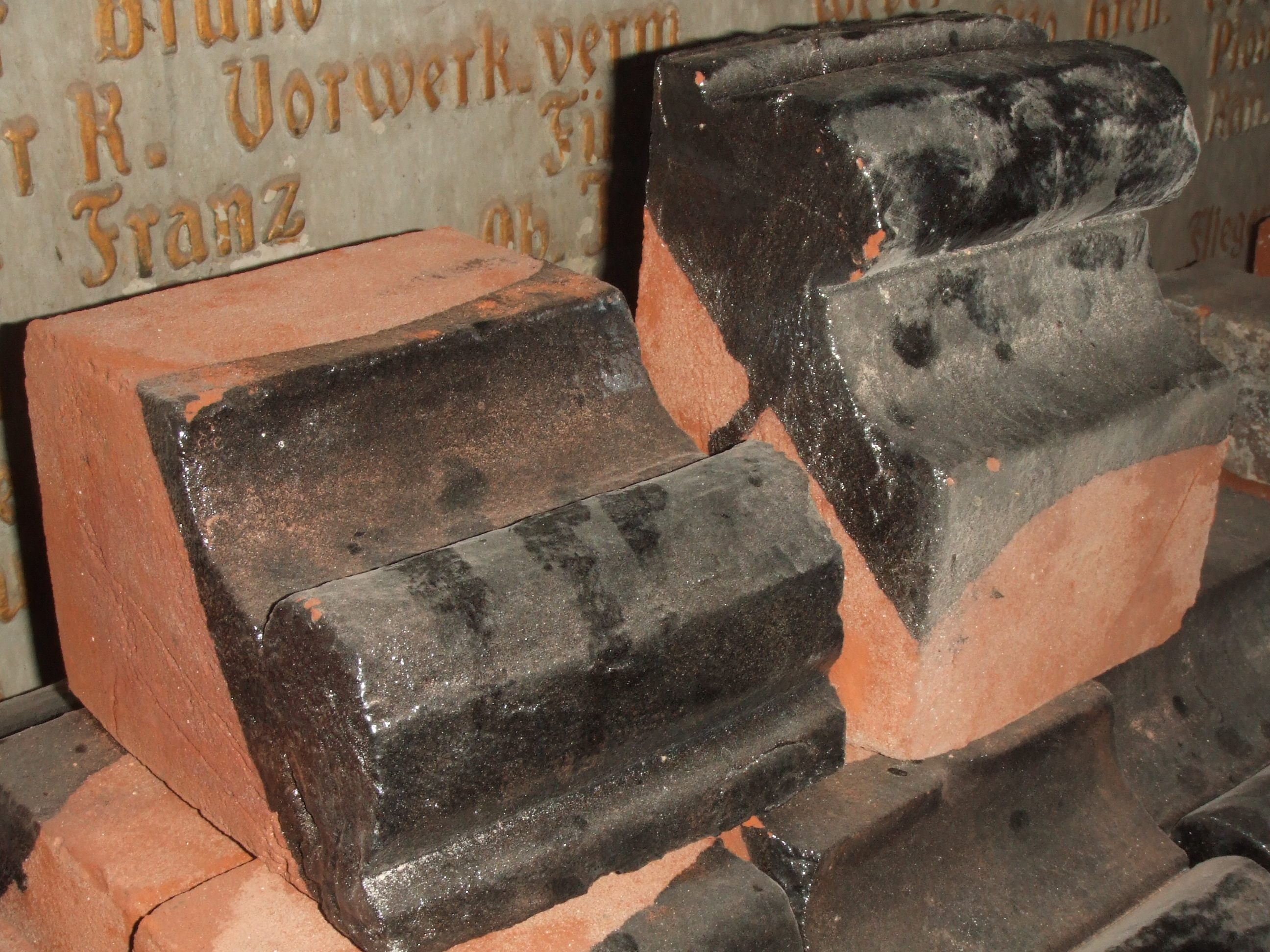
Schwarz glasierter Formstein
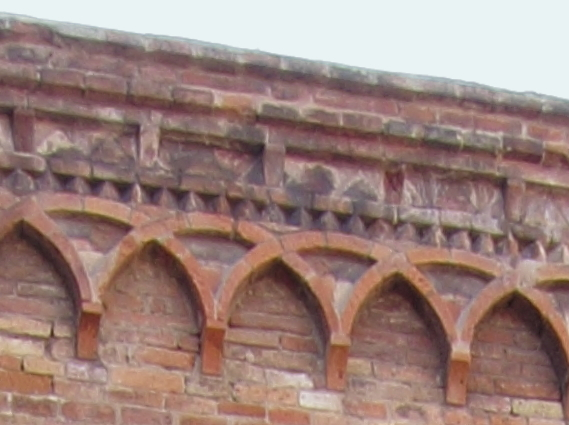
Fries aus Formsteinen, Kirche San Sepolcro (10. Jh.), Teil der Basilika S. Stefano in Bologna
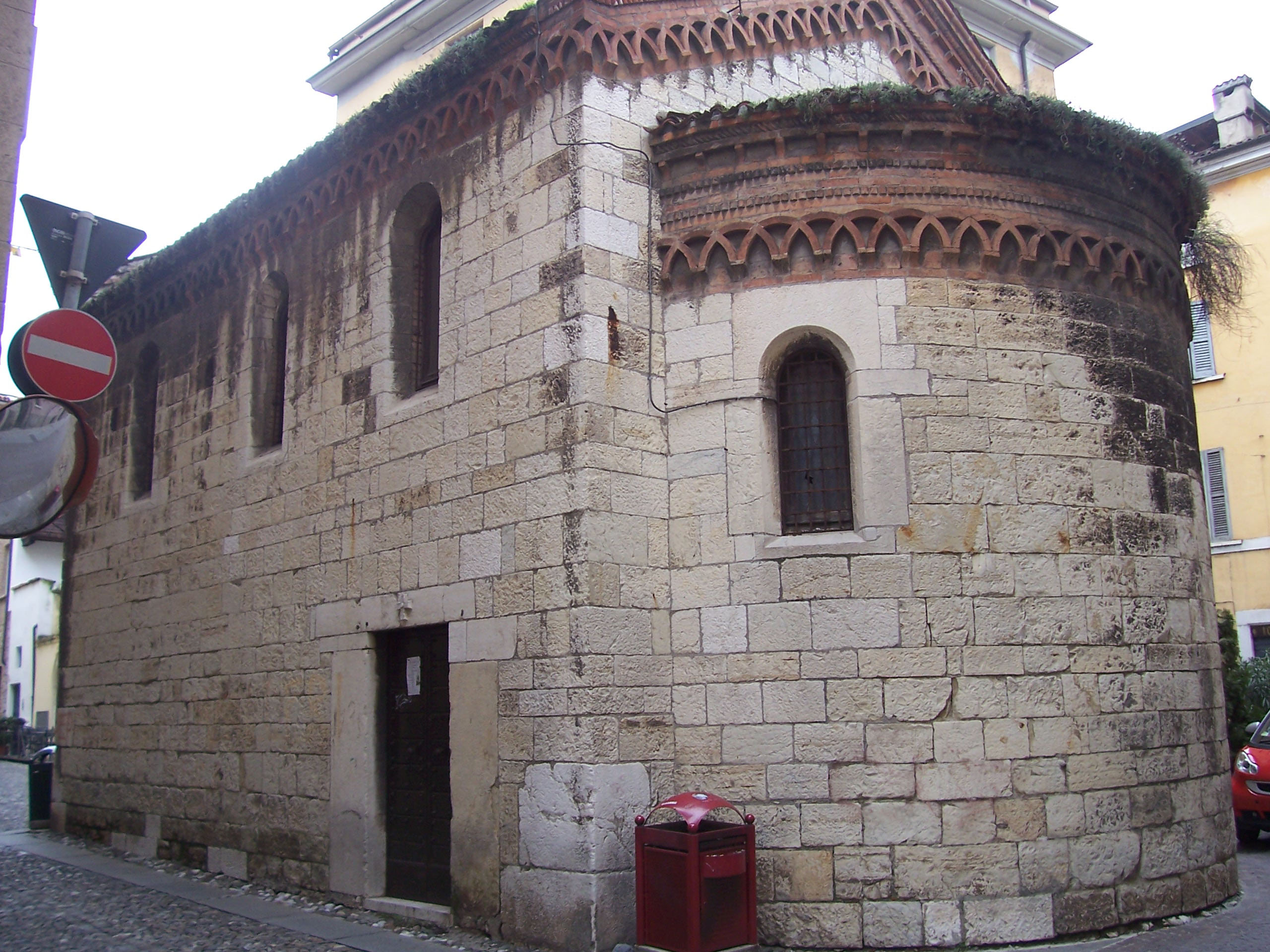
Bruchsteingemäuer mit Fries aus Formziegeln, San Marco in Brescia (13. Jh.)
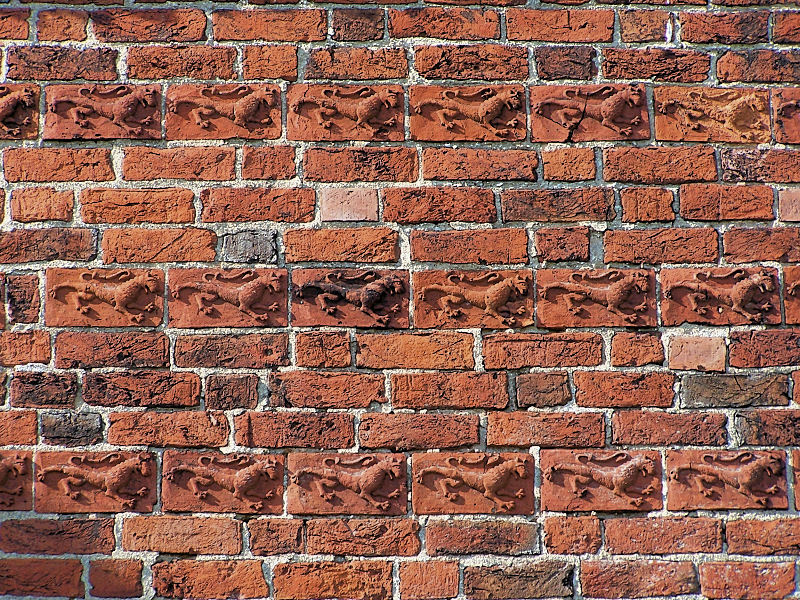
Backstein-Friese an der Dorfkirche Steffenshagen, Landkreis Rostock, Mecklenburg-Vorpommern
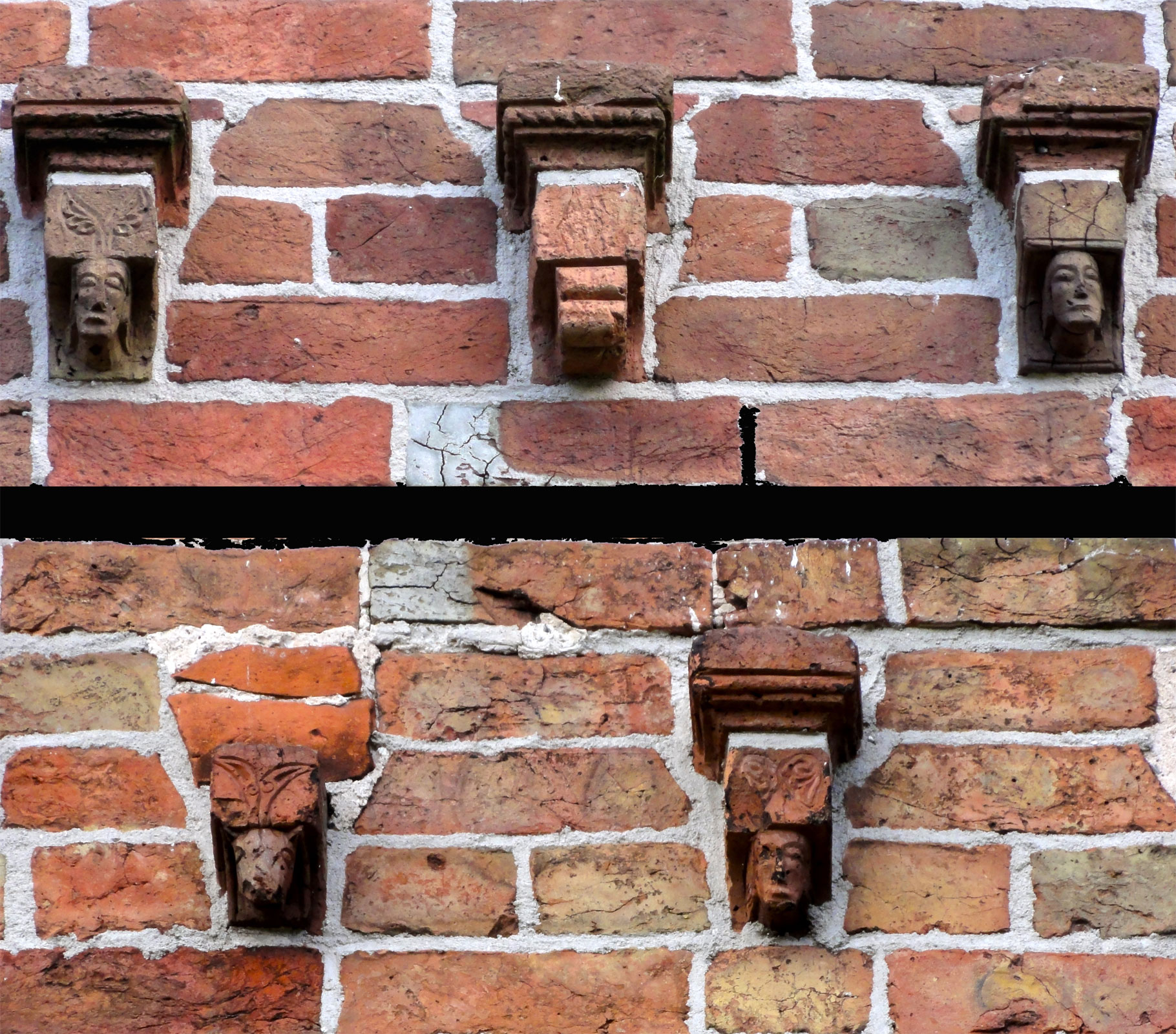
„Maskensteine“ an der Gangulfuskerk in Ee, Dongeradeel, Provinz Friesland, 1. Hälfte 13. Jh.
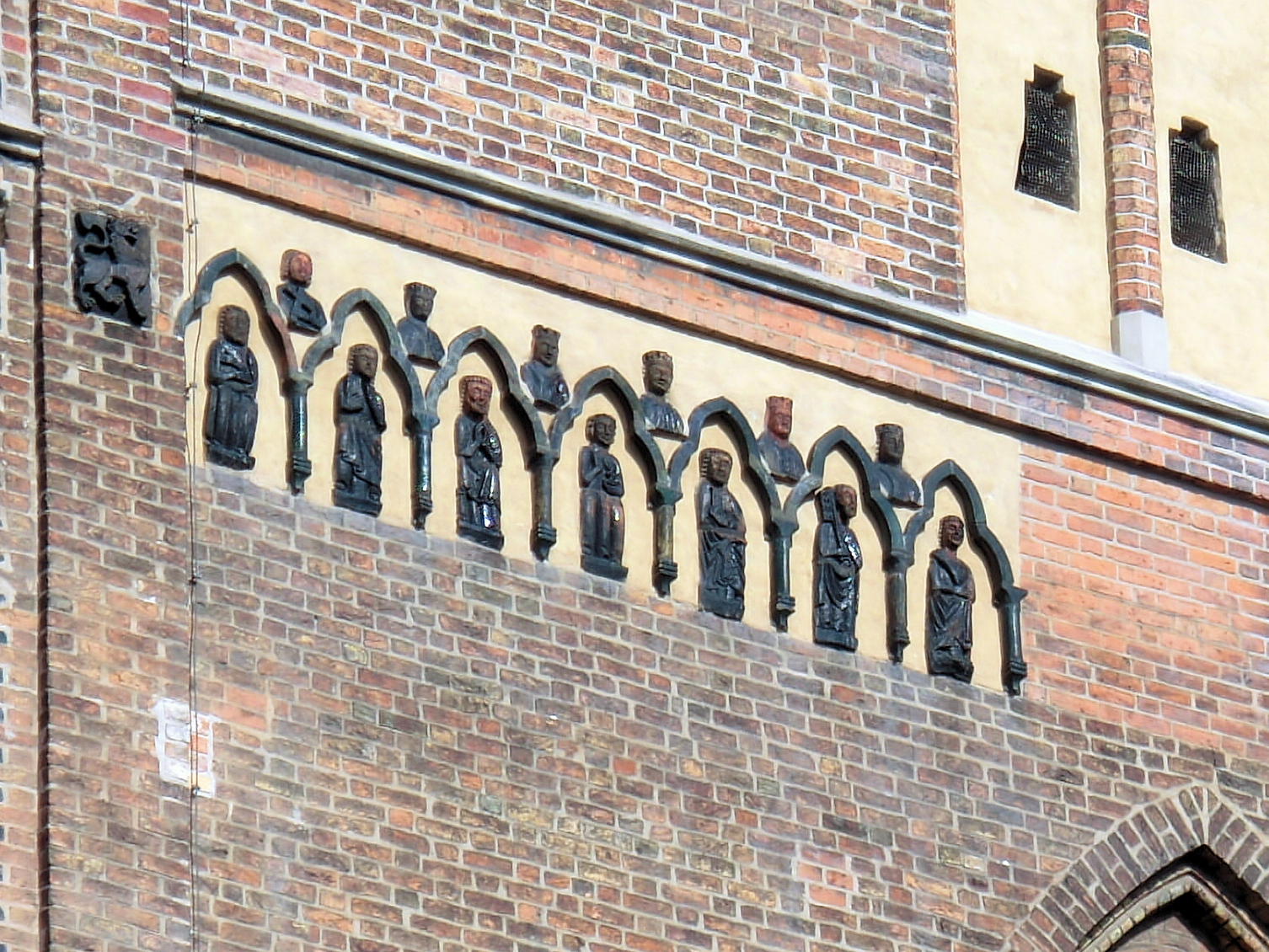
Ornament und individuelle Figuren aus glasiertem Ton, Rostocker Marienkirche
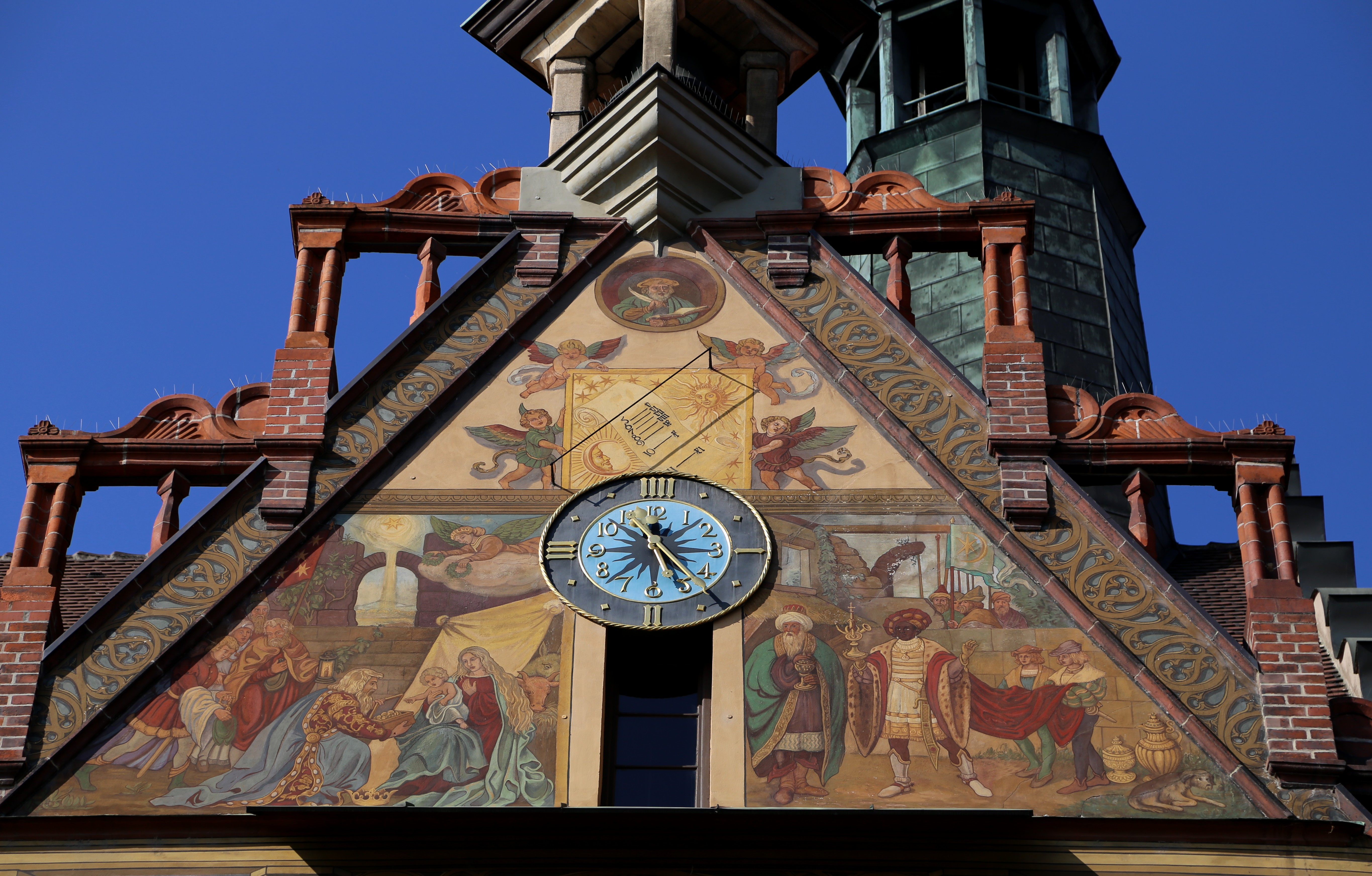
Maßwerk aus Backstein und Terrakotta, Ulmer Rathaus, ein von Fresken bedeckter verputzter Ziegelbau
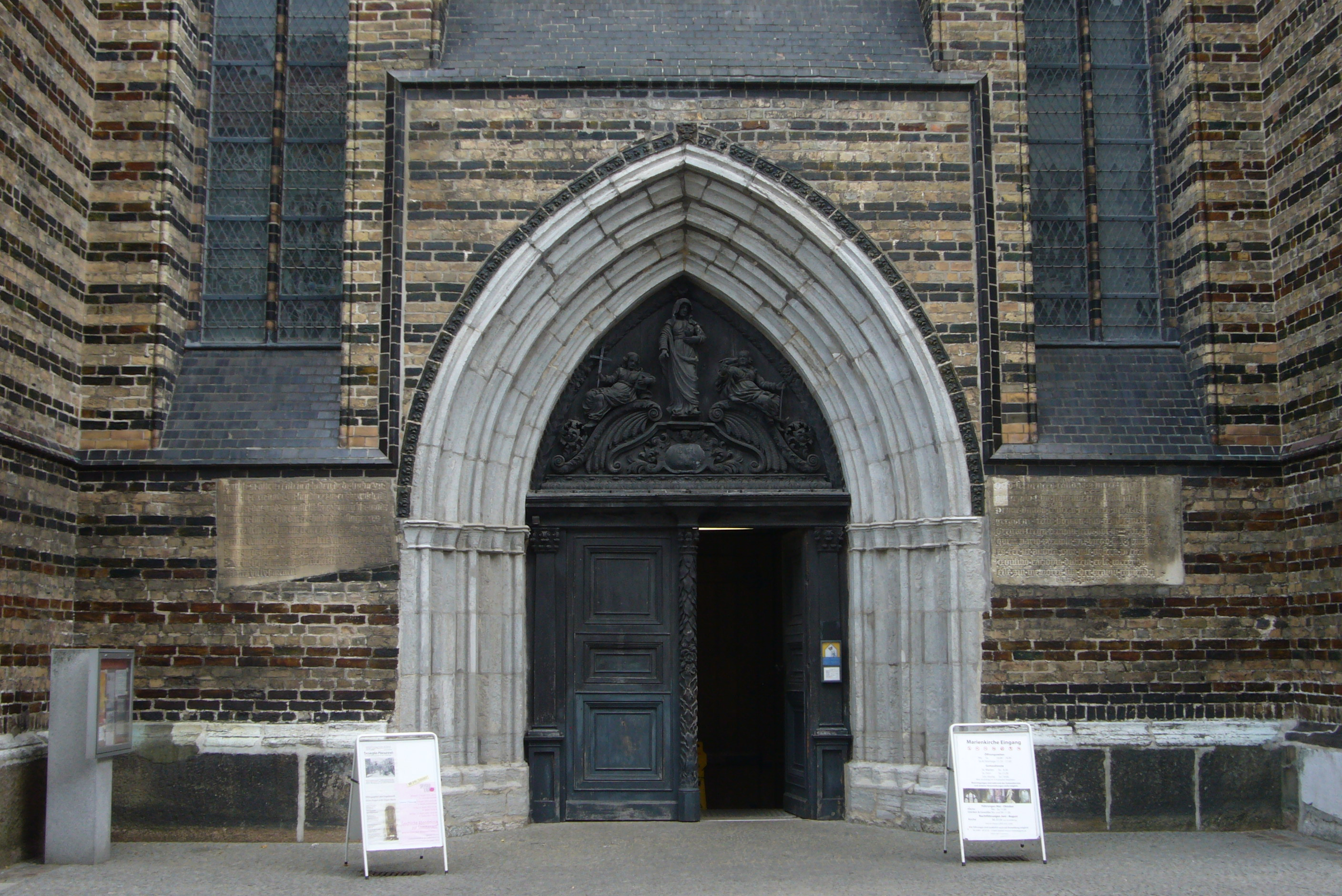
blassgelb, grün und schwarz glasierter Backstein um ein Portal aus Gotland-Kalkstein, Rostocker Marienkirche

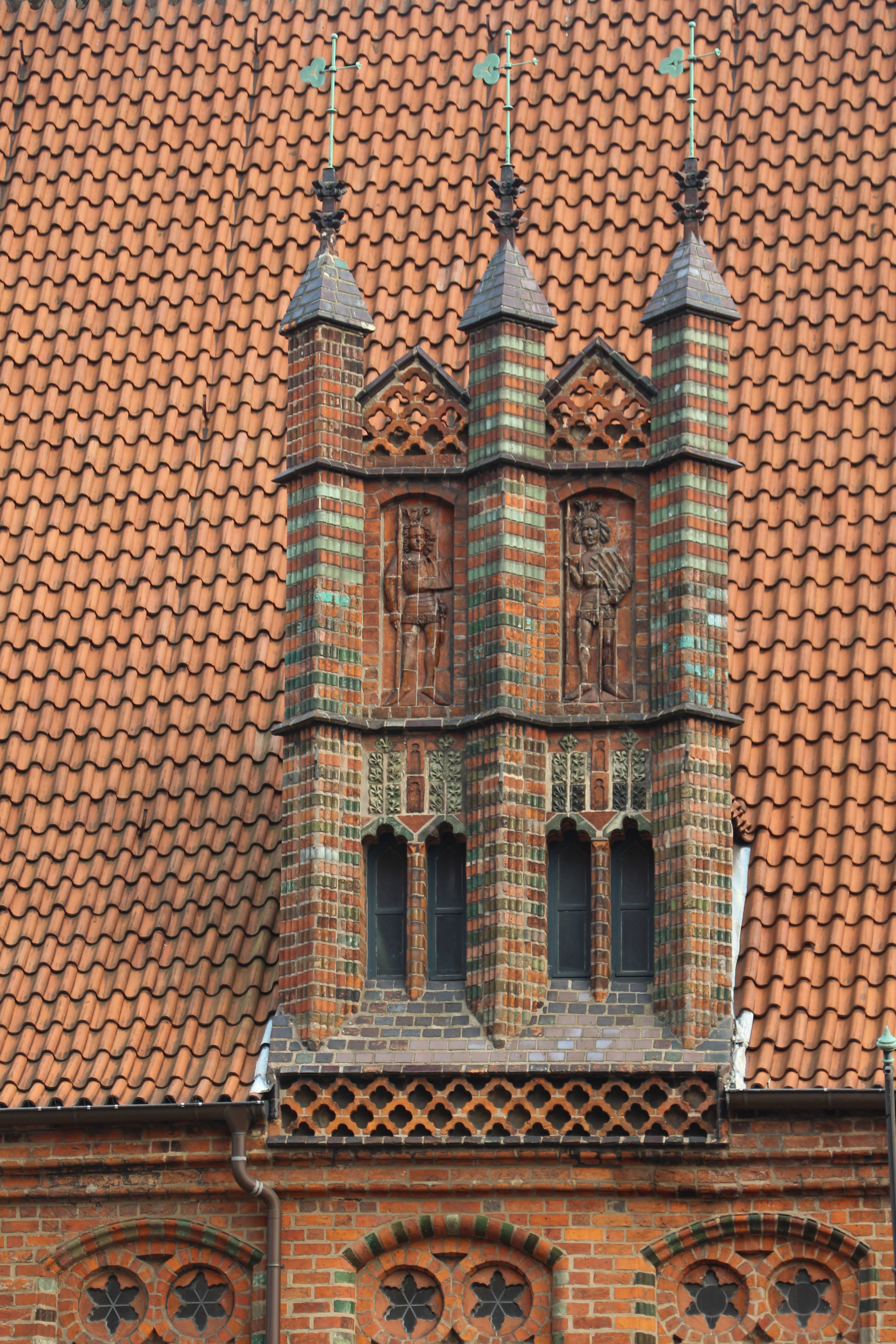
Altes Rathaus in Hannover: Lukarne mit glasiertem Backstein, figürlichen Reliefs und Formsteinmaßwerk
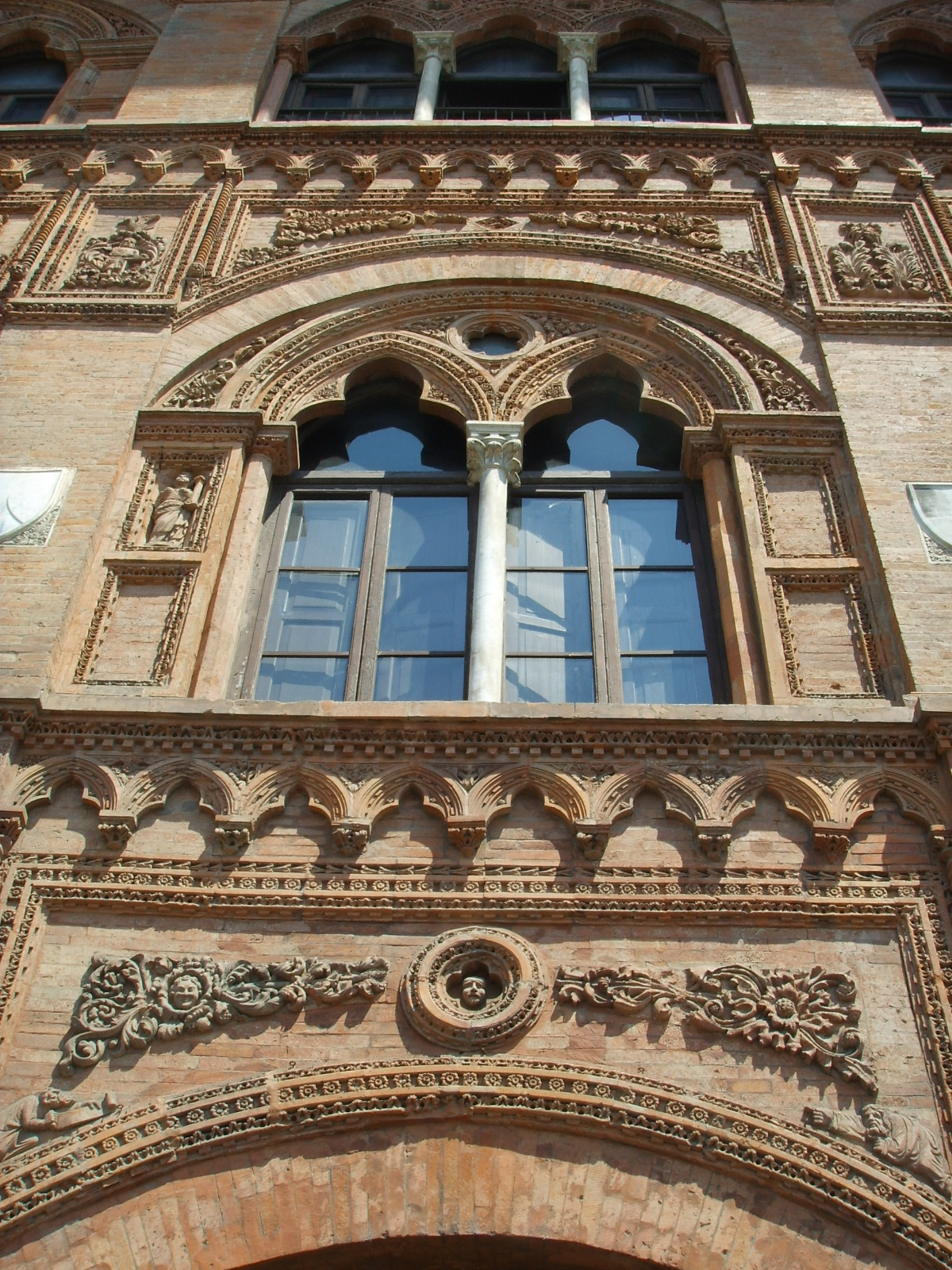
Dekor aus Formziegeln und Terrakotta am Palazzo Agostini in Pisa

### Gewölbe
Klassisch für backsteingotische Rippengewölbe ist die Verwendung spezieller keramischer Bauelemente, die den Rippen eine besondere etwas elastische Stabilität verleihen, da sie wie Spielzeugbausteine ineinander verhakt sind. Es gibt aber auch Konstruktionen mit Rippen aus Werkstein unter Gewölbeschalen aus Backstein. Etliche der Backsteinkirchen in den Niederlanden und ein paar in anderen Regionen haben hölzerne Gewölbe – so ließ sich auf weichem Untergrund das Gebäudegewicht geringer halten. Besonders im Staat des Deutschen Ordens erhielten viele Kirchen zwar außen aufwändige Blendarkaden an Turm und Giebeln, aber innen nur eine flache Holzdecke.

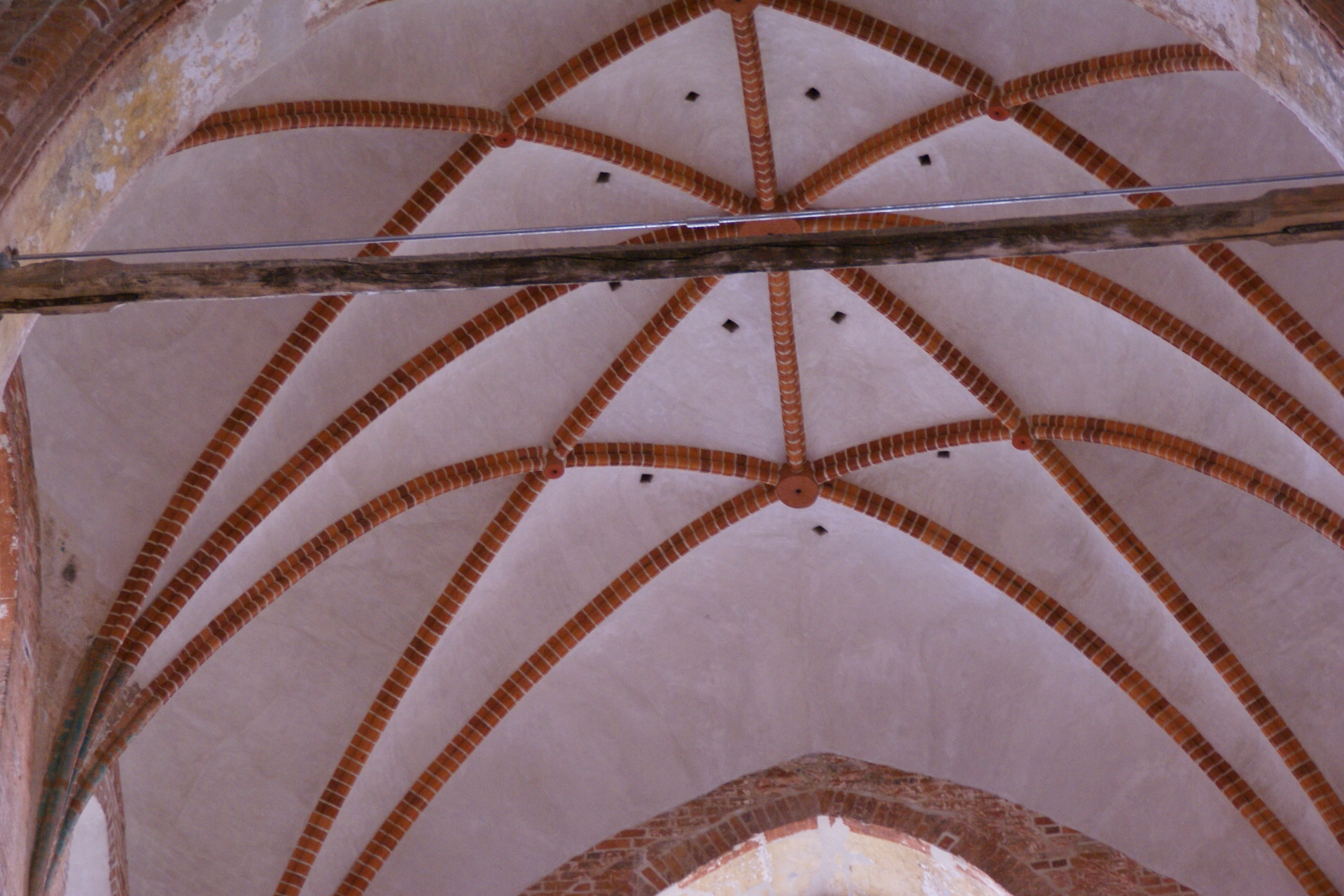
Georgenkirche, Wismar: Rippen und Gurtbögen aus kurzen Elementen
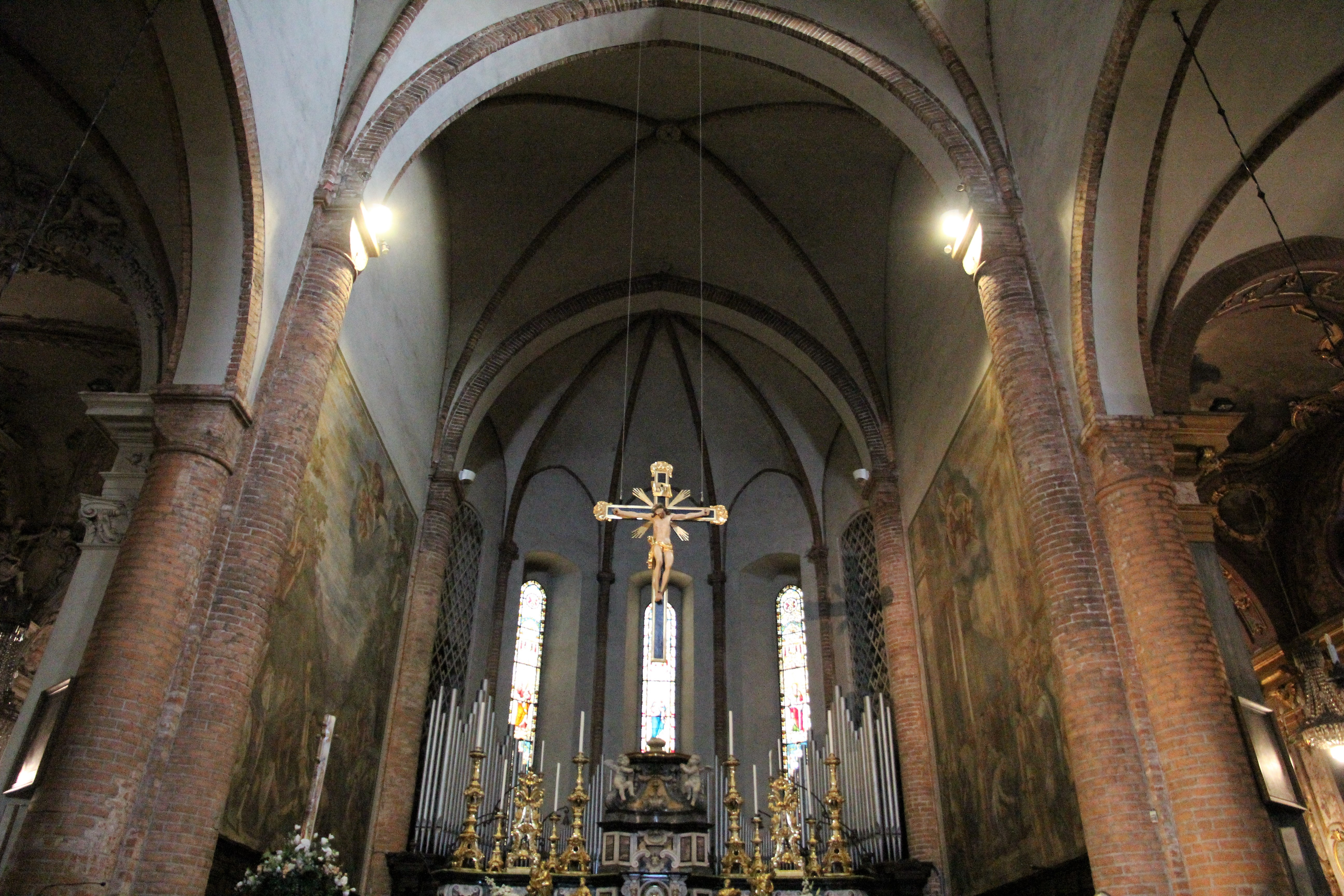
Santi Pietro e Paolo, Carmagnola, Piemont: Rippen und Schildbögen aus kurzen Elementen
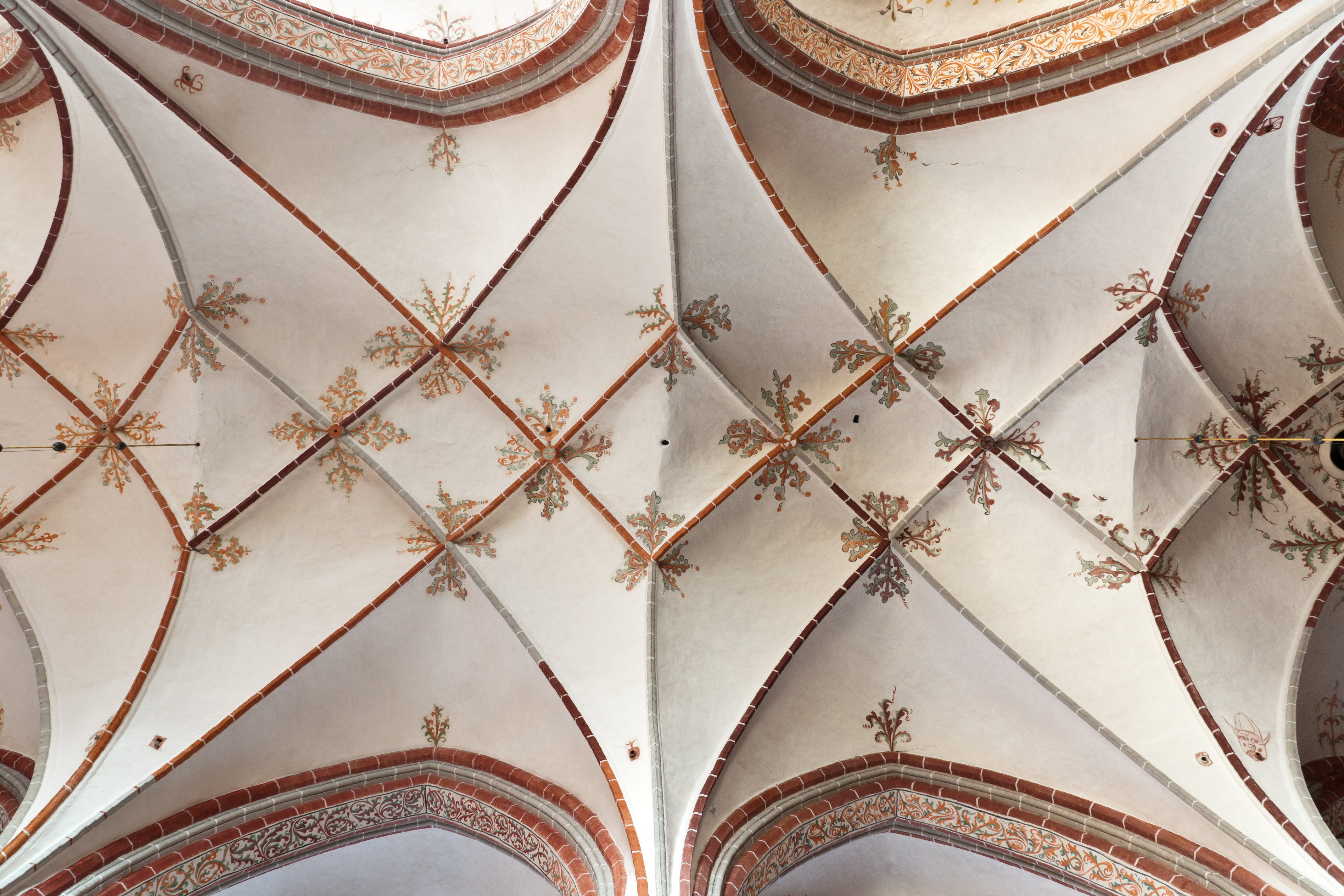
St. Katharinen, Brandenburg: Rippen aus kurzen Elementen, bemalt als lange Elemente
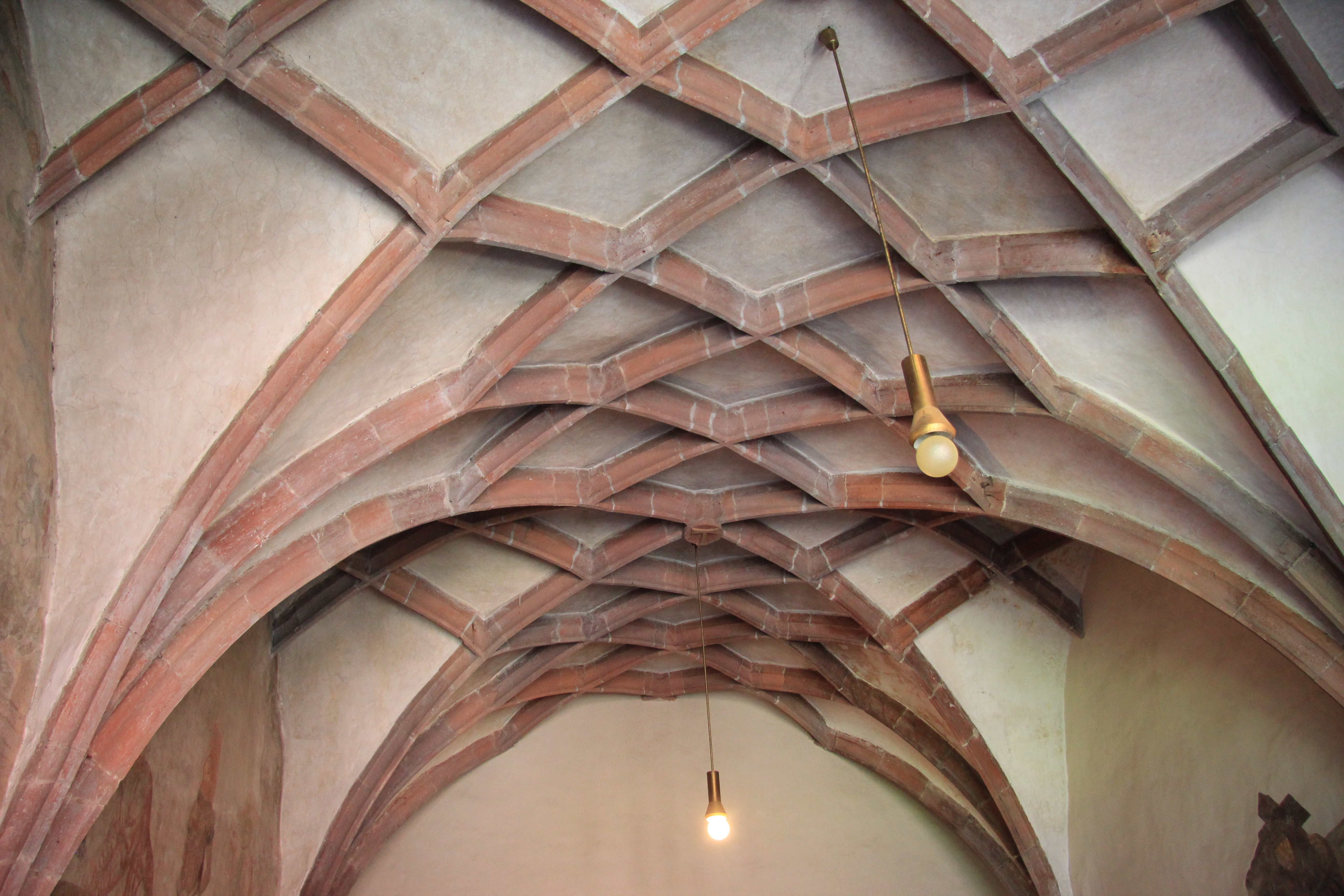
Kapitelhaus des Červený Kláštor, Slowakei, polnische Grenze: Rippen aus langen Elementen
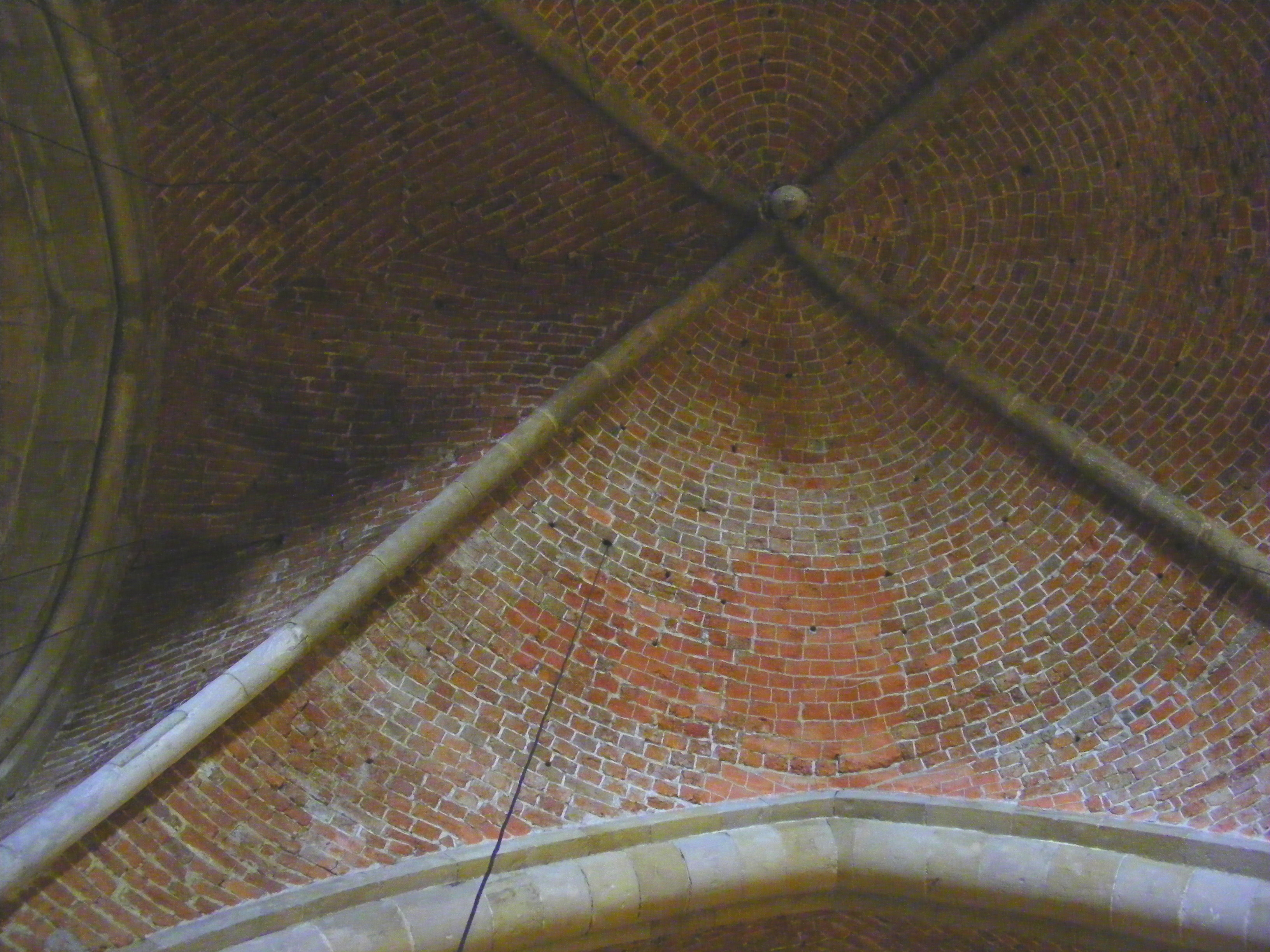
Liebfrauenkirche, Bremen: Rippen und Gurtbögen aus Werkstein, Gewölbeschalen aus Backstein

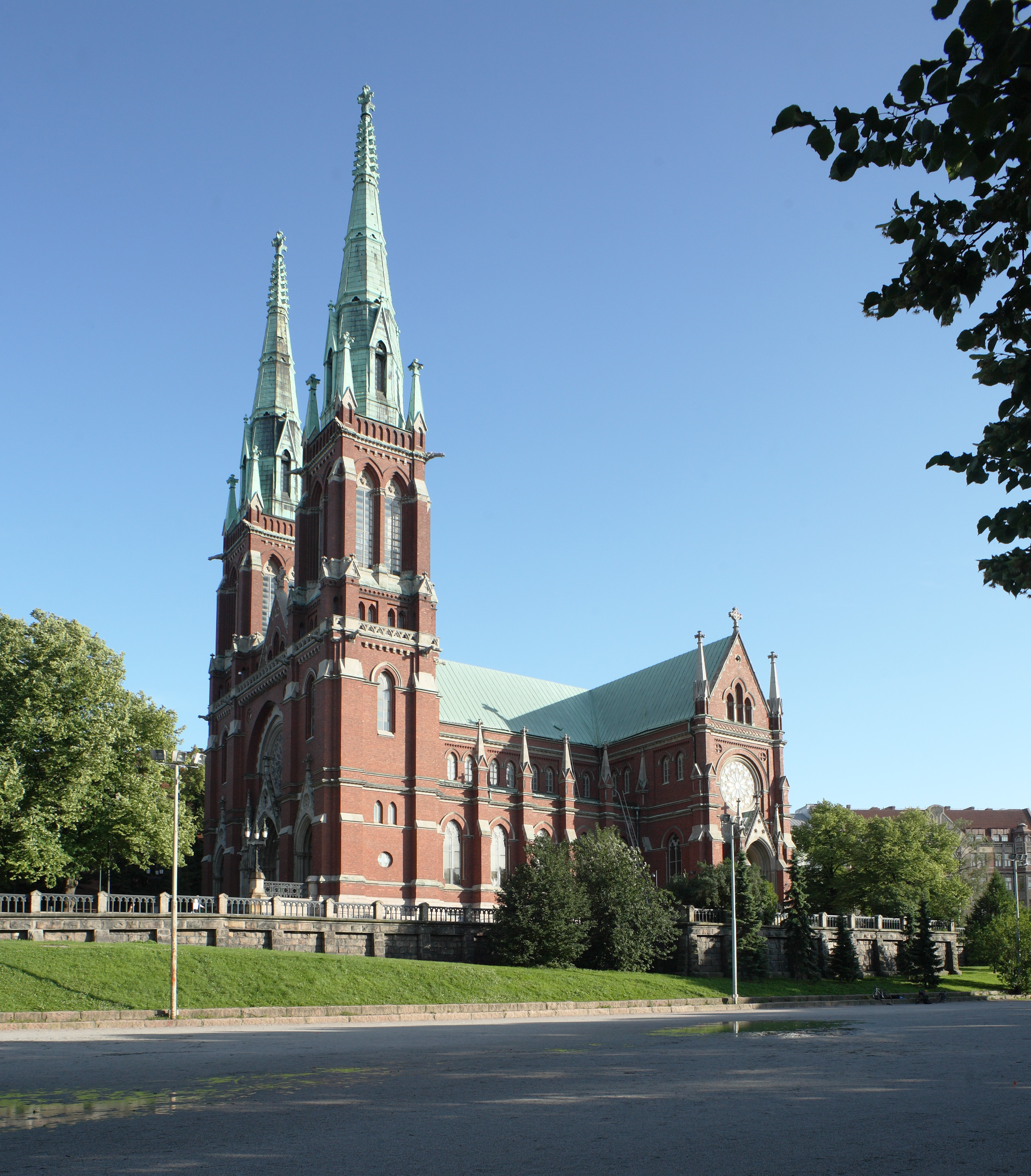
Neogotische Backsteinkirche St. Johannis in Helsinki

## Baumeister der Backsteingotik
Nur wenige der mittelalterlichen Baumeister der Backsteingotik sind namentlich historisch überliefert. Unter den überlieferten wird als herausragendes Beispiel Hinrich Brunsberg genannt.

## Rezeption und Neuinterpretation
Im 19. Jahrhundert erlebte die Rezeption der Backsteingotik durch die Neugotik (auch: Neogotik) nach den 1860er Jahren eine neue Blüte. Wichtige Architekten dieser Stilrichtung waren z. B. Friedrich August Stüler in Berlin, Carl Boos in Wiesbaden und Simon Loschen in Bremen. Ein bedeutendes Beispiel neugotischen Bauens im Stil der Backsteingotik ist Schinkels Friedrichswerdersche Kirche in Berlin.

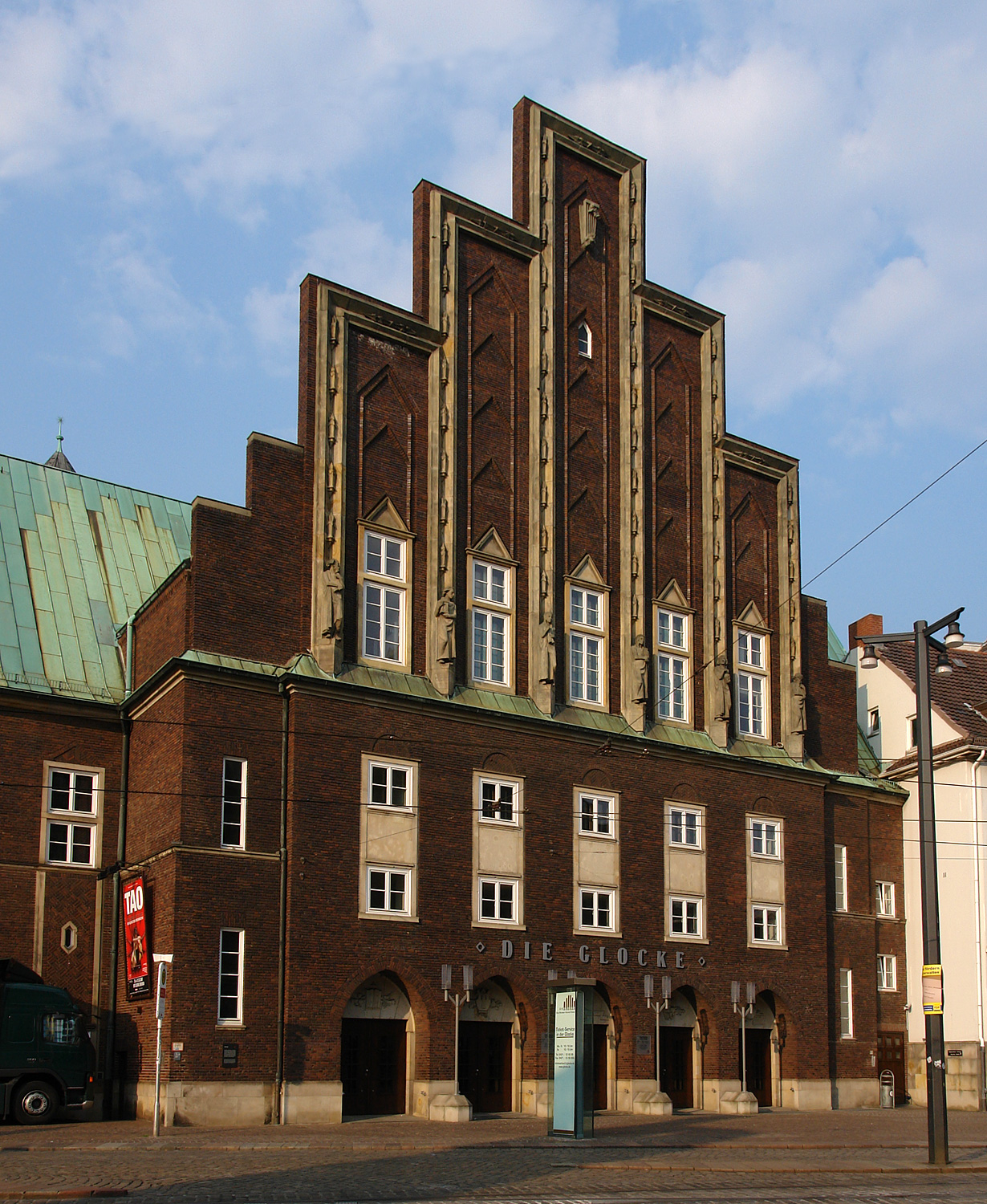
Heimatschutzstil in Backstein: Die Glocke in Bremen

Anfang des 20. Jahrhunderts nahm die sogenannte Heimatschutzarchitektur als Stilrichtung der Architektur in Norddeutschland, insbesondere in Schleswig-Holstein, das Bauen mit Backstein frei von neugotischer Verzierung, aber an traditionellen Vorbildern orientiert, neu auf. Villen in diesem Stil prägen den Einfamilienhausbau teilweise bis heute. 1910 errichtete Adalbert Kelm die Marineschule Mürwik, bei der er den Stil der Backsteingotik noch einmal aufgriff. Der Architekt Paul Ziegler, der an der Entwurfsplanung beteiligt war, erhielt danach eine Anstellung als Magistratsbaurat in Flensburg und widmete sich mit seinem Werk kurz darauf jedoch ebenfalls schon der neuen Heimatschutzarchitektur.
Die expressionistische Architektur der 1920er Jahre, insbesondere dessen Sonderform des Backsteinexpressionismus, bezog sich immer wieder auf die Formenvokabulare, Volumina und Gestaltungsmittel der Backsteingotik. Beispiele unter vielen sind etwa das Ullsteinhaus oder das Umspannwerk Humboldt in Berlin sowie das Anzeiger-Hochhaus in Hannover und die Martin-Luther-Kirche in Ulm.
In der Nachkriegszeit wurde das architektonische Erbe der Gotik deutlich seltener aufgenommen. Die Neubebauung der Rostocker Altstadt entlang der Langen Straße bezog sich in Materialverwendung und Ornamentierung auf die Baudenkmäler der Backsteingotik. Auch in der Architektur der Postmoderne finden sich Beispiele für entsprechende historisierende Anleihen. Einige Bauten Hans Kollhoffs sind dafür ein Beispiel.